# Liste von Stadien
In dieser Liste werden Stadien aus aller Welt aufgezählt.

## Deutschsprachige Staaten

### Deutschland

#### Schleswig-Holstein, Hamburg, Niedersachsen, Bremen
Land Bremen
- Weserstadion – Bremen
- Weserstadion Platz 11 – Bremen

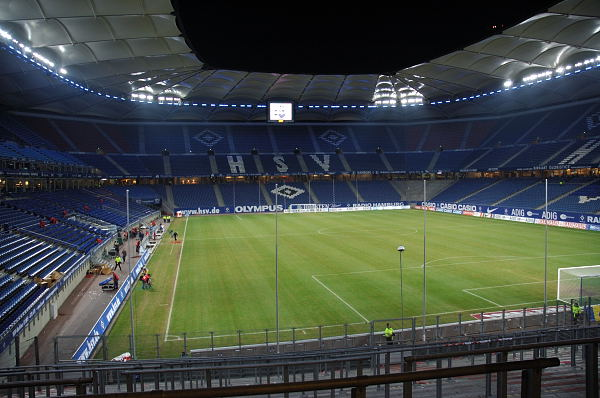
Volksparkstadion, Hamburg

- Sportpark am Vinnenweg – Bremen-Oberneuland
- Nordsee-Stadion – Bremerhaven

Hamburg
- Sportplatz Memellandallee (Dr.-Hermann-Schnell-Sportplatz) – Hamburg-Altona-Nord
- Volksparkstadion – Hamburg-Bahrenfeld (UEFA-Kategorie 4)
- Billtalstadion – Hamburg-Bergedorf
- Stadion Hoheluft – Hamburg-Eppendorf
- Stadion Marienthal – Hamburg-Marienthal
- Adolf-Jäger-Kampfbahn – Hamburg-Ottensen
- Sportpark Eimsbüttel – Hamburg-Stellingen
- Millerntor-Stadion – Hamburg-St. Pauli

Niedersachsen
- Eintracht-Stadion – Braunschweig
- M&P Baudesign Arena – Cloppenburg
- Ostfriesland-Stadion – Emden
- S-Arena – Goslar
- Jahnstadion – Göttingen
- HDI-Arena (Niedersachsenstadion) – Hannover
- Beekestadion – Hannover-Ricklingen
- Eilenriedestadion – Hannover
- Rudolf-Kalweit-Stadion – Hannover
- Stadion am Lindener Berg – Hannover
- Wilhelm-Langrehr-Stadion – Havelse
- Hänsch-Arena (Emslandstadion) – Meppen
- Stadion Donnerschwee – Oldenburg
- Marschweg-Stadion – Oldenburg
- Bremer Brücke – Osnabrück
- Sportplatz Waldsportstätten – Rehden
- Jadestadion – Wilhelmshaven
- VfL-Stadion am Elsterweg – Wolfsburg
- Volkswagen Arena – Wolfsburg

Schleswig-Holstein
- Stadion an der Meldorfer Straße – Heide
- Holstein-Stadion – Kiel
- Stadion an der Lohmühle – Lübeck
- Edmund-Plambeck-Stadion – Norderstedt

#### Nordrhein-Westfalen
- Springstadion – Aachen
- Neuer Tivoli – Aachen
- Alter Tivoli – Aachen
- Wersestadion – Ahlen
- BELKAW-Arena – Bergisch Gladbach
- SchücoArena (Alm) – Bielefeld

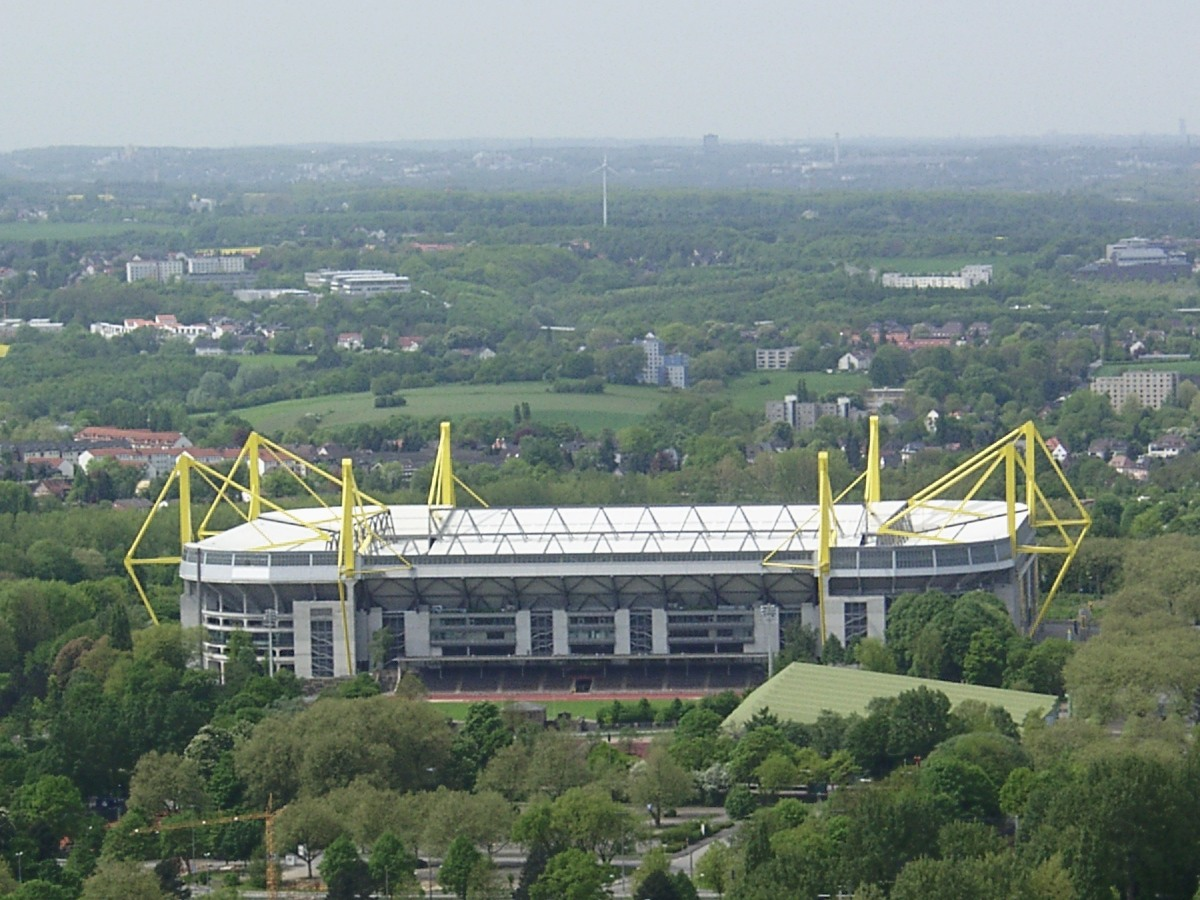
Westfalenstadion, Dortmund

- Olympia-Stadion am Hünting – Bocholt
- Stadion am Hünting – Bocholt
- Ruhrstadion – Bochum
- Lohrheidestadion – Bochum-Wattenscheid
- Sportpark Nord – Bonn
- Jahnstadion – Bottrop
- Westfalenstadion – Dortmund (UEFA-Kategorie 4)
- Stadion Rote Erde – Dortmund
- Schauinsland-Reisen-Arena – Duisburg
- Schwelgernstadion – Duisburg-Hamborn
- PCC-Stadion – Duisburg-Homberg
- Wedaustadion (1921–2003) – Duisburg
- Merkur Spiel-Arena – Düsseldorf
- Paul-Janes-Stadion – Düsseldorf
- Rheinstadion (1925–2002) – Düsseldorf
- Stadion an der Feuerbachstraße – Düsseldorf
- Georg-Melches-Stadion (1926–2012) – Essen
- Stadion Essen – Essen
- Uhlenkrugstadion – Essen-Stadtwald
- Sportpark Am Hallo – Essen-Stoppenberg
- Stadion Mathias Stinnes – Essen-Karnap
- Parkstadion – Gelsenkirchen

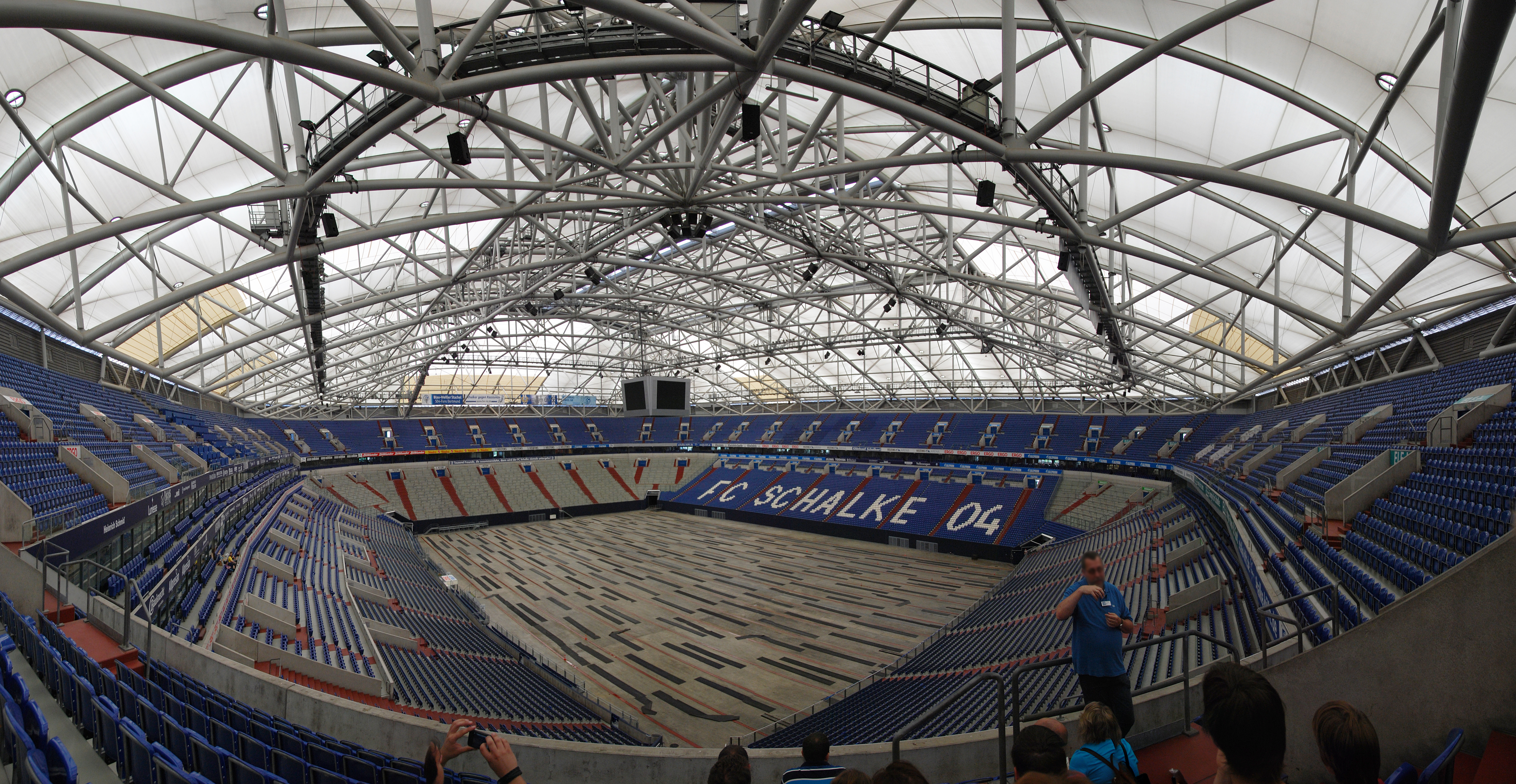
Veltins-Arena (Arena AufSchalke) – Gelsenkirchen

- Veltins-Arena (Arena AufSchalke) – Gelsenkirchen (UEFA-Kategorie 4)
- Stadion Gladbeck – Gladbeck
- Hubert-Houben-Stadion – Goch
- Heidewaldstadion – Gütersloh
- Ludwig-Jahn-Stadion – Herford
- PolygonVatro-Arena – Herne
- Mondpalast-Arena – Herne
- Rheinenergiestadion (Müngersdorfer Stadion) – Köln
- Sportpark Höhenberg – Köln
- Südstadion – Köln
- Franz-Kremer-Stadion – Köln
- Grotenburg-Stadion – Krefeld
- Stadion am Löschenhofweg – Krefeld-Uerdingen
- BayArena (Ulrich-Haberland-Stadion) – Leverkusen
- Ulrich-Haberland-Stadion (Kleines-Haberland-Stadion) – Leverkusen
- Stadion am Lotter Kreuz – Lotte
- Jahnstadion – Marl
- Weserstadion – Minden
- Bökelbergstadion (1919–2005) – Mönchengladbach
- Borussia-Park – Mönchengladbach
- Grenzlandstadion – Mönchengladbach
- Jahnstadion – Mönchengladbach
- Preußenstadion (Städtisches Stadion) – Münster
- Heinrichs Arena am Stimberg – Oer-Erkenschwick
- Stadion Niederrhein – Oberhausen
- Benteler-Arena – Paderborn
- Hermann-Löns-Stadion – Paderborn
- Röntgen-Stadion – Remscheid
- Jahnstadion – Rheda-Wiedenbrück
- BA.rena – Rheine
- Jahnstadion – Rheine
- Hofbachstadion – Siegen
- Leimbachstadion – Siegen
- Stadion am Hermann-Löns-Weg (1929–2018) – Solingen
- Stadion Sonnenblume – Velbert
- Sportclub Arena – Verl
- Wullenstadion – Witten
- Stadion am Zoo – Wuppertal

#### Brandenburg, Berlin, Mecklenburg-Vorpommern

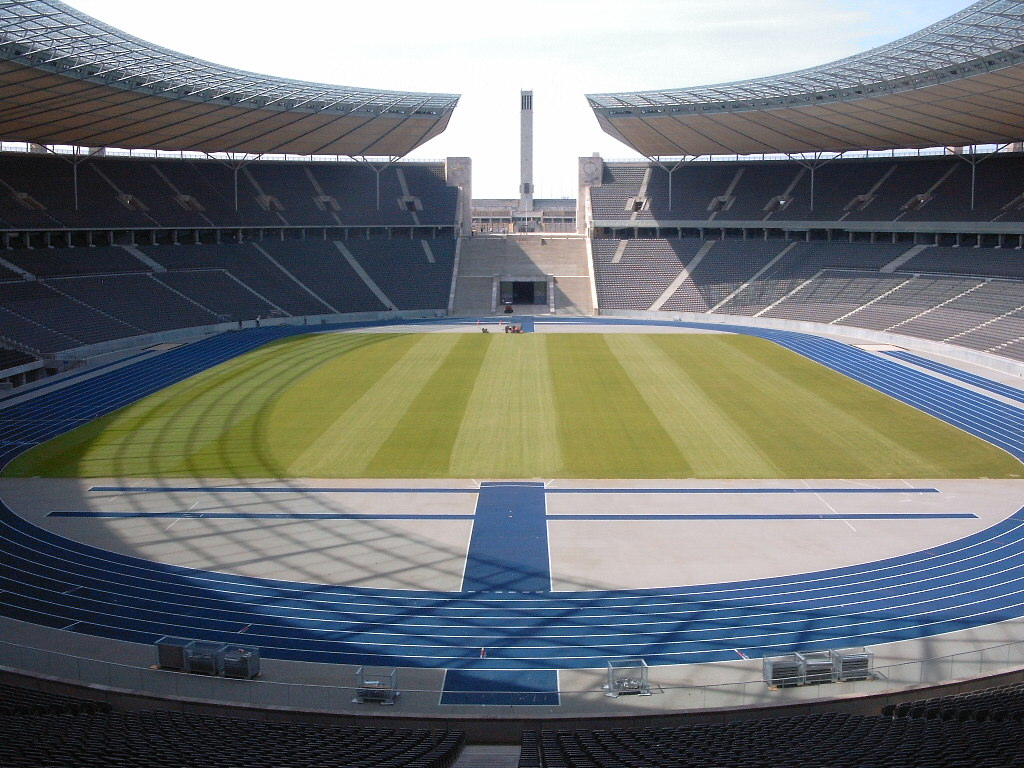
Olympiastadion, Berlin

- Olympiastadion – Berlin (UEFA-Kategorie 4)
- Olympiapark-Amateurstadion – Berlin
- Stadion An der Alten Försterei – Berlin
- Mommsenstadion – Berlin
- Friedrich-Ludwig-Jahn-Sportpark – Berlin
- Poststadion – Berlin
- Hans-Zoschke-Stadion – Berlin
- Sportforum Hohenschönhausen – Berlin
- Stadion am Gesundbrunnen (1924–1974) – Berlin
- Stadion der Weltjugend (1950–1992) – Berlin
- Werner-Seelenbinder-Sportpark – Berlin
- Werner-Seelenbinder-Sportplatz – Brandenburg an der Havel
- Stadion am Quenz – Brandenburg an der Havel
- Stadion der Freundschaft – Cottbus
- Holzhof Elsterwerda – Elsterwerda
- Stadion der Freundschaft – Frankfurt (Oder)
- Volksstadion Greifswald – Greifswald
- Friedrich-Ludwig-Jahn-Stadion – Neubrandenburg
- neu.sw Stadion – Neubrandenburg
- Parkstadion Neustrelitz – Neustrelitz
- Ernst-Thälmann-Stadion – Potsdam
- Luftschiffhafen Potsdam – Potsdam
- Karl-Liebknecht-Stadion – Potsdam
- Ostseestadion – Rostock
- Volksstadion Rostock – Rostock
- Sportpark Lankow – Schwerin
- Sportplatz Paulshöhe (1922–2022) – Schwerin
- Paul-Greifzu-Stadion – Stralsund
- Stadion der Freundschaft – Stralsund
- Kurt-Bürger-Stadion – Wismar

#### Sachsen, Sachsen-Anhalt, Thüringen
- Skatbank-Arena – Altenburg
- Erzgebirgsstadion – Aue

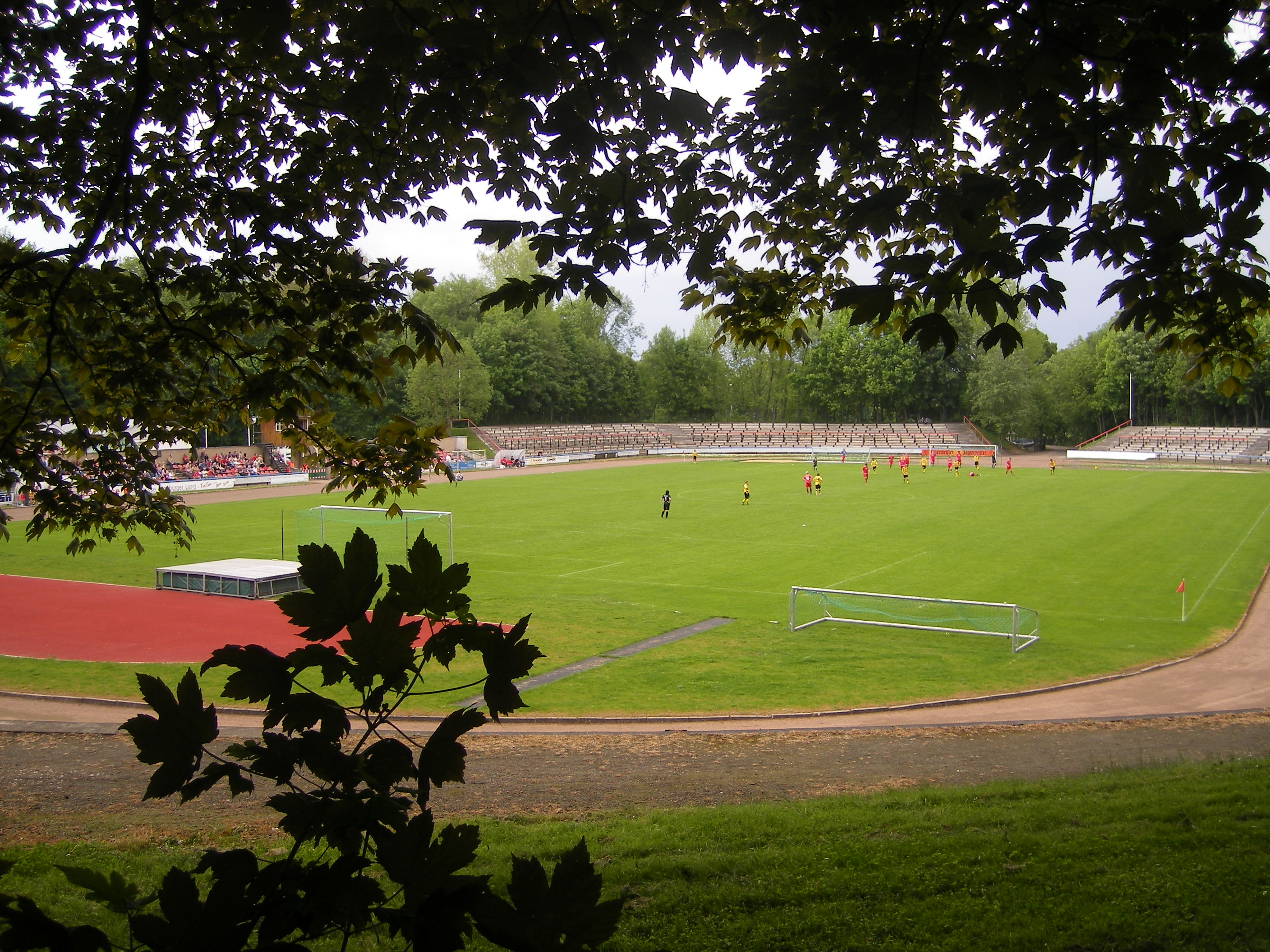
Skatbank-Arena – Altenburg

- Arena zur Vogtlandweide – Auerbach/Vogtl.
- Stadion an der Gellertstraße – Chemnitz
- Sportforum Chemnitz – Chemnitz
- Paul-Greifzu-Stadion – Dessau
- Heinz-Steyer-Stadion – Dresden
- Rudolf-Harbig-Stadion – Dresden
- Wartburg-Stadion – Eisenach

- Steigerwaldstadion – Erfurt
- Stadion der Freundschaft – Gera
- Volkspark-Stadion – Gotha
- Friedensstadion – Halberstadt

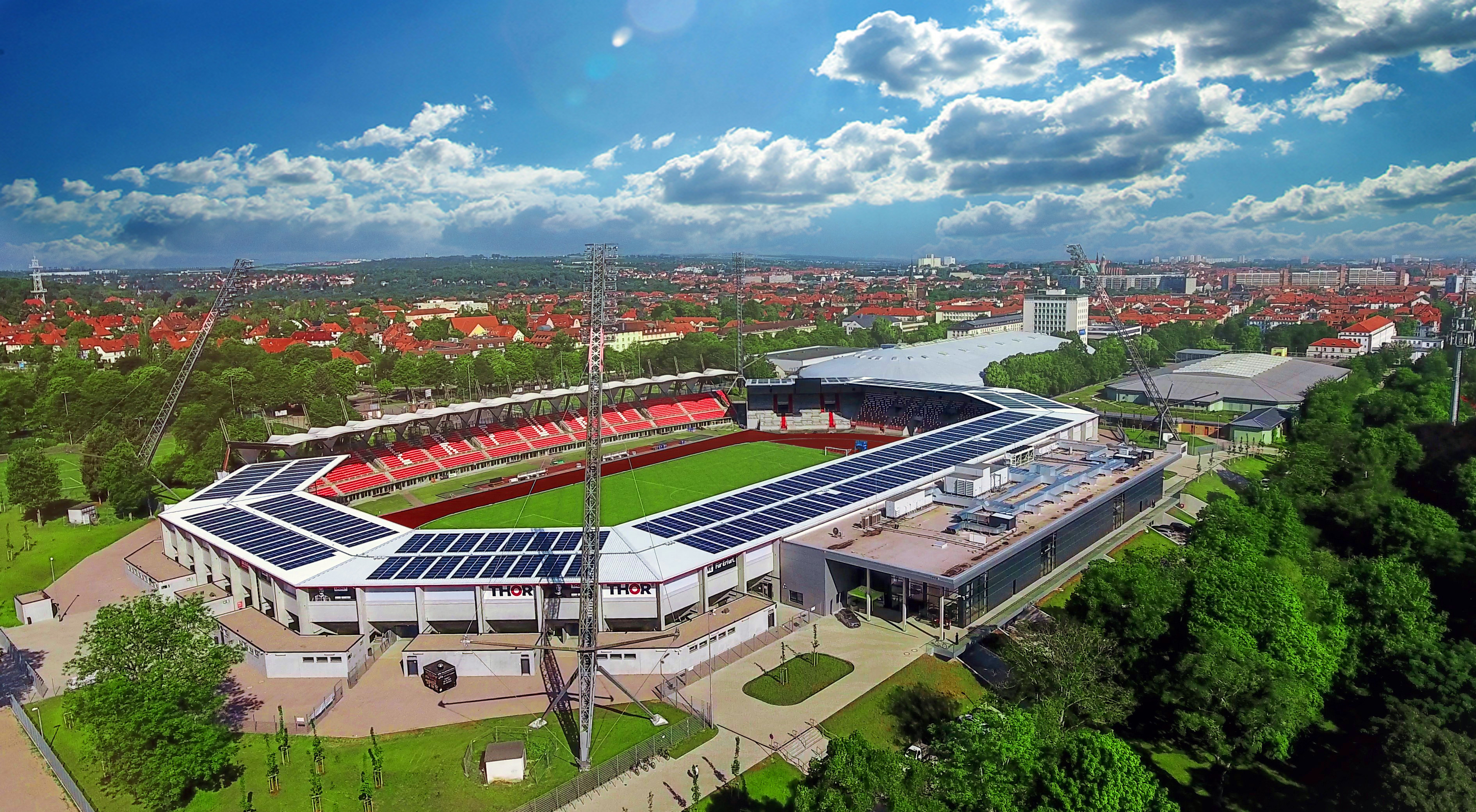
Steigerwaldstadion Erfurt

- Kurt-Wabbel-Stadion – Halle an der Saale
- Leuna-Chemie-Stadion – Halle an der Saale
- Friedrich-Ludwig-Jahn-Stadion – Hoyerswerda
- Ernst-Abbe-Sportfeld – Jena
- Sportzentrum Oberaue – Jena
- Zentralstadion Leipzig (1956–2000) – Leipzig

- Red Bull Arena – Leipzig
- Alfred-Kunze-Sportpark – Leipzig
- Bruno-Plache-Stadion – Leipzig
- Ernst-Grube-Stadion – Magdeburg
- MDCC-Arena – Magdeburg

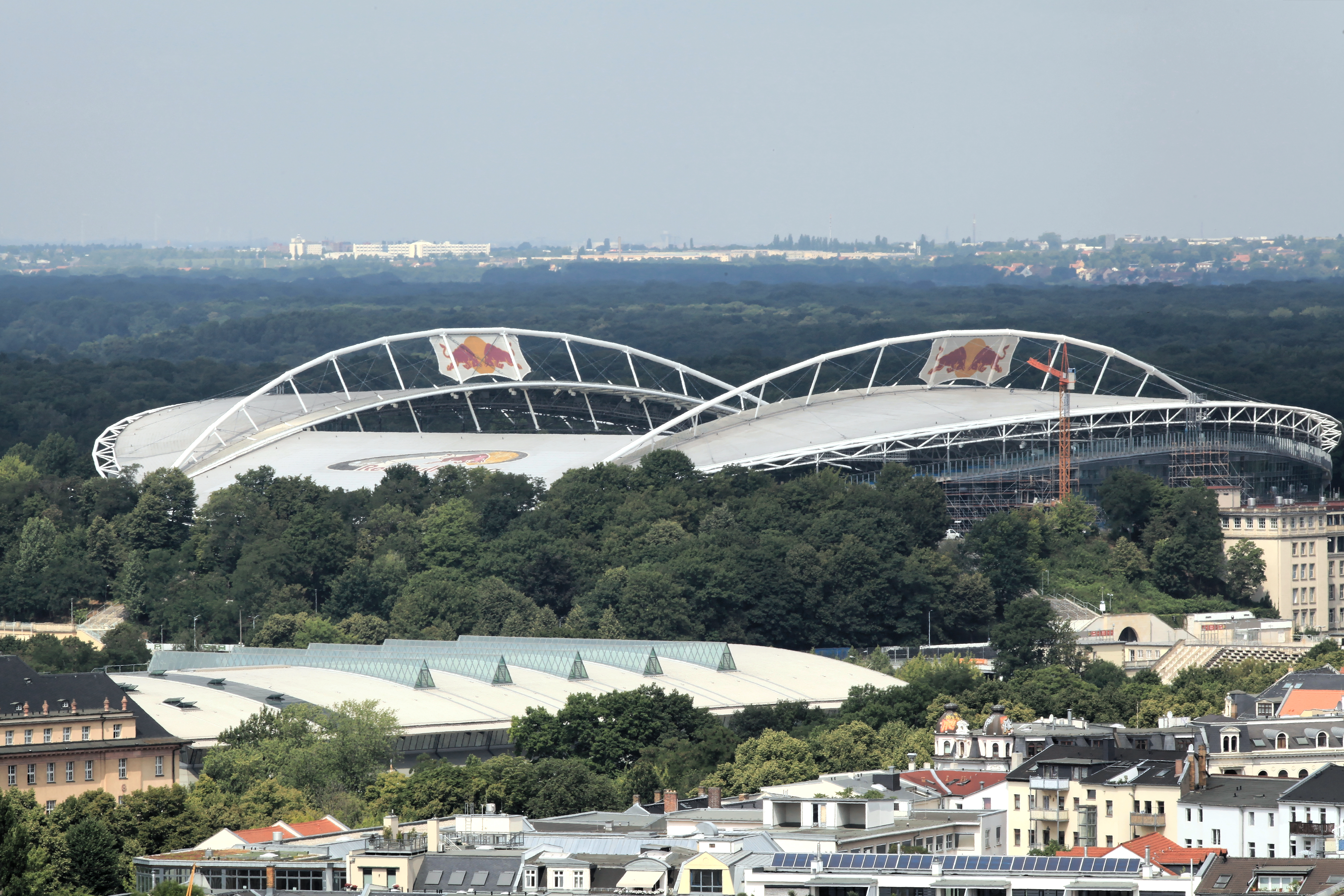
Red Bull Arena, Leipzig

- Heinrich-Germer-Stadion – Magdeburg
- bluechip-Arena – Meuselwitz
- Vogtlandstadion – Plauen
- GGZ-Arena – Zwickau
- Westsachsenstadion – Zwickau

#### Hessen, Rheinland-Pfalz, Saarland
- Stadion am Bassenheimer Weg – Andernach
- Friedrich-Moebus-Stadion – Bad Kreuznach
- Apollinarisstadion – Bad Neuenahr-Ahrweiler
- Parkstadion Baunatal – Baunatal
- Stadion am Böllenfalltor – Darmstadt
- Ursapharm-Arena an der Kaiserlinde – Elversberg

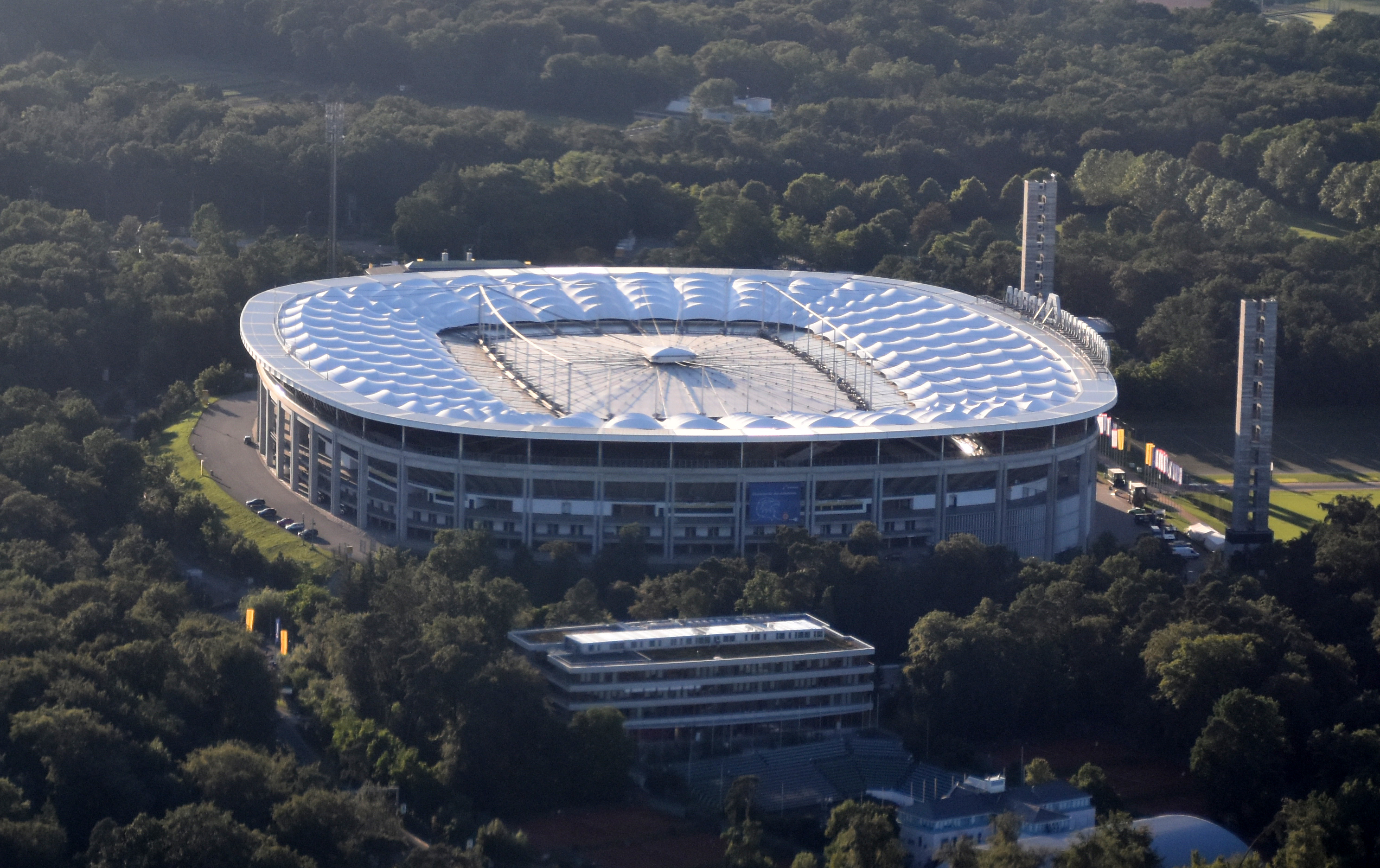
Deutsche Bank Park, Frankfurt am Main (Waldstadion Frankfurt)

- Deutsche Bank Park (Waldstadion) – Frankfurt am Main (UEFA-Kategorie 4)
- Riederwaldstadion – Frankfurt am Main
- Stadion am Brentanobad – Frankfurt am Main
- Stadion Am Bornheimer Hang – Frankfurt am Main
- Sportpark Johannisau – Fulda
- Waldstadion Homburg – Homburg
- Stadion Im Haag – Idar-Oberstein

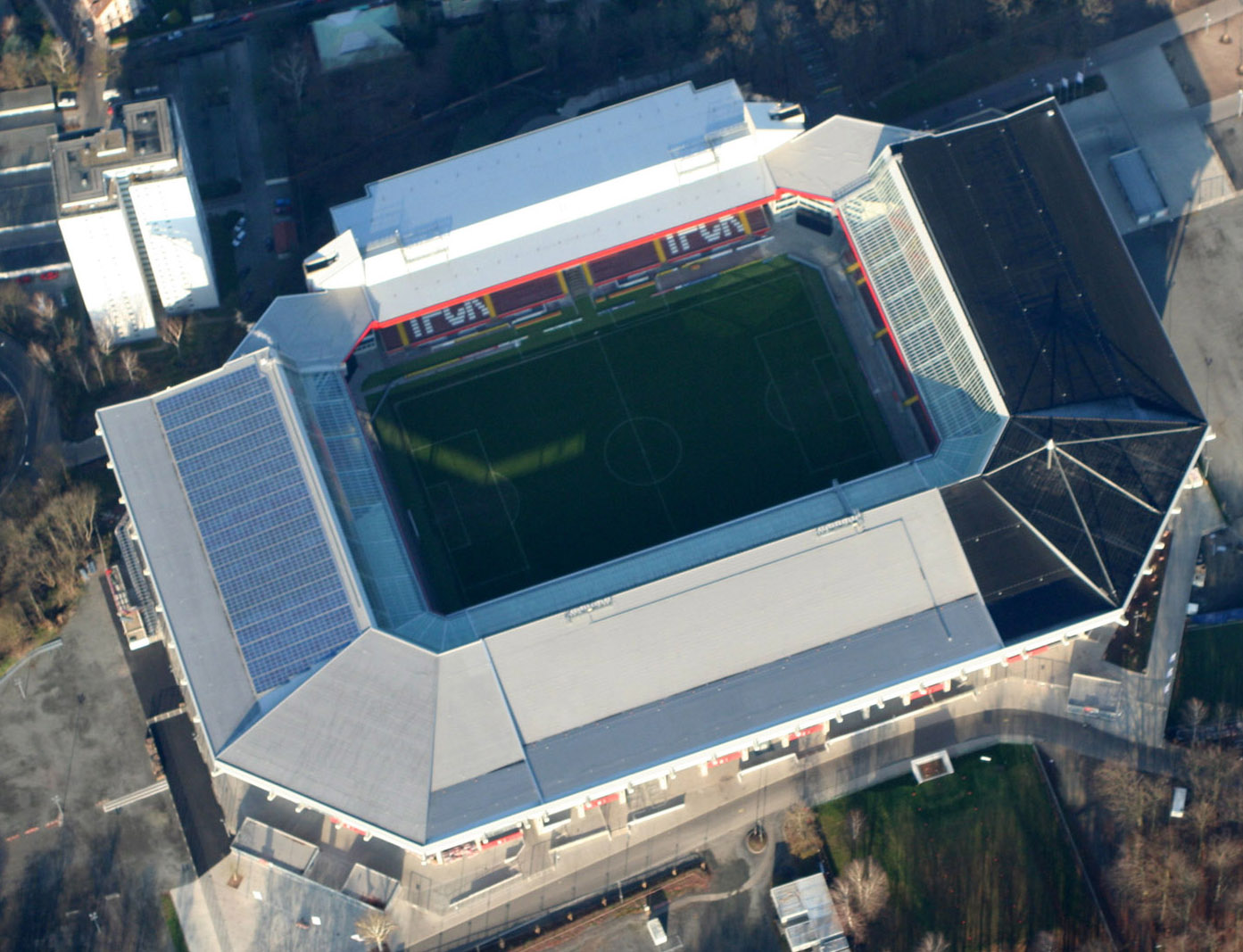
Fritz-Walter-Stadion – Kaiserslautern (Betzenberg)

- Fritz-Walter-Stadion – Kaiserslautern
- Auestadion – Kassel
- Stadion Oberwerth – Koblenz
- Südweststadion – Ludwigshafen am Rhein
- Mewa Arena – Mainz
- Bruchwegstadion – Mainz
- Georg-Gaßmann-Stadion – Marburg
- Ellenfeldstadion – Neunkirchen
- Stadion am Bieberer Berg – Offenbach am Main
- Sportpark Husterhöhe – Pirmasens
- Ludwigsparkstadion – Saarbrücken
- Stadion Kieselhumes – Saarbrücken
- Salmtalstadion – Salmtal
- Moselstadion – Trier
- Hermann-Neuberger-Stadion – Völklingen
- Enwag-Stadion – Wetzlar
- Brita-Arena – Wiesbaden
- Helmut-Schön-Sportpark – Wiesbaden
- EWR-Arena – Worms

#### Bayern, Baden-Württemberg

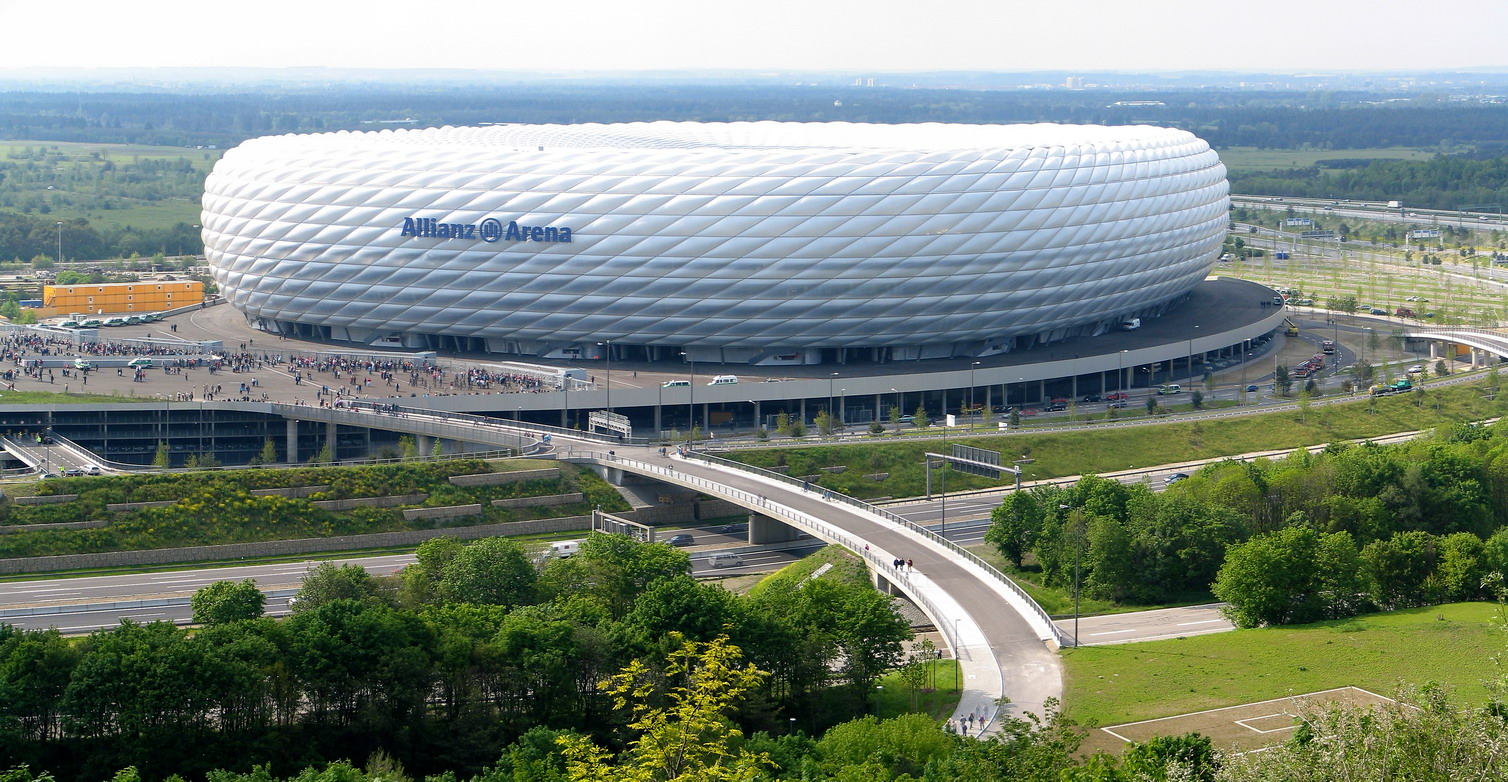
Allianz Arena, München

- Ostalb Arena (Städtisches Waldstation) – Aalen
- Albstadion – Albstadt
- Städtisches Stadion am Prischoß – Alzenau
- Raiffeisen-Sportpark – Ampfing
- Stadion am Schönbusch – Aschaffenburg
- Sportpark Aschheim – Aschheim
- Mechatronik Arena – Aspach
- Bezirkssportanlage Paul Renz – Augsburg
- WWK-Arena – Augsburg
- Rosenaustadion – Augsburg
- Ernst-Lehner-Stadion – Augsburg
- Kaiserstuhlstadion – Bahlingen am Kaiserstuhl
- Fuchs-Park-Stadion – Bamberg
- Hans-Walter-Wild-Stadion – Bayreuth
- SMR-Arena – Buchbach
- Wacker-Arena – Burghausen
- Schönebürgstadion – Crailsheim
- Sportanlage Langenau – Erlangen
- Dreisamstadion – Freiburg
- Europa-Park-Stadion – Freiburg
- Möslestadion – Freiburg
- Weststadion – Freiburg
- Zeppelinstadion – Friedrichshafen
- Willi-Schillig-Stadion – Frohnlach
- Sportpark Ronhof – Fürth
- Voith-Arena (Albstadion) – Heidenheim
- Frankenstadion Heilbronn – Heilbronn
- Sportpark Heimstetten – Heimstetten
- Stadion Grüne Au – Hof
- Vöhlin-Stadion – Illertissen
- Audi-Sportpark – Ingolstadt
- ESV-Stadion – Ingolstadt
- Stadion an der Lindenstraße – Ismaning
- Wildparkstadion – Karlsruhe
- Rheinstadion – Kehl
- Bodenseestadion – Konstanz
- Speedwaystadion Ellermühle – Landshut
- Olympia-Stadion – Laupheim
- Ludwig-Jahn-Stadion – Ludwigsburg
- Allmendstadion – Maichingen
- Carl-Benz-Stadion – Mannheim
- Rhein-Neckar-Stadion – Mannheim
- Seppl-Herberger-Stadion (Stadion am Alsenweg) – Mannheim
- Memminger Arena – Memmingen
- Allianz Arena – München (UEFA-Kategorie 4)
- Städtisches Stadion an der Dantestraße – München

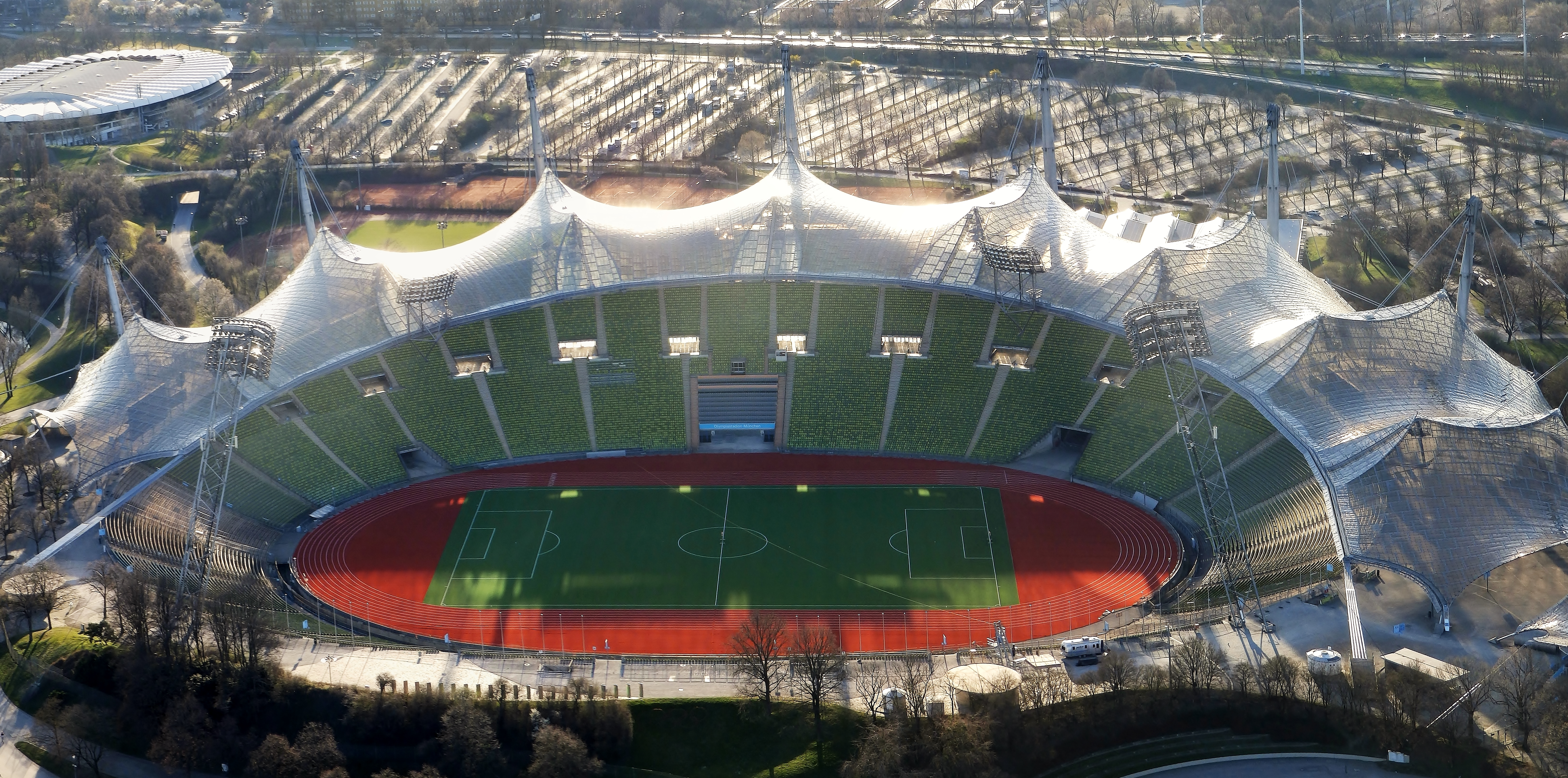
Olympiastadion – München

- Olympiastadion – München (UEFA-Kategorie 4)
- Städtisches Stadion an der Grünwalder Straße – München
- Kleiner Arena – Remchingen
- Max-Morlock-Stadion (Frankenstadion) – Nürnberg
- Karl-Heitz-Stadion – Offenburg
- Dreiflüssestadion – Passau
- Holzhofstadion – Pforzheim
- Geberit-Arena – Pfullendorf
- Rottalstadion Pocking – Pocking
- Georg-Weber-Stadion – Rain
- Münchfeldstadion – Rastatt
- Jahnstadion Regensburg (1926–2017) – Regensburg
- Jahnstadion – Regensburg
- Stadion an der Kreuzeiche – Reutlingen
- Hans-Weber-Stadion – Rheinau
- Jahnstadion – Rosenheim
- Hardtwaldstadion – Sandhausen
- M.A.R. Arena – Seligenporten
- Dietmar-Hopp-Stadion – Sinsheim
- Prezero-Arena (Rhein-Neckar-Arena) – Sinsheim
- MHPArena (Mercedes-Benz Arena, Gottlieb-Daimler-Stadion, Neckarstadion) – Stuttgart-Bad Cannstatt (UEFA-Kategorie 4)
- Robert-Schlienz-Stadion (Amateurstadion) – Stuttgart-Bad Cannstatt
- Gazi-Stadion auf der Waldau (Waldau-Stadion) – Stuttgart-Degerloch
- Bezirkssportanlage Waldau – Stuttgart-Degerloch
- Willy-Sachs-Stadion – Schweinfurt
- Felsenberg-Arena – Schwieberdingen
- Floschenstadion – Sindelfingen
- Donaustadion – Ulm
- Sportpark Unterhaching – Unterhaching
- MS-Technologie-Arena – Villingen-Schwenningen
- Sparda Bank-Stadion – Weiden
- Waldstadion Weismain – Weismain
- flyeralarm Arena (Stadion am Dallenberg) – Würzburg

### Liechtenstein
- Sportpark Eschen-Mauren – Eschen
- Rheinpark Stadion – Vaduz

### Luxemburg
- Jos-Nosbaum-Stadion – Düdelingen
- Op Flohr-Stadion – Grevenmacher
- Stade Alphonse Theis – Hesperingen
- Nationalstadion Luxemburg – Kockelscheuer
- Josy-Barthel-Stadion – Luxemburg

### Österreich
- Cashpoint-Arena – Altach
- Panoramastadion – Bad Aussee
- Casino-Stadion – Bregenz
- Stadion Birkenwiese – Dornbirn

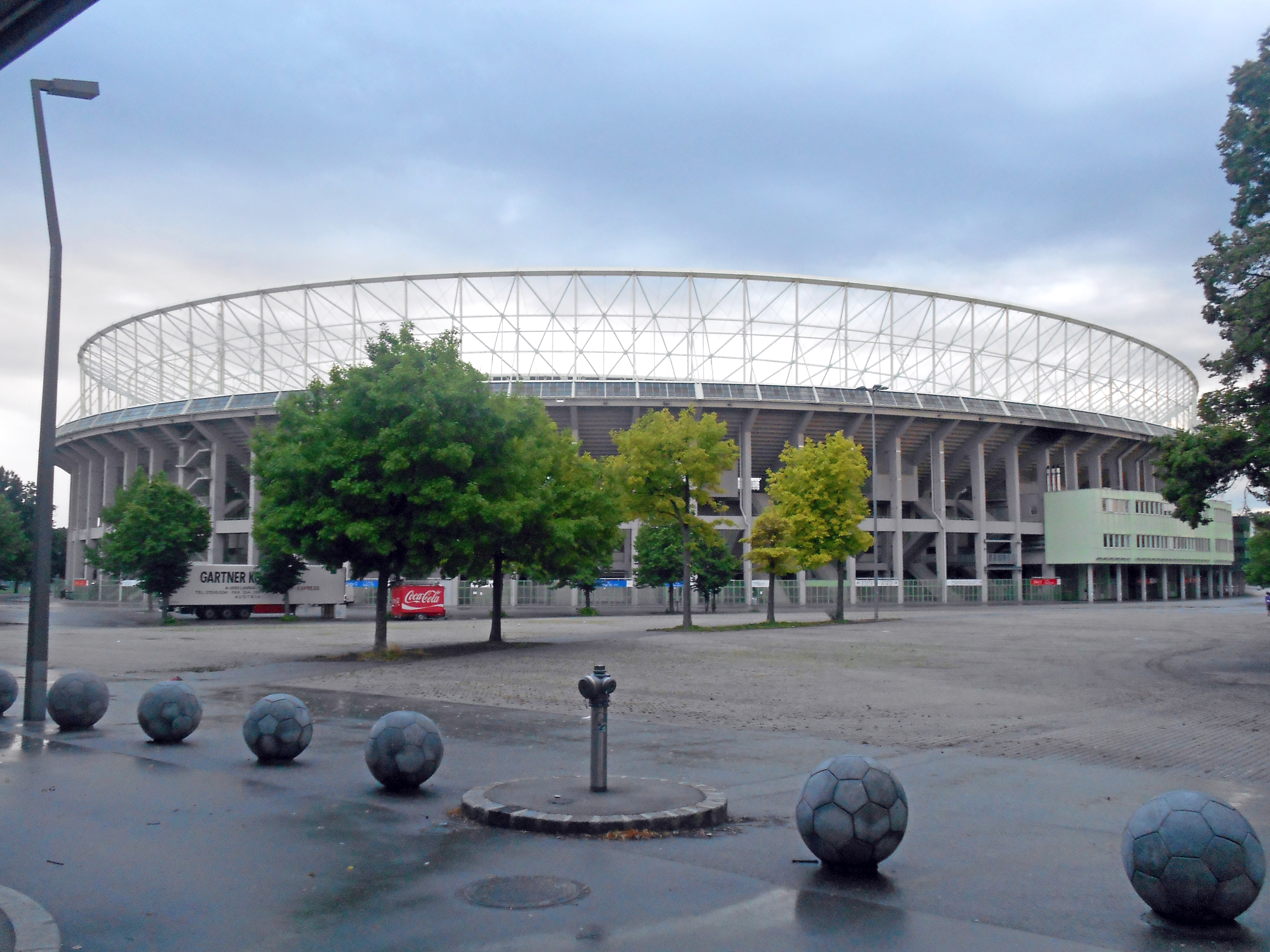
Ernst-Happel-Stadion, Wien

- Sportstadion Marktgemeinde Gratkorn – Gratkorn
- Merkur ArenaMerkur Arena – Graz
- Gruabn – Graz
- Greisbergers Betten-Arena – Grödig
- Stadion Hartberg – Hartberg
- Tivoli-Neu – Innsbruck
- Franz-Fekete-Stadion – Kapfenberg
- Wörthersee Stadion – Klagenfurt
- Sepp-Doll-Stadion – Krems
- Kufstein Arena (früher Grenzlandstadion) – Kufstein
- Dolomitenstadion – Lienz
- Raiffeisen Arena – Linz
- Reichshofstadion – Lustenau
- Datenpol Arena – Maria Enzersdorf
- Pappelstadion – Mattersburg
- Wienerwaldstadion – Neulengbach
- Waldstadion – Pasching
- Innviertel Arena – Ried im Innkreis
- Red Bull Arena – Salzburg
- Stadion Vor der Au – Schwanenstadt
- Rudolf-Tonn-Stadion – Schwechat
- NV Arena – St. Pölten
- Trauner Stadion – Traun
- Voralpenstadion Vöcklabruck – Vöcklabruck
- Allianz Stadion – Wien
- Ernst-Happel-Stadion (Praterstadion) – Wien (UEFA-Kategorie 4)
- Generali Arena – Wien
- Gerhard-Hanappi-Stadion (1977–2014) – Wien
- Care Energy-Naturarena Hohe Warte – Wien
- Simmeringer Had – Wien
- Wiener Sport-Club Platz – Wien
- Wiener Neustädter Stadion – Wiener Neustadt
- Sportanlage Edelhof – Zwettl

### Schweiz
- Stadion Brügglifeld – Aarau/Suhr
- Landhof – Basel

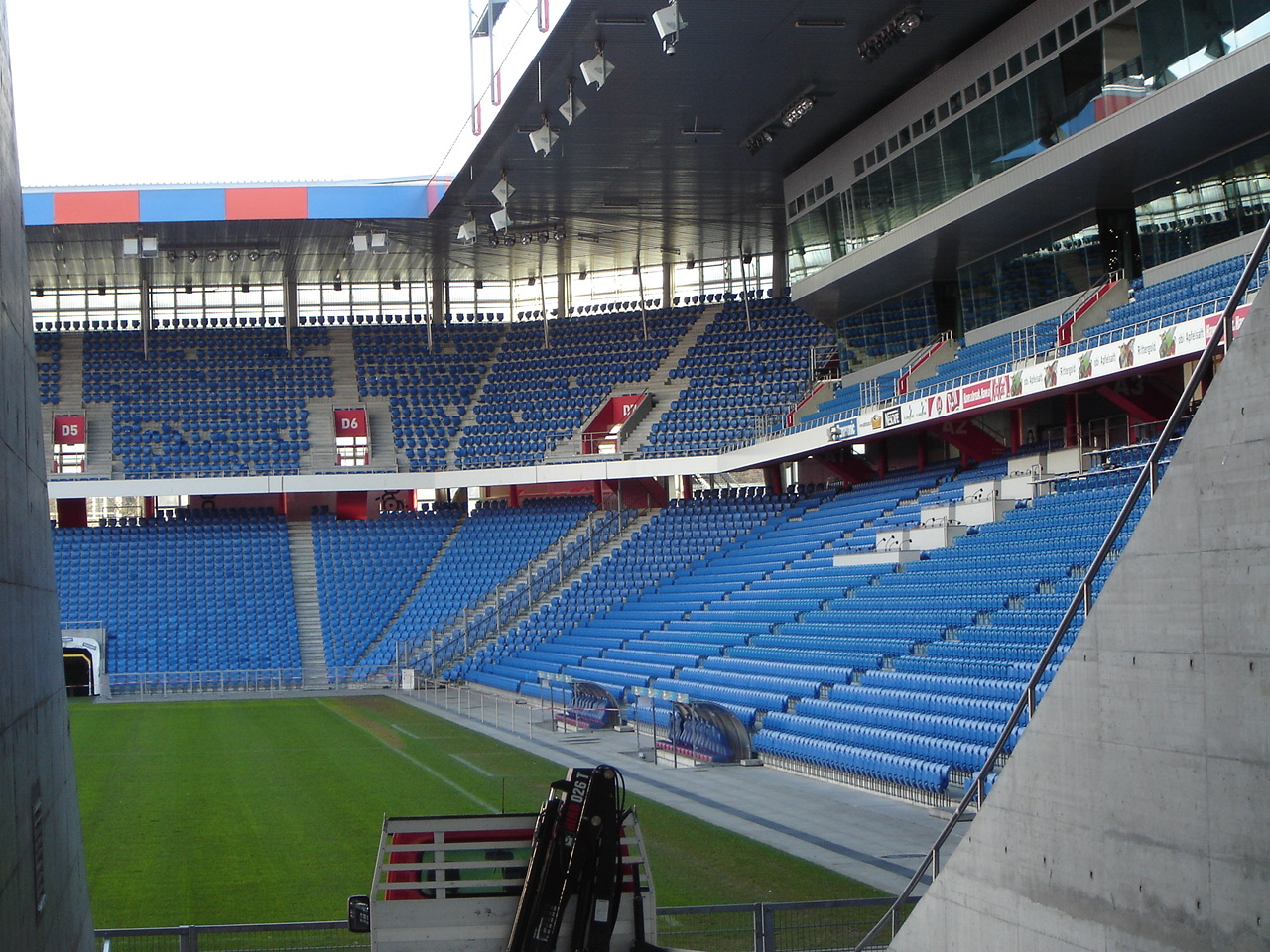
St.-Jakob-Park in Basel

- Leichtathletikstadion St. Jakob – Basel
- Stadion Rankhof – Basel
- Stadion Schützenmatte – Basel
- St. Jakob-Park – Basel
- Stade Sous-Ville – Baulmes
- Stadio Comunale – Bellinzona
- Stadion Wankdorf – Bern
- Stadion Neufeld – Bern
- Stadion Gurzelen – Biel/Bienne
- Stadio Comunale – Chiasso
- La Blancherie – Delsberg
- Stade de Genève – Genf
- Sportanlage Buechenwald – Gossau
- Stadion Brühl – Grenchen
- Stadion Kleinfeld – Kriens
- Stade Olympique de la Pontaise – Lausanne
- Stade de la Charrière – La Chaux-de-Fonds
- Stadio Lido – Locarno
- Stadio di Cornaredo – Lugano
- Stadion Allmend (1934–2009) – Luzern
- Stadion Gersag – Luzern
- Swissporarena – Luzern
- Stade de la Maladière – Neuenburg
- Centre sportif de Colovray – Nyon
- Kybunpark – St. Gallen
- Espenmoos – St. Gallen
- Paul-Grüninger-Stadion – St. Gallen
- Stadion Breite – Schaffhausen
- Stade de Tourbillon – Sion
- Stockhorn Arena – Thun
- Stadion Lachen – Thun
- Lidl Arena – Wil
- Stadion Deutweg – Winterthur
- Stadion Schützenwiese – Winterthur
- Stadion Niedermatten – Wohlen
- Stade Municipal – Yverdon-les-Bains
- Stadion Herti – Zug
- Hardturm-Stadion (1929–2008) – Zürich
- Letzigrund – Zürich
- Stadion Hardhof – Zürich
- Utogrund – Zürich

### Belgien
- Pierre Cornelisstadion – Aalst
- Stade de la Rue Gilles Magnée – Ans
- Bosuilstadion – Antwerpen
- Olympiastadion – Antwerpen (Olympische Sommerspiele 1920)
- Mijnstadion – Beringen
- Freethielstadion – Beveren
- Jan-Breydel-Stadion – Brügge
- Constant-Vanden-Stock-Stadion – Anderlecht
- Edmond-Machtens-Stadion – Brüssel
- König-Baudouin-Stadion (Heysel-Stadion) – Brüssel
- Stade communal Fallon – Brüssel
- Stade Joseph Marien – Brüssel
- Stade de la Neuville – Charleroi
- Stade du Pays de Charleroi – Charleroi
- Van de Wiele Stadion – Deinze
- Florent-Beeckman-Stadion – Denderleeuw
- Armand Melisstadion – Dessel
- Kehrwegstadion – Eupen
- Cegeka Arena – Genk
- Planet Group Arena – Gent
- Jules Ottenstadion (1920–2013) – Gent
- Gemeentelijk Stadion Vigor Wuitens Hamme – Hamme
- Forestiersstadion – Harelbeke
- Gemeentelijk Sportcentrum – Heist-op-den-Berg
- Stadion Jos Van Wellen – Kapellen
- Prinz-Philippe-Stadion – Kelmis
- Herman Vanderpoortenstadion – Lier
- Stadion Den Dreef – Löwen
- Guldensporenstadion – Kortrijk
- Stade du Tivoli – La Louvière
- Stade Raymond Dienne – La Louvière
- Daknamstadion – Lokeren
- Stedelijk Sportstadion – Lommel
- Maurice-Dufrasne-Stadion – Lüttich
- Patrostadion – Maasmechelen
- Gemeentelijk Sportstadion – Machelen
- Oscar Vankesbeeckstadion – Mechelen
- AFAS-Stadion – Mechelen
- Stade Charles Tondreau – Mons
- Stade Le Canonnier – Mouscron
- Stade communal de Namur – Namur
- Albertparkstadion – Ostende
- Thienpontstadion – Oudenaarde
- Schiervelde Stadion – Roeselare
- Orphale Cruckestadion – Ronse
- Puyenbekestadion – Sint-Niklaas
- Stayen – Sint-Truiden
- Stade Bergé – Tienen
- Stade Luc Varenne – Tournai
- Stade Leburton – Tubize
- De Velodroom – Turnhout
- Stadspark – Turnhout
- Stade Yvan Georges – Virton
- Stade de la Rue de Mons – Visé
- Mirakelstadion – Waregem
- Elindus Arena – Waregem
- Stade Justin Peeters – Wavre
- Het Kuipje – Westerlo
- Marcel De Kerpelstadion – Wetteren

## Übriges Europa

### Albanien
- Elbasan Arena – Elbasan
- Skënderbeu-Stadion – Korça
- Loro-Boriçi-Stadion – Shkodra
- Air Albania Stadium – Tirana
- Selman-Stërmasi-Stadion – Tirana

### Andorra
- Camp d’Esports d’Aixovall – Andorra la Vella
- Estadi Comunal d’Andorra la Vella – Andorra la Vella

### Armenien
- Banants-Stadion – Jerewan
- Wasken Sarkissjan Republikanisches Stadion – Jerewan
- Stadion Hrasdan – Jerewan

### Aserbaidschan
- Şəfa-Stadion – Baku
- Tofiq-Bəhramov-Stadion – Baku
- Lənkəran-Stadtstadion – Lənkəran
- Mehdi Hüseyinzadə Stadion – Sumqayıt

### Bosnien und Herzegowina
- Gradski Stadion Banja Luka – Banja Luka
- Pod Boricima Stadion – Bihać
- Jaklić-Stadion – Bugojno
- Bijeli-Brijeg-Stadion – Mostar
- Novi Stadion Orašje – Orašje
- Mokri Dolac – Posušje
- Gradski Stadion Borik Prnjavor – Prnjavor
- Stadion Grbavica – Sarajevo
- Stadion Asim Ferhatović Hase – Sarajevo
- Otoka-Stadion – Sarajevo
- Pecara-Stadion – Široki Brijeg
- Pirota Stadion – Travnik
- Stadion Police – Trebinje
- Stadion Tušanj – Tuzla
- Bilino Polje – Zenica
- Gradski Stadion Zvornik – Zvornik

### Bulgarien
- Baltschik Stadion – Baltschik
- St. Petar Stadion – Bansko
- Gradski-Stadion – Blagoewgrad
- Christo-Botew-Stadion – Blagoewgrad
- N.K. Schultz Stadion – Bobow Dol
- Christo Botew Stadion – Botewgrad
- Brestnik Stadion – Brestnik
- Lasur-Stadion – Burgas
- Tschernomorez-Stadion – Burgas
- Sarafowo-Stadion – Burgas
- Dolno Eserowo-Stadion – Burgas
- Chaskowo Stadion – Chaskowo
- Druschba Stadion – Dobritsch
- Bontschuk Stadion – Dupniza
- Christo Botew Stadion – Gabrowo
- Gradski-Stadion – Gorna Orjachowiza
- Gradski-Stadion – Goze Deltschew
- Gradski-Stadion – Kawarna
- Osogowo Stadion – Kjustendil
- Gradski-Stadion – Lowetsch
- Gradski-Stadion – Lyubimetz
- Lokomotiv Stadion – Mesdra
- Ogosta Stadion – Montana
- Gradski-Stadion – Nessebar
- Zagorets Stadion – Nowa Sagora
- Georgi Benkowski Stadion – Pasardschik
- Minjor-Stadion – Pernik
- Zar-Samuil-Stadion – Petritsch
- Slawi Alexejew Stadion – Plewen
- Christo-Botew-Stadion – Plowdiw
- Lokomotiv-Stadion – Plowdiw
- Maritza Stadion – Plowdiw
- Plowdiw Stadion – Plowdiw
- Todor Diew Stadion – Plowdiw
- Partizani Stadion – Pomorie
- Minjor-Stadion – Radnewo
- Dunaw Stadion – Russe
- Gradski-Stadion – Russe
- Iskar-Stadion – Samokow
- Sandanski-Stadion – Sandanski
- Panajot Wolow Stadion – Schumen
- Rakowski Stadion – Sewliewo
- Chadschi-Dimitar-Stadion – Sliwen
- Septemwri Stadion – Smoljan
- Beroe-Stadion – Stara Sagora
- Balgarska-Armija-Stadion – Sofia
- Georgi-Asparuchow-Stadion – Sofia
- Lokomotiv-Stadion – Sofia
- Septemwri Stadion – Sofia
- Slatina Stadion – Sofia
- Slawija-Stadion – Sofia
- Wassil-Lewski-Nationalstadion – Sofia
- Kolodruma Stadion – Swilengrad
- Tschhawdar Tschwetkow Stadion – Swoge
- Dimitar Burkow Stadion – Targowischte
- Neues Warna-Stadion – Warna
- Spartak-Stadion – Warna
- Titscha-Stadion – Warna
- Iwajlo-Stadion – Weliko Tarnowo
- Georgi Benkowski Stadion – Widin
- Christo-Botew-Stadion – Wraza

### Dänemark
- Energi Nord Arena – Aalborg
- Skovvand Stadion – Allerød
- NRGi Park im Atletion – Aarhus
- Riisvangen Stadion – Århus

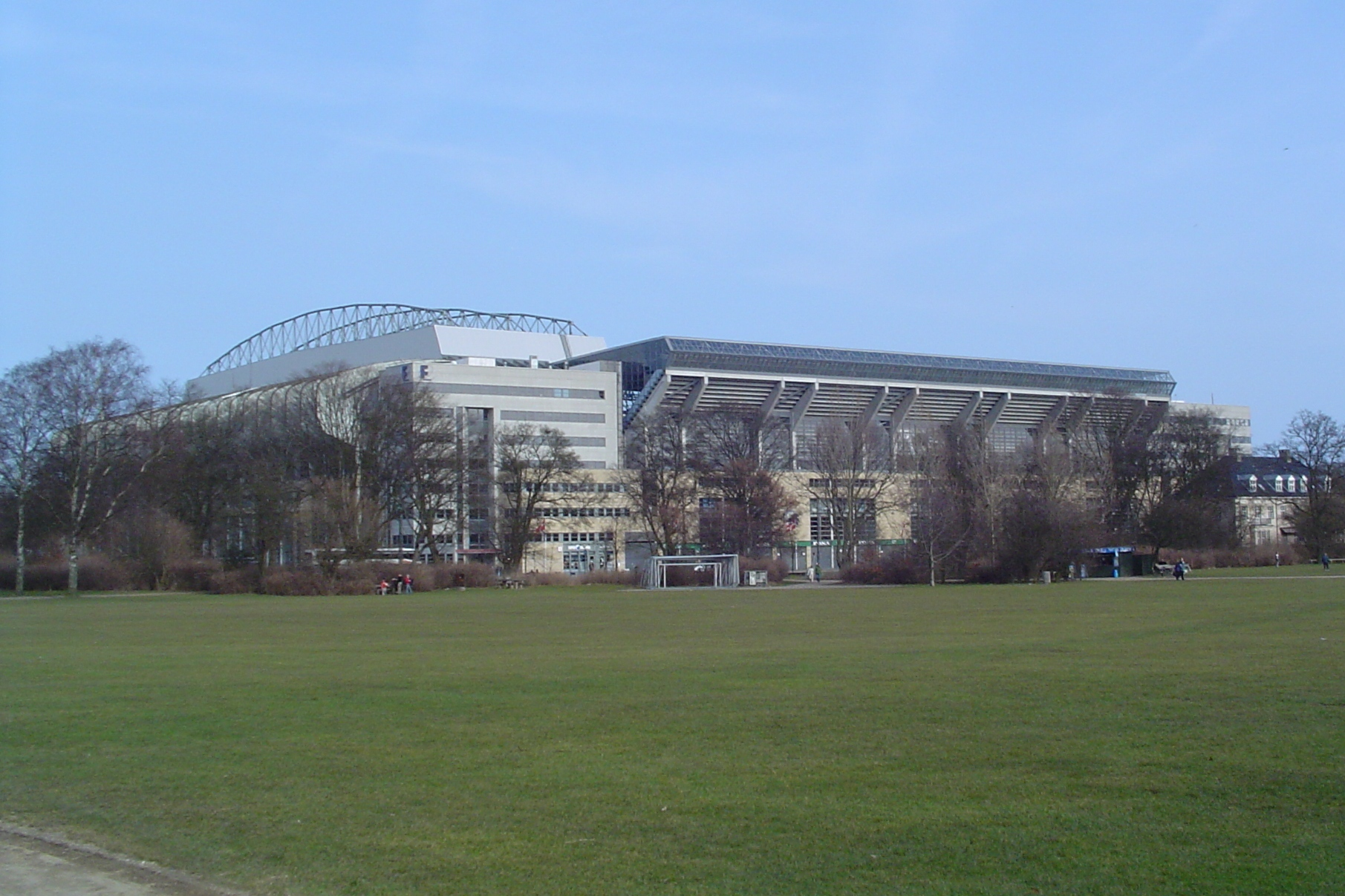
Parken, Kopenhagen

- Brabrand Stadion – Brabrand, Århus
- Blue Water Arena – Esbjerg
- Farum Park – Farum
- Monjasa Park – Fredericia
- Gentofte Stadion – Gentofte
- Glostrup Idrætspark – Glostrup
- Haderslev Fodboldstadion – Haderslev
- MCH-Arena – Herning
- Nordvesthallen – Herning
- Hobro Stadion – Hobro
- Holbæk Stadion – Holbæk
- Holstebro Idrætspark – Holstebro
- CASA Arena Horsens – Horsens
- Hjørring Stadion – Hjørring
- SEAS-NVE Park – Køge
- Kolding Stadion – Kolding
- Brøndby Stadion – Kopenhagen
- Espelundens Idrætsanlæg – Kopenhagen
- Gladsaxe Stadion – Kopenhagen
- Greve Stadion – Kopenhagen
- Hvidovre-Stadion – Kopenhagen
- Østerbro Stadion – Kopenhagen
- Parken – Kopenhagen
- Sundby Idrætspark – Kopenhagen
- Tingbjerg Idrætspark – Kopenhagen
- Valby Idrætspark – Kopenhagen
- Vanløse Idrætspark – Kopenhagen
- Lyngby Stadion – Lyngby
- Næstved Stadion – Næstved
- Nykøbing Falster Idrætspark – Nykøbing Falster
- Dalum Stadion – Odense
- TRE-FOR Park – Odense
- Næsby Stadion – Odense
- Odense Atletikstadion – Odense
- Otterup Stadion – Otterup
- Jetsmark Stadion – Pandrup
- Essex Park Randers – Randers
- Roskilde Idrætspark – Roskilde
- Silkeborg-Stadion – Silkeborg
- Skive Stadion – Skive
- Slagelse Stadion – Slagelse
- Stenløse Stadion – Stenløse
- Høje Bøge Stadion – Svendborg
- Sparekassen Thy Arena – Thisted
- Sydbank Stadion – Varde
- Vedbæk Stadion – Søllerød-Vedbæk
- Vejle Stadion – Vejle
- Viborg-Stadion – Viborg

### Estland
- Kiviõli Staadion – Kiviõli
- Spordikeskuse Staadion – Kohtla-Järve
- Kuressaare linnastaadion – Kuressaare auf Saaremaa
- FC Ajaxi Staadion – Lasnamäe, Tallinn
- Narva Kreenholmi Staadion – Narva
- Hiiu Staadion – Nõmme, Tallinn
- Kalevi Stadion – Pärnu
- Raeküla Staadion – Pärnu
- Rakvere Linnastaadion – Rakvere
- Sillamäe Kalevi staadion – Sillamäe
- A. Le Coq Arena – Tallinn
- Kadrioru staadion – Tallinn
- Kalevi Keskstaadion – Tallinn
- Laagri Kunstmuruväljak – Tallinn
- Maarjamäe staadion – Tallinn
- Männiku Staadion – Tallinn
- Sõle Gümnaasiumi Staadion – Tallinn
- Sportland Arena – Tallinn
- Wismari Staadion – Tallinn
- Tamme staadion – Tartu
- Keskstaadion – Valga
- Viimsi Stadion – Viimsi
- Viljandi linnastaadion – Viljandi

### Finnland
- Tapiolan urheilupuisto – Espoo
- Kaurialan kenttä – Hämeenlinna
- Sonera Stadium – Helsinki

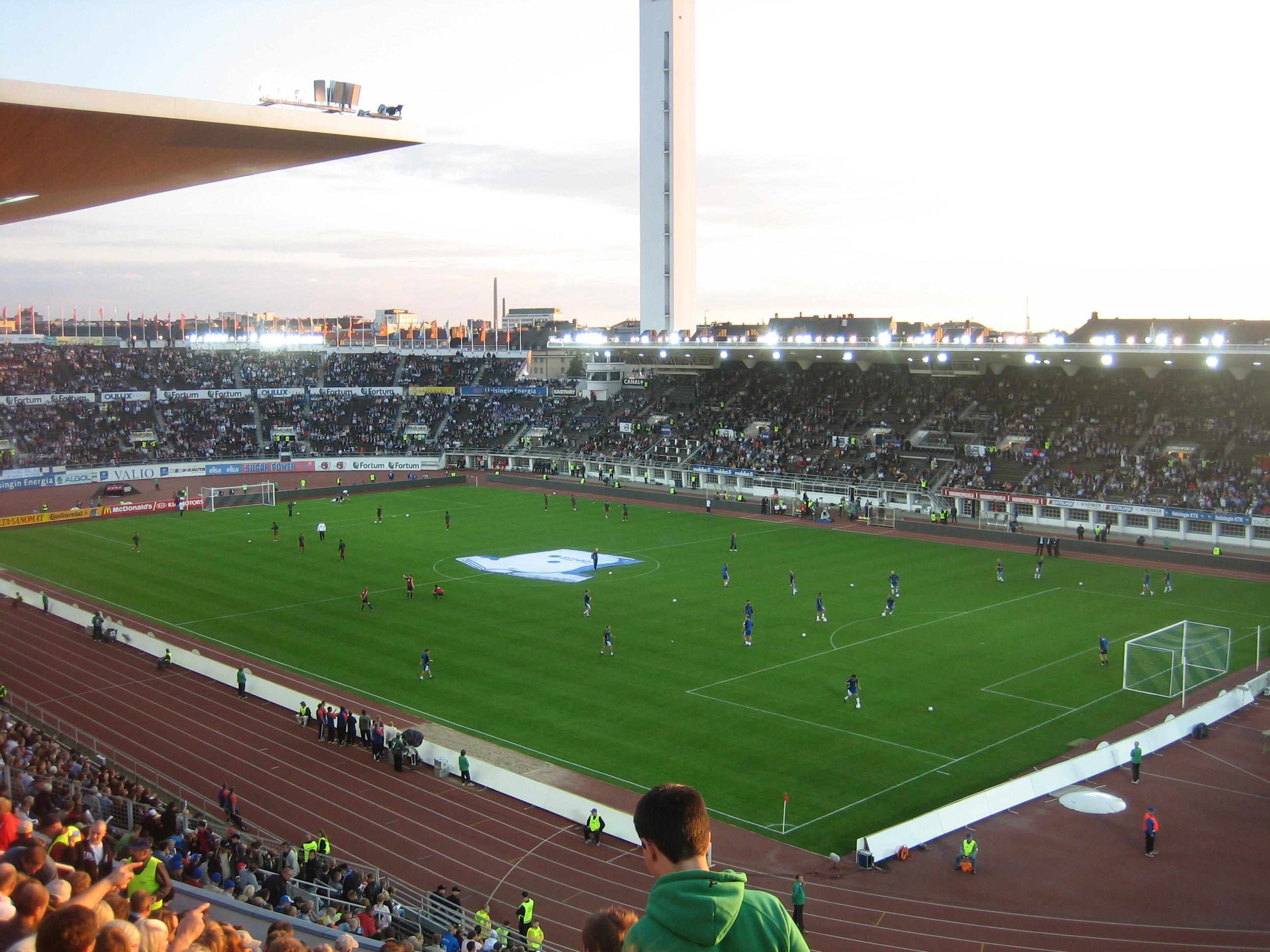
Olympiastadion, Helsinki

- Olympiastadion – Helsinki (Olympische Sommerspiele 1952)
- Velodromi – Helsinki (Olympische Sommerspiele 1952)
- Töölön Pallokenttä – Helsinki
- Jakobstads centralplan – Jakobstad
- Keskusurheilukenttä – Joensuu
- Harjun Stadion – Jyväskylä
- Arto Tolsa Areena – Kotka
- Savon Sanomat Areena – Kuopio
- Väinölänniemen-Stadion – Kuopio
- Stadion Lahti – Lahti
- Bengtsböle IP – Mariehamn
- Wiklöf Holding Arena – Mariehamn
- Sauvosaari – Kemi
- Kokkolan Keskuskenttä – Kokkola
- Saviniemen jalkapallostadion – Myllykoski, Kouvola
- Castrén-Stadion – Oulu
- Stadion Pori – Pori
- Musan Kenttä – Pori
- Keskuskenttä – Rovaniemi
- Ratina-Stadion – Tampere
- Tammelan Stadion – Tampere
- Pohjan Stadion – Tornio
- Veritas-Stadion – Turku
- ISS Stadion – Vantaa
- Hietalahti – Vaasa
- Kaarlen kenttä – Vaasa
- Tehtaan kenttä – Valkeakoski
- Vuosaaren Urheilukenttä-Stadion – Vuosaari, Helsinki

### Frankreich
- Stade François-Coty – Ajaccio
- Stade Ange Casanova – Ajaccio
- Stade Pierre Pibarot – Alès
- Stade de la Licorne – Amiens
- Stade Jean-Bouin – Angers
- Stade Camille-Lebon – Angoulême
- Stade du Fort Carré – Antibes
- Stade Fernand-Fournier – Arles

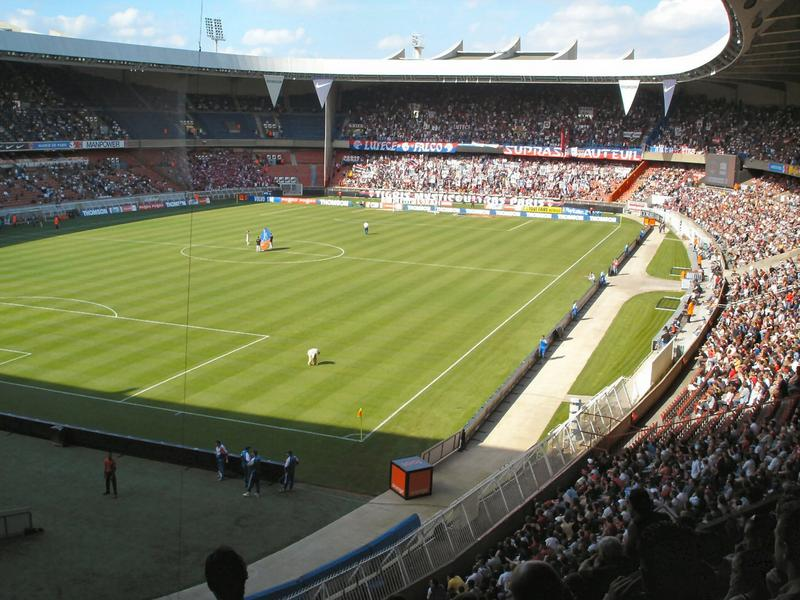
Prinzenparkstadion, Paris

- Stade de l’Abbé-Deschamps – Auxerre
- Parc des Sports – Avignon
- Stade Armand Cesari – Bastia
- Stade Didier Deschamps – Bayonne
- Stade Pierre Brisson – Beauvais
- Stade Léo-Lagrange – Besançon
- Matmut Atlantique – Bordeaux
- Stade Chaban-Delmas – Bordeaux
- Stade de la Libération – Boulogne-sur-Mer
- Stade Francis-Le Blé – Brest
- Stade Amédée-Domenech – Brive-la-Gaillarde
- Stade Michel-d’Ornano – Caen
- Stade de l’Épopée – Calais
- Stade Pierre de Coubertin – Cannes
- Stade Gaston Petit – Châteauroux
- Stade de la Montée Rouge – Châtellerault
- Stade Maurice Postaire – Cherbourg-Octeville
- Stade Gabriel Montpied – Clermont-Ferrand
- Colmar Stadium – Colmar
- Stade Olympique Yves-du-Manoir – Colombes
- Stade Dominique-Duvauchelle – Créteil
- Stade Gaston Gérard – Dijon
- Stade Marcel-Tribut – Dunkerque
- Stade Eugène-Pourcin – Fréjus
- Stade Municipal Louis Simon – Gaillard
- Stade des Alpes – Grenoble
- Stade Jean Laville – Gueugnon
- Stade de Roudourou – Guingamp
- Stade Perruc – Hyères
- Stade Parsemain – Istres
- Stade Francis-Le Basser – Laval
- Stade de la Cavée Verte – Le Havre
- Stade Jules Deschaseaux – Le Havre
- Stade Océane – Le Havre
- MMArena – Le Mans
- Stade Léon-Bollée – Le Mans
- Stade Bollaert-Delelis – Lens
- Stade Jean Antoine Moueix – Libourne
- Stade Grimonprez-Jooris – Lille
- Stade Henri-Jooris (Stade Victor Boucquey) – Lille
- Stade du Moustoir – Lorient
- Parc des Sports du Bram – Louhans
- Stade Paul-Fédou – Luzenac
- Parc Olympique Lyonnais – Lyon
- Stade Gerland – Lyon
- Stade Vélodrome – Marseille
- Stade Francis-Turcan – Martigues
- Stade Saint-Symphorien – Metz
- Stade Louis II – Monaco
- Stade de la Mosson – Montpellier
- Stade de l’Ill – Mulhouse
- Stade Hector Rolland – Moulins
- Stade Marcel-Picot – Nancy
- Stade Louis-Fonteneau (Stade de la Beaujoire) – Nantes
- Stade des Costières – Nîmes
- Stade René Gaillard – Niort
- Stade de Nice – Nizza
- Stade du Ray – Nizza
- Stade Pacy-Ménilles – Pacy
- Stade Charléty – Paris
- Stade Déjerine – Paris
- Parc des Princes – Paris
- Stade de France – Saint-Denis bei Paris (UEFA-Kategorie 4)
- Stade de Kervéguen – Plabennec
- Stade de Penvillers – Quimper
- Stade Paul Gasser – Raon-l’Étape
- Stade Auguste-Delaune – Reims
- Roazhon Park – Rennes
- Stade Paul-Lignon – Rodez
- Stade Jules-Ladoumègue – Romorantin-Lanthenay
- Stade Robert Diochon – Rouen
- Stade Geoffroy-Guichard – Saint-Étienne
- Stade Louis-Dugauguez – Sedan
- Stade Louis-Michel – Sète
- Stade Auguste-Bonal – Sochaux
- Stade de la Meinau – Straßburg
- Stade Joseph-Moynat – Thonon-les-Bains
- Stade de Bon Rencontre – Toulon
- Stadium Municipal – Toulouse
- Stade de la Vallée du Cher – Tours
- Stade de l’Aube – Troyes
- Stade Nungesser – Valenciennes
- Stade du Hainaut – Valenciennes
- Stade de la Rabine – Vannes
- Stadium Lille Métropole – Villeneuve-d’Ascq
- Stade Pierre-Mauroy – Villeneuve-d’Ascq
- Stade de Bellevue – Yzeure

### Georgien
- Batumi-Stadion – Batumi
- Zentral-Stadion Batumi – Batumi
- Ramas-Schengelia-Stadion – Kutaissi
- Ewgrapi-Schewardnadse-Stadion – Lanchkuti
- Poladi-Stadion – Rustawi
- Erosi-Manjgaladse-Stadion – Samtredia
- Boris-Paitschadse-Nationalstadion – Tiflis
- Micheil-Meschi-Stadion – Tiflis
- Olimpi-Stadion – Tiflis
- Sinatle-Stadion – Tiflis
- 26-Maisi-Stadion – Zqaltubo
- Zentral-Stadion Sestaponi – Sestaponi

### Gibraltar
- Victoria Stadium – Gibraltar

### Griechenland
- Apostolos Nikolaidis – Athen

Olympiastadion, Athen

- Olympiastadion Athen – Athen (UEFA-Kategorie 4)
- Pankritio Stadio – Iraklio
- Theodoros-Vardinogiannis-Stadion – Iraklio
- Stadio Zosimades – Ioannina
- Alcazar-Stadion – Larisa
- AEL FC Arena – Larisa
- Pampeloponnisiako Stadio – Patras
- Karaiskakis-Stadion – Piräus
- Toumba Stadio – Thessaloniki
- Kaftanzoglio-Stadion – Thessaloniki
- Kleanthis Vikelidis – Thessaloniki
- Stadio Trikalon – Trikala
- Panthessaliko Stadio – Volos
- Skoda-Xanthi-Stadion – Xanthi

### Vereinigtes Königreich

#### England
- Crown Ground – Accrington
- Recreation Ground – Aldershot
- Underhill Stadium – Barnet

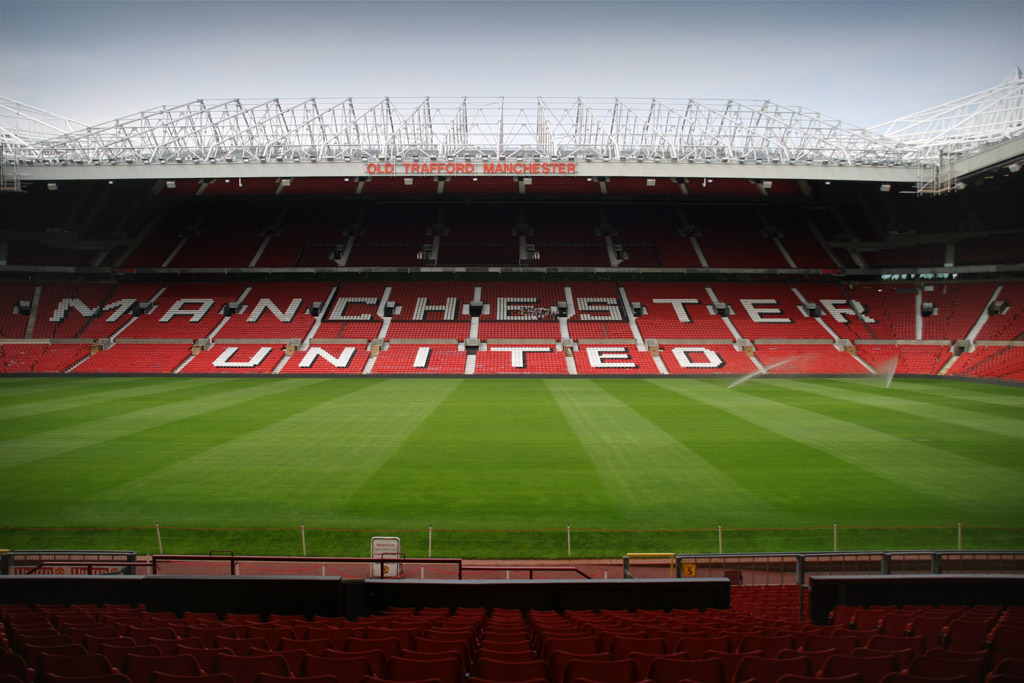
Old Trafford, Manchester

- AJ Bell Stadium – Barton-upon-Irwell
- Holker Street – Barrow-in-Furness
- Recreation Ground – Bath
- Prenton Park – Birkenhead
- Edgbaston Cricket Ground – Birmingham
- Villa Park – Birmingham
- St. Andrew’s Stadium – Birmingham
- Meadow Park – Borehamwood
- Vitality Stadium – Bournemouth
- Ewood Park – Blackburn
- Bloomfield Road – Blackpool
- Macron Stadium – Bolton
- Valley Parade – Bradford
- Falmer Stadium – Brighton
- Withdean Stadium – Brighton
- Ashton Gate Stadium – Bristol
- Bristol County Ground – Bristol
- Memorial Stadium – Bristol
- Turf Moor – Burnley
- Pirelli Stadium – Burton-upon-Trent
- Gigg Lane – Bury
- Abbey Stadium – Cambridge
- Brunton Park – Carlisle
- Whaddon Road – Cheltenham
- Deva Stadium – Chester
- Emirates Durham – Chester-le-Street
- Recreation Ground – Chesterfield
- Blundell Park – Cleethorpes
- Weston Homes Community Stadium – Colchester
- Ricoh Arena – Coventry
- Broadfield Stadium – Crawley
- Alexandra Stadium – Crewe
- Victoria Road – Dagenham
- The Darlington Arena – Darlington
- Anchor Ground – Darwen
- County Cricket Ground – Derby
- Pride Park Stadium – Derby
- Keepmoat Stadium – Doncaster
- Sandy Park – Exeter
- St. James’ Park – Exeter
- Priestfield Stadium – Gillingham
- Surrey Street – Glossop
- Kingsholm Stadium – Gloucester
- Victoria Park – Hartlepool
- Edgar Street – Hereford
- Adams Park – High Wycombe
- John Smith’s Stadium – Huddersfield
- Portman Road – Ipswich
- Nene Park – Irthlingborough, Northamptonshire
- Aggborough – Kidderminster
- KC Stadium – Hull
- Kingsmeadow – Kingston upon Thames
- Elland Road – Leeds
- Headingley Stadium – Leeds
- King Power Stadium – Leicester
- Welford Road Stadium – Leicester
- Sincil Bank – Lincoln
- Anfield – Liverpool
- Hill Dickinson Stadium – Liverpool
- Goodison Park – Liverpool
- Griffin Park – Brentford, London
- Gtech Community Stadium – Brentford, London
- Crystal Palace National Sports Centre – Crystal Palace, London
- The Valley – Charlton, London
- Craven Cottage – Fulham, London
- Lillie Bridge – Fulham, London
- Stamford Bridge – Fulham, London
- Emirates Stadium – Islington, London
- The Oval – Kennington, London
- Matchroom Stadium – Leyton – London
- Loftus Road – London
- Lord’s Cricket Ground – London
- The Den – London
- Selhurst Park – London
- White Hart Lane – Tottenham, London
- The Stoop – Twickenham, London
- Twickenham Stadium – Twickenham, London
- Upton Park – Upton Park, London

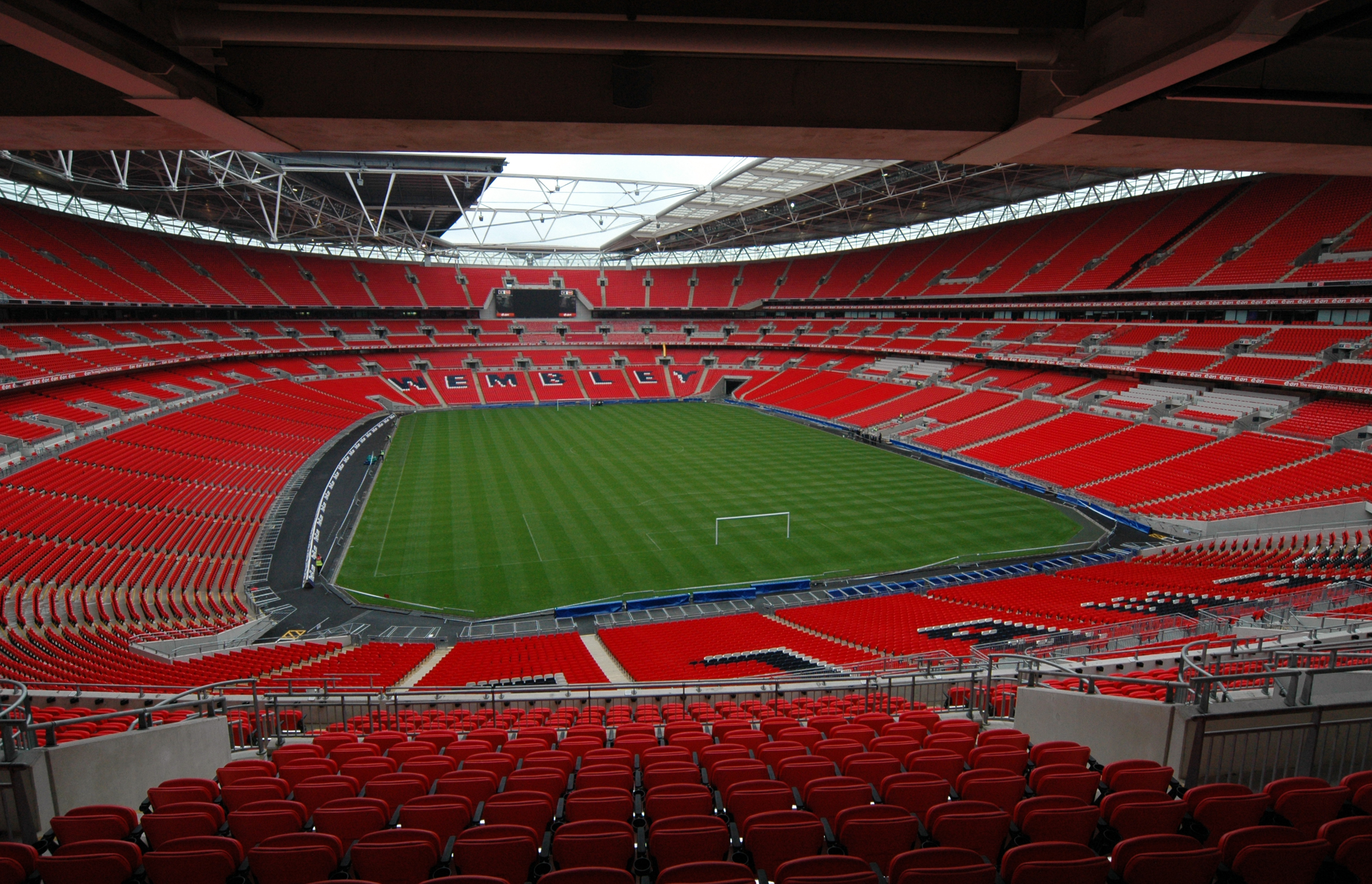
Wembley-Stadion, London

- Wembley-Stadion – Wembley, London (UEFA-Kategorie 4)
- Plough Lane (1912) – Wembley, London
- Plough Lane (2020) – Wembley, London
- Kenilworth Road Stadium – Luton
- Moss Rose – Macclesfield
- Etihad Stadium – Manchester
- Broadhurst Park – Moston, Manchester
- Old Trafford – Trafford, Greater Manchester (UEFA-Kategorie 4)
- Old Trafford Cricket Ground – Trafford, Greater Manchester
- Field Mill – Mansfield
- Ayresome Park – Middlesbrough
- Riverside Stadium – Middlesbrough
- Stadium MK – Milton Keynes (auch als Denbigh Stadium bekannt)
- Christie Park – Morecambe
- Globe Arena – Morecambe
- The New Lawn – Nailsworth
- Kingston Park – Newcastle
- St. James’ Park – Newcastle
- Franklin’s Gardens – Northampton
- Sixfields Stadium – Northampton
- Stonebridge Road – Northfleet, Kent
- Carrow Road – Norwich
- Meadow Lane – Nottingham
- Trent Bridge – Nottingham
- Boundary Park – Oldham
- Kassam Stadium – Oxford
- London Road Stadium – Peterborough
- Home Park – Plymouth
- Fratton Park – Portsmouth
- Deepdale – Preston
- Madejski Stadium – Reading
- Spotland Stadium – Rochdale
- New York Stadium – Rotherham
- Glanford Park – Scunthorpe
- Bramall Lane – Sheffield
- Don Valley Stadium – Sheffield
- Hillsborough Stadium – Sheffield
- New Meadow – Shrewsbury
- Rose Bowl – Southampton
- St. Mary’s Stadium – Southampton
- Roots Hall – Southend-on-Sea
- Haig Avenue – Southport
- Edgeley Park – Stockport
- Britannia Stadium – Stoke-on-Trent
- Vale Park – Stoke-on-Trent
- Stadium of Light – Sunderland
- County Ground – Swindon
- Plainmoor – Torquay
- County Ground – Taunton
- Poundland Bescot Stadium – Walsall
- Vicarage Road – Watford
- City Ground – West Bridgford, Nottinghamshire
- The Hawthorns – West Bromwich
- DW Stadium – Wigan
- Molineux Stadium – Wolverhampton
- Sixways Stadium – Worcester
- Huish Park – Yeovil
- Bootham Crescent – York
- York Community Stadium – York

#### Nordirland
- Ballymena Showgrounds – Ballymena
- Brandywell Stadium – Derry
- Mourneview Park – Lurgan
- New Grosvenor Stadium – Ballyskeagh
- Ravenhill Stadium – Belfast
- Solitude – Belfast
- Stangmore Park – Dungannon
- The Oval – Belfast
- Windsor Park – Belfast

#### Schottland
- Pittodrie Stadium – Aberdeen
- Excelsior Stadium – Airdrie
- Gayfield Park – Arbroath
- Somerset Park – Ayr
- Central Park – Cowdenbeath
- Broadwood Stadium – Cumbernauld
- Victoria Park – Dingwall
- Palmerston Park – Dumfries
- Dens Park – Dundee
- Tannadice Park – Dundee
- East End Park – Dunfermline
- Easter Road – Edinburgh
- Meadowbank Stadium – Edinburgh
- Murrayfield Stadium – Edinburgh
- Tynecastle Stadium – Edinburgh
- Falkirk Stadium – Falkirk
- Celtic Park – Glasgow
- Firhill Stadium – Glasgow

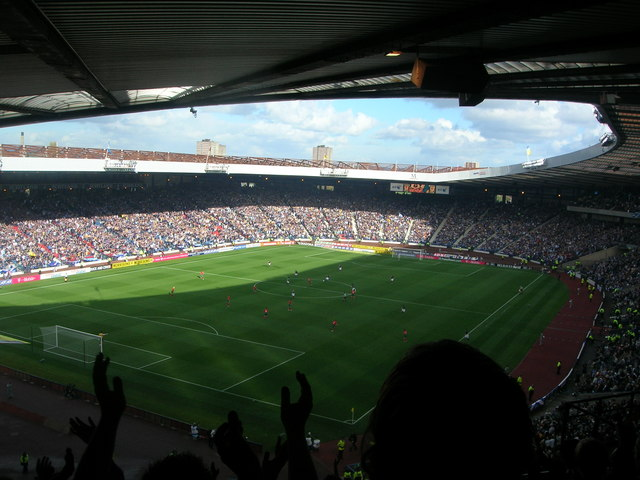
Hampden Park, Glasgow

- Hampden Park – Glasgow (UEFA-Kategorie 4)
- Ibrox Stadium – Glasgow (UEFA-Kategorie 4)
- Cappielow Park – Greenock
- Raydale Park – Gretna
- New Douglas Park – Hamilton
- Caledonian Stadium – Inverness
- Rugby Park – Kilmarnock
- Stark’s Park – Kirkcaldy
- Almondvale Stadium – Livingston
- Fir Park – Motherwell
- St. Mirren Park – Paisley
- McDiarmid Park – Perth
- Forthbank Stadium – Stirling
- Stair Park – Stranraer

#### Wales

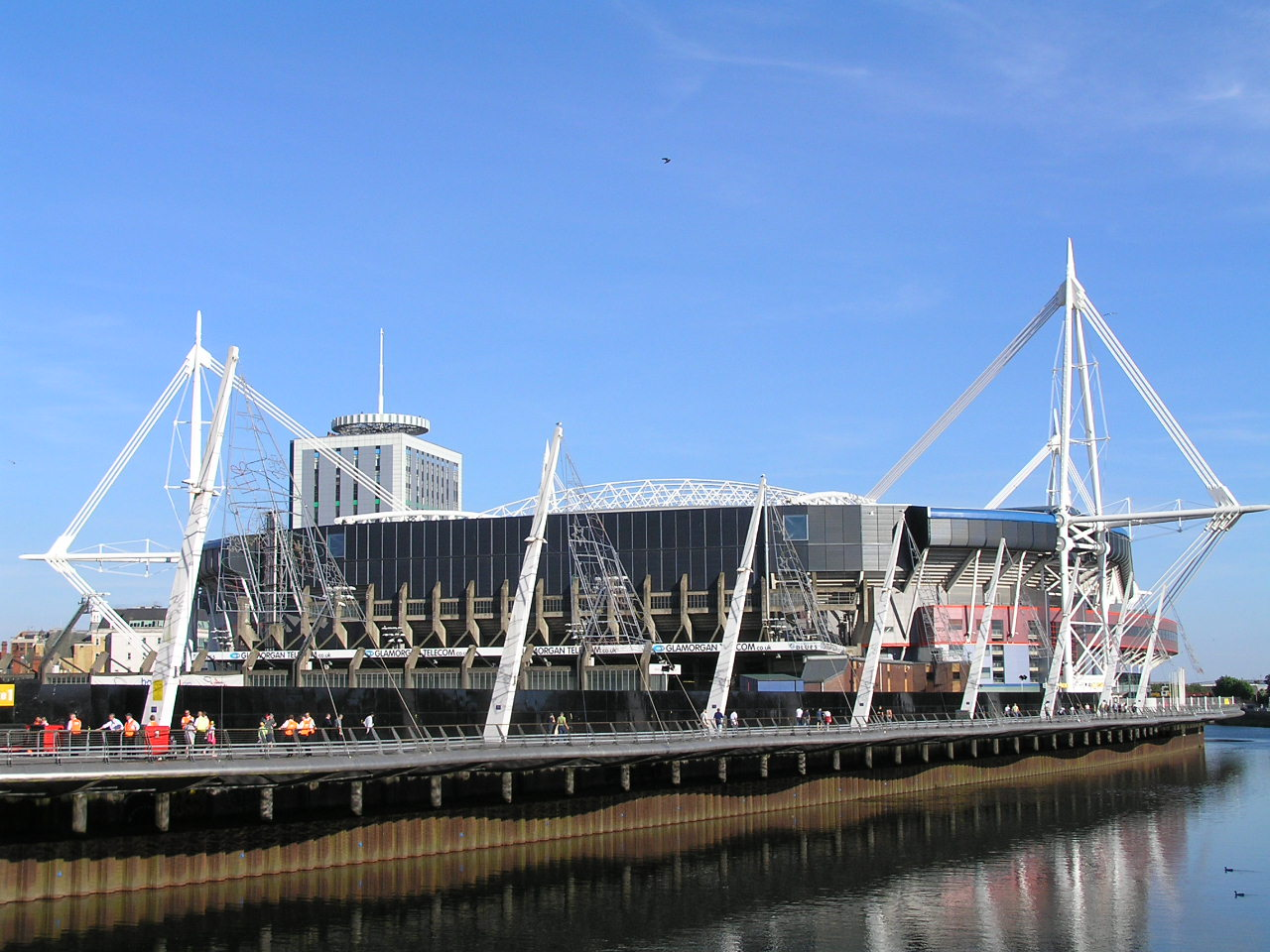
Millenium Stadium, Cardiff

- Aberdare Athletic Ground – Aberdare
- Farrar Road – Bangor
- Jenner Park – Barry
- The Oval – Caernarfon
- Cardiff City Stadium – Cardiff
- Millennium Stadium – Cardiff (UEFA-Kategorie 4)
- Ninian Park – Cardiff
- Cwmbran Stadium – Cwmbran
- Stebonheath Park – Llanelli
- Penydarren Park – Merthyr Tydfil
- Newport Stadium – Newport
- Park Hall – Oswestry
- Belle Vue – Rhyl
- Liberty Stadium – Swansea
- Maes y Dre Recreation Ground – Welshpool
- Racecourse Ground – Wrexham

### Irland
- Turners Cross – Cork

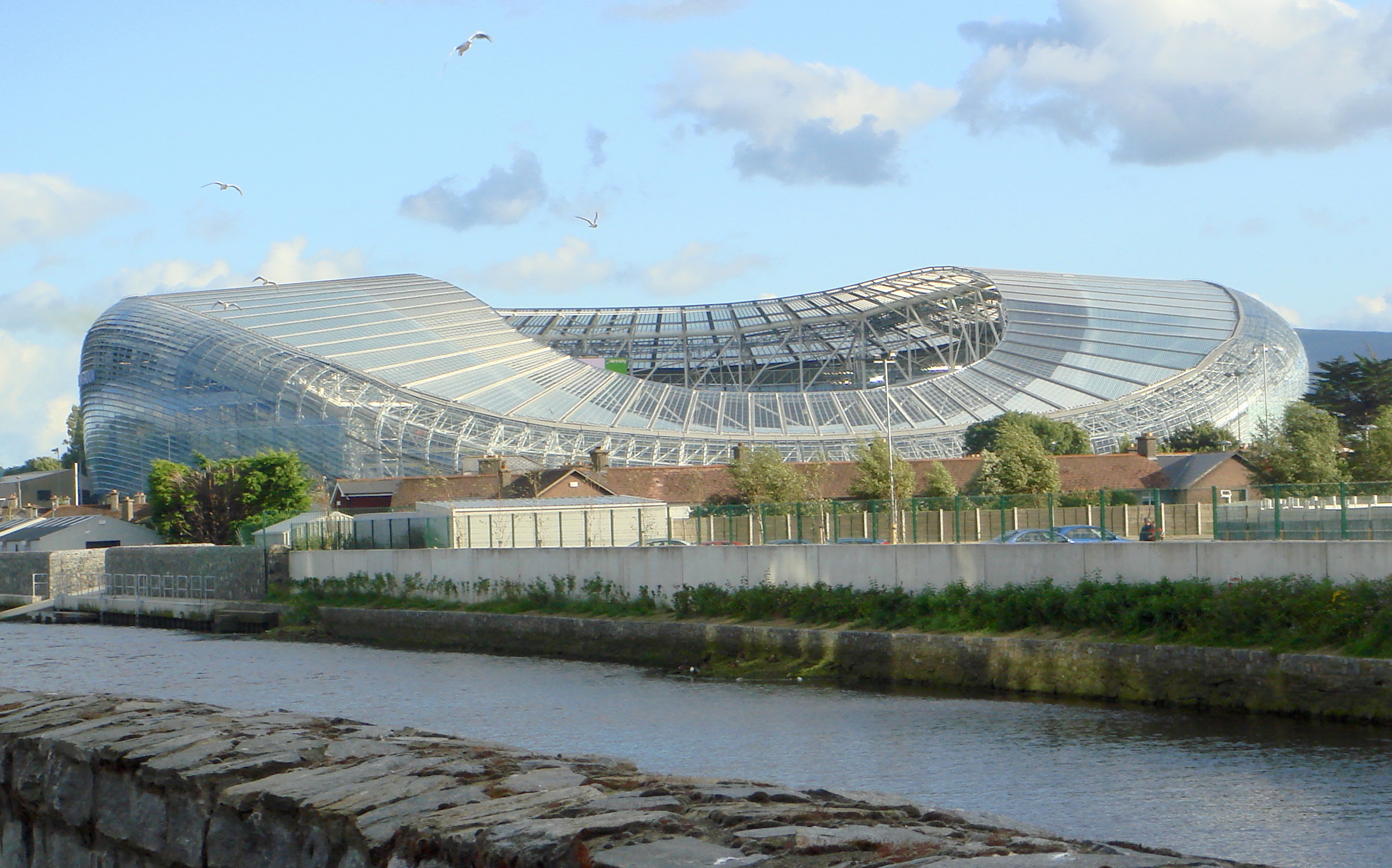
Aviva Stadium, Dublin

- Aviva Stadium – Dublin (UEFA-Kategorie 4)
- Croke Park – Dublin
- Dalymount Park – Dublin
- Lansdowne Road – Dublin
- Tolka Park – Dublin
- Thomond Park – Limerick
- Flancare Park – Longford
- Shamrock Park – Tallaght

### Island
- Akranesvöllur – Akranes
- Akureyrarvöllur – Akureyri
- Ólafsfjarðarvöllur – Fjallabyggð
- Stjörnuvöllur – Garðabær
- Grindavíkurvöllur – Grindavík
- Kaplakrikivöllur – Hafnarfjörður
- Keflavíkurvöllur – Keflavík
- Kópavogsvöllur – Kópavogur
- Fjölnisvöllur – Reykjavík
- Fylkisvöllur – Reykjavík
- Hlíðarendi-Stadion – Reykjavík
- KR-völlur – Reykjavík
- Laugardalsvöllur – Reykjavík
- Valbjarnarvöllur – Reykjavík
- Víkin Stadion – Reykjavík
- Hasteinsvöllur – Vestmannaeyjar

### Isle of Man
- The Bowl – Douglas

### Italien
- Stadio Tupparello – Acireale
- Stadio Esseneto di Agrigento – Agrigent
- Stadio Giuseppe Moccagatta – Alessandria
- Stadio Carillo Pesenti Pigna – Alzano Lombardo
- Stadio del Conero – Ancona
- Stadio degli Ulivi – Andria
- Stadio Città di Arezzo – Arezzo
- Stadio Cino e Lillo Del Duca – Ascoli Piceno
- Stadio Partenio-Adriano Lombardi – Avellino

- Stadio San Nicola – Bari
- Stadio Cosimo Puttilli – Barletta

Stadio San Nicola in Bari

- Stadio Rino Mercante – Bassano del Grappa
- Stadio Ciro Vigorito – Benevento
- Stadio Atleti Azzurri d’Italia – Bergamo
- Stadio Antonio Lamarmora – Biella
- Stadio Renato Dall’Ara – Bologna
- Stadio Druso – Bozen
- Stadio Mario Rigamonti – Brescia
- Stadio Carlo Speroni – Busto Arsizio
- Stadio Sant’Elia – Cagliari
- Stadio Nuovo Romagnoli – Campobasso
- Stadio Mundial '82 – Carpenedolo
- Stadio Natale Palli – Casale Monferrato
- Stadio Alberto Pinto – Caserta
- Stadio Teofilo Patini – Castel di Sangro
- Stadio Romeo Menti – Castellammare di Stabia
- Stadio Angelo Massimino – Catania
- Stadio Nicola Ceravolo – Catanzaro
- Stadio Simonetta Lamberti – Cava de’ Tirreni
- Stadio Dino Manuzzi – Cesena
- Stadio Guido Angelini – Chieti
- Stadio Pier Cesare Tombolato – Cittadella
- Stadio Comunale – Civitanova Marche
- Stadio Giuseppe Sinigaglia – Como
- Stadio San Vito – Gigi Marulla – Cosenza
- Stadio Giuseppe Voltini – Crema
- Stadio Giovanni Zini – Cremona
- Stadio Ezio Scida – Crotone
- Stadio Fratelli Paschiero – Cuneo
- Stadio Carlo Castellani – Empoli
- Stadio Raffaele Mancini – Fano
- Stadio Bruno Recchioni – Fermo
- Stadio Paolo Mazza – Ferrara
- Stadio Goffredo Del Buffa – Figline Valdarno
- Stadio Artemio Franchi – Florenz
- Stadio Pino Zaccheria – Foggia
- Stadio Enzo Blasone – Foligno
- Stadio Tullo Morgagni – Forlì
- Stadio Benito Stirpe – Frosinone
- Stadio Comunale Matusa – Frosinone
- Stadio Vincenzo Presti – Gela
- Stadio Luigi Ferraris – Genua
- Stadio Rubens Fadini – Giulianova
- Stadio Carlo Zecchini – Grosseto
- Stadio Pietro Barbetti – Gubbio
- Stadio Gino Pistoni – Ivrea
- Stadio Armando Picchi – Jesolo
- Stadio Tommaso Fattori – L’Aquila
- Stadio Dino Liotta – Licata
- Stadio Armando Picchi – Livorno
- Stadio Alberto Picco – La Spezia
- Stadio Domenico Francioni – Latina
- Stadio Via del Mare – Lecce
- Stadio Rigamonti-Ceppi – Lecco
- Stadio Dossenina – Lodi
- Stadio Giovanni Mari – Legnano
- Stadio Porta Elisa – Lucca
- Nuovo Stadio Comunale – Lumezzane

Stadio Giuseppe Meazza (San Siro), Mailand

- Stadio Giuseppe Meazza (San Siro) – Mailand (UEFA-Kategorie 4)
- Stadio Miramare – Manfredonia
- Stadio Gian Domenico Tursi – Martina Franca
- Stadio Danilo Martelli – Mantua
- Municipale Nino Lombardo Angotta – Marsala
- Stadio degli Oliveti – Massa
- Stadio XXI Settembre – Franco Salerno – Matera
- Stadio San Filippo – Messina
- Stadio Francesco Baracca – Mestre
- Stadio Alberto Braglia – Modena
- Stadio Comunale – Monte San Savino
- Stadio Romeo Menti – Montichiari
- Stadio Brianteo – Monza
- Stadio Giorgio Ascarelli – Neapel
- Stadio Diego Armando Maradona – Neapel
- Stadio San Francesco d’Assisi – Nocera Inferiore
- Stadio Silvio Piola – Novara
- Stadio Bruno Nespoli – Olbia
- Stadio Euganeo – Padua
- Stadio Marcello Torre – Pagani
- Stadio Renzo Barbera – Palermo
- Stadio Ennio Tardini – Parma
- Stadio Pietro Fortunati – Pavia
- Stadio Renato Curi – Perugia
- Stadio Adriatico – Giovanni Cornacchia – Pescara
- Stadio Leonardo Garilli – Piacenza
- Stadio Arena Garibaldi – Romeo Anconetani – Pisa
- Stadio Marcello Melani – Pistoia
- Stadio Comunale – Pizzighettone
- Stadio Ottavio Bottecchia – Pordenone
- Stadio Piergiovanni Mecchia – Portogruaro
- Stadio Alfredo Viviani – Potenza
- Stadio Lungobisenzio – Prato
- Stadio Is Arenas – Quartu Sant’Elena
- Stadio Bruno Benelli – Ravenna
- Stadio Oreste Granillo – Reggio Calabria
- Mapei Stadium – Città del Tricolore – Reggio nell’Emilia
- Stadio Mirabello – Reggio nell’Emilia
- Stadio Romeo Neri – Rimini
- Circus Maximus – Rom
- Stadio Flaminio – Rom
- Stadio Nazionale del PNF – Rom
- Stadio Olimpico – Rom (UEFA-Kategorie 4)
- Stadio Arechi – Salerno
- Stadio Donato Vestuti – Salerno
- Stadio Riviera delle Palme – San Benedetto del Tronto
- Stadio Virgilio Fedini – San Giovanni Valdarno
- Stadio Comunale – Sanremo
- Stadio Libero Masini – Santa Croce sull’Arno
- Stadio Vanni Sanna – Sassari
- Stadio Enzo Ricci – Sassuolo
- Stadio Valerio Bacigalupo – Savona
- Stadio Breda – Sesto San Giovanni
- Stadio Artemio Franchi – Siena
- Stadio Italia – Sorrent
- Stadio Nicola De Simone – Syrakus
- Stadio Erasmo Iacovone – Tarent
- Stadio Libero Liberati – Terni
- Stadio Giraud – Torre Annunziata
- Stadio Provinciale – Trapani
- Stadio Briamasco – Trient
- Stadio Omobono Tenni – Treviso
- Stadio Giuseppe Grezar – Triest
- Stadio Nereo Rocco – Triest
- Juventus Stadium – Turin
- Stadio Filadelfia – Turin
- Stadio delle Alpi – Turin
- Stadio Olimpico – Turin
- Stadio Friuli – Udine
- Stadio dei Fiori – Valdagno
- Stadio Comunale – Valenza
- Stadio Franco Ossola – Varese
- Stadio Pierluigi Penzo – Venedig
- Stadio Silvio Piola – Vercelli
- Stadio Marcantonio Bentegodi – Verona
- Stadio Torquato Bresciani – Viareggio
- Stadio Romeo Menti – Vicenza
- Stadio Comunale – Vittoria

### Kasachstan
- Zentralstadion Almaty – Almaty
- Astana Arena – Astana
- Zentralstadion Aqtöbe – Aqtöbe
- Zentralstadion Pawlodar – Pawlodar
- Schachtjor-Stadion – Qaraghandy
- Zentralstadion Qostanai – Qostanai

### Kroatien
- Gradski vrt – Osijek
- Stadion ŠRC Uljanik Veruda – Pula
- Stadion Aldo Drosina – Pula
- Stadion Kantrida – Rijeka
- Stadion Šubićevac – Šibenik
- Stadion NK Marsonia – Slavonski Brod
- Stadion Poljud – Split
- Stadion Anđelko Herjavec – Varaždin
- Stadion HNK Cibalia – Vinkovci
- Stadion Maksimir – Zagreb
- Stadion NŠC Stjepan Spajić – Zagreb

### Lettland
- Celtnieks-Stadion – Daugavpils
- Ozolnieku-Stadion – Jelgava
- Skolas-Stadion – Jūrmala
- Audas-Stadion – Ķekava
- Daugava-Stadion – Liepāja
- Līvāni-Stadion – Līvāni
- Arkādija-Stadion – Riga
- Daugava-Stadion – Riga
- Latvijas Universitātes Stadions – Riga
- Skonto-Stadion – Riga
- Sporta-Aģentūras-Stadion – Rēzekne
- Salaspils-Stadion – Salaspils
- Slocene-Stadion – Tukums
- FK-Valmiera-Stadion – Valmiera
- Jānis-Daliņš-Stadion – Valmiera
- 2. Pamatskolas-Stadion – Ventspils
- Ventspils-Olimpiskais-Stadion – Ventspils

### Litauen
- S.Dariaus-und-S.Girėno-Stadion – Kaunas
- Aukštaitija-Stadion – Panevėžys
- LFF-Stadion – Vilnius
- Žalgiris-Stadion – Vilnius

### Malta
- Infetti Ground – Birkirkara
- Corradino-Stadion – Dingli
- Independence Ground – Floriana
- Gozo Stadium – Gozo
- Empire Stadium – Gżira
- Victor-Tedesco-Stadion – Ħamrun
- Lija Ground – Lija
- Mosta Ground – Mosta
- Hibernians Football Ground – Paola
- San Gwann Football Ground – San Ġwann
- Guze Fava Ground – Sliema
- Ta’ Qali-Stadion – Ta’ Qali
- Fortini Ground – Vittoriosa

### Monaco
- Stade Louis II – Monaco

### Montenegro
- Stadion Topolica – Bar
- Gradski Stadion – Berane
- Gradski Stadion – Bijelo Polje
- Stadion Lugova – Budva
- Stadion Obilića Poljana – Cetinje
- Stadion Trešnjica – Golubovci
- Stadion Grbalj-Pod Sutvarom – Kotor
- Stadion Pod Vrmcem – Kotor
- Stadion Gradski – Nikšić
- Stadion Pod Malim Brdom – Petrovac na moru
- Stadion Pod Racinom – Plav
- Stadion Gradski – Pljevlja
- Stadion Crvena Stijena – Podgorica
- Stadion Bratstva – Podgorica
- Stadion Cvijetni Brijeg – Podgorica
- Stadion pod Goricom – Podgorica
- Stadion Zabjela – Podgorica
- Stadion Zlatica – Podgorica
- Stadion na Bandzovom brdu – Rožaje
- Stadion Tuško Polje – Tuzi

### Niederlande
- Alkmaarderhout – Alkmaar
- AFAS Stadion – Alkmaar
- Erve Asito – Almelo
- Yanmar Stadion – Almere

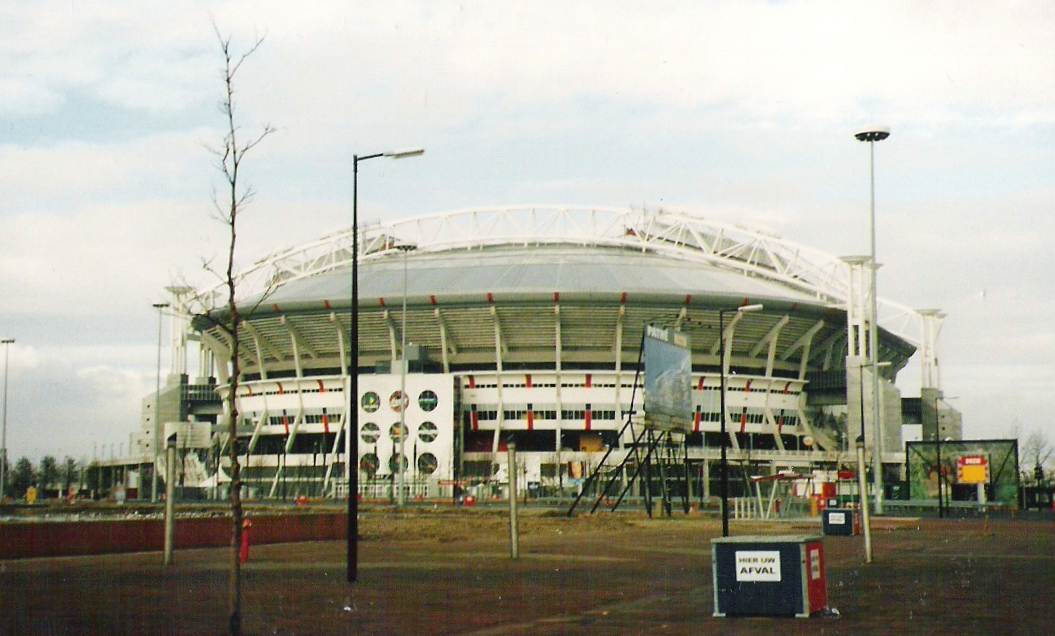
Johan-Cruyff-Arena

- Johan-Cruyff-Arena – Amsterdam (UEFA-Kategorie 4)
- De Meer Stadion – Amsterdam
- Het Houten Stadion – Amsterdam
- Olympiastadion – Amsterdam (Olympische Sommerspiele 1928)
- Sportpark De Toekomst – Amsterdam
- Sportpark Sloten – Amsterdam
- Sportpark Berg en Bos – Apeldoorn
- GelreDome – Arnhem
- Monnikenhuize – Arnhem
- Nieuw Monnikenhuize – Arnhem
- Rat-Verlegh-Stadion – Breda
- NAC Stadion – Breda
- Bingoal Stadion – Den Haag
- Zuiderparkstadion – Den Haag
- Stadion De Adelaarshorst – Deventer
- Stadion De Vijverberg – Doetinchem
- M-Scores Stadion – Dordrecht
- Euroborg – Groningen
- Stadion Oosterpark – Groningen
- De Oude Meerdijk – Emmen
- Jan-Louwers-Stadion – Eindhoven
- Philips Stadion – Eindhoven
- PSV Campus De Herdgang – Eindhoven
- De Grolsch Veste – Enschede
- Stadion Het Diekman – Enschede
- Haarlem Stadion – Haarlem
- Abe-Lenstra-Stadion – Heerenveen
- Sportpark Noord – Heerenveen
- GS Staalwerken Stadion – Helmond
- Parkstad Limburg Stadion – Kerkrade
- Sportpark Kaalheide – Kerkrade
- Cambuurstadion – Leeuwarden
- Kooi Stadion – Leeuwarden
- Stadion De Geusselt – Maastricht
- Goffertstadion – Nijmegen
- Frans-Heesen-Stadion – Oss
- Herstaco-Stadion – Roosendaal
- Sportpark De Luiten – Roosendaal

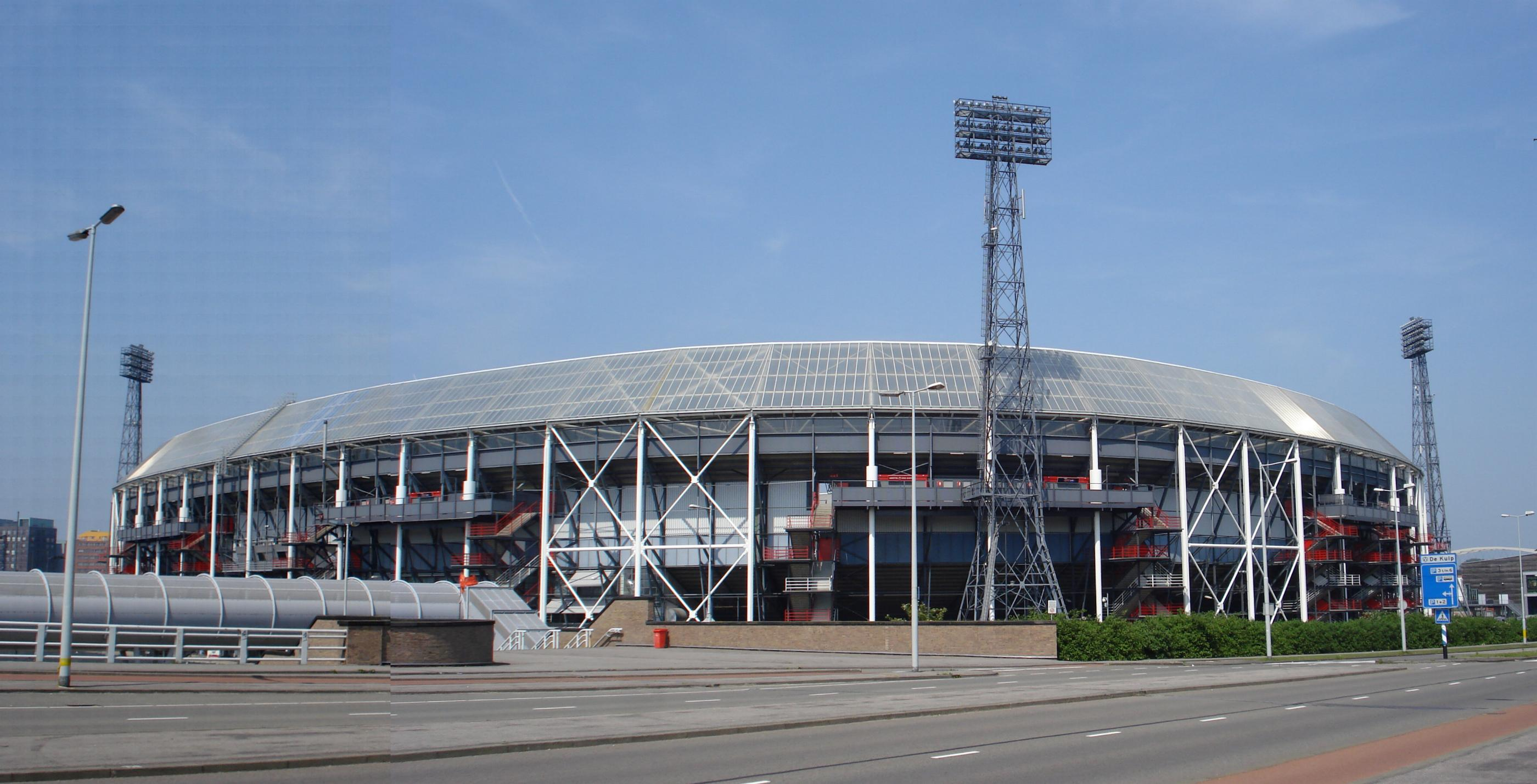
Stadion De Kuip, Rotterdam

- De Kuip (offiziell Stadion Feijenoord) – Rotterdam (UEFA-Kategorie 4)
- Sparta Stadion Het Kasteel – Rotterdam
- Van Donge & De Roo Stadion – Rotterdam
- Stadion De Vliert – ’s-Hertogenbosch
- Stadion De Baandert – Sittard
- Fortuna-Sittard-Stadion – Sittard
- Gemeentelijk Sportpark Tilburg – Tilburg
- König-Wilhelm-II.-Stadion – Tilburg
- Sportcomplex Zoudenbalch – Utrecht
- Stadion Galgenwaard – Utrecht
- 711 Stadion – Velsen
- Gjaltema-Stadion aan de Langeleegte – Veendam
- De Koel – Venlo
- Kras Stadion – Volendam
- Mandemakers Stadion – Waalwijk
- Sportpark Olympia – Waalwijk
- Sportpark Saestum – Zeist
- Mac3Park Stadion – Zwolle
- Oosterenkstadion – Zwolle

### Nordmazedonien
- Tumbe-Kafe-Stadion – Bitola
- Städtisches-Stadion-Kičevo – Kičevo
- Sileks-Stadion – Kratovo
- Milano-Arena – Kumanovo
- SRC-Biljanini-Izvori-Stadion – Ohrid
- Goce-Delčev-Stadion – Prilep
- Avtokomanda-Stadion – Skopje
- Čair-Stadion – Skopje
- Cementarnica-Stadion – Skopje
- Gjorče-Petrov-Stadion – Skopje
- Komunalec-Stadion – Skopje
- Toše-Proeski-Arena – Skopje
- Železarnica-Stadion – Skopje
- Gradski-Stadion-Štip – Štip
- Gradski-Stadion-Struga – Struga
- Stadion Mladost Strumica – Strumica
- Städtisches-Stadion-Tetovo – Tetovo
- Kukuš-Stadion – Turnovo

### Norwegen
- Color-Line-Stadion – Ålesund
- Alta Idrettspark – Alta
- Nadderud-Stadion – Bærum
- Telenor Arena – Bærum
- Arna Stadion – Bergen
- Brann-Stadion – Bergen
- Varden Amfi – Bergen
- Aspmyra-Stadion – Bodø
- Bryne-Stadion – Bryne
- Marienlyst-Stadion – Drammen
- Fredrikstad-Stadion – Fredrikstad
- Levermyr-Stadion – Grimstad
- Briskeby-Gressbane – Hamar
- AKA Arena – Hønefoss
- Haugesund-Stadion – Haugesund
- Klepp-Stadion – Klepp
- Gjemselund-Stadion – Kongsvinger
- Sparebanken-Sør-Arena – Kristiansand
- Kristiansand-Stadion – Kristiansand
- Kristiansund-Stadion – Kristiansund
- Lovisenlund – Larvik
- Åråsen-Stadion – Lillestrøm
- Mjøndalen-Stadion – Mjøndalen
- Aker-Stadion – Molde
- Melløs-Stadion – Moss
- Notodden-Stadion – Notodden
- Nybergsund-Stadion – Nybergsund
- Bislett-Stadion – Oslo
- Intility Arena – Oslo
- Ullevaal-Stadion – Oslo
- Jotun Arena – Sandefjord
- Sandvika Stadion – Sandvika
- Sarpsborg-Stadion – Sarpsborg
- Skagerrak-Arena – Skien
- Fosshaugane Campus – Sogndal
- SIF-Stadion – Stavanger
- Stavanger Stadion – Stavanger
- Viking-Stadion – Stavanger
- Romssa Arena – Tromsø
- Fløyabanen – Tromsø
- Tromsdalen-Stadion – Tromsø
- Lerkendal-Stadion – Trondheim

### Polen
- GIEKSA Arena – Bełchatów
- Stadion Miejski – Białystok

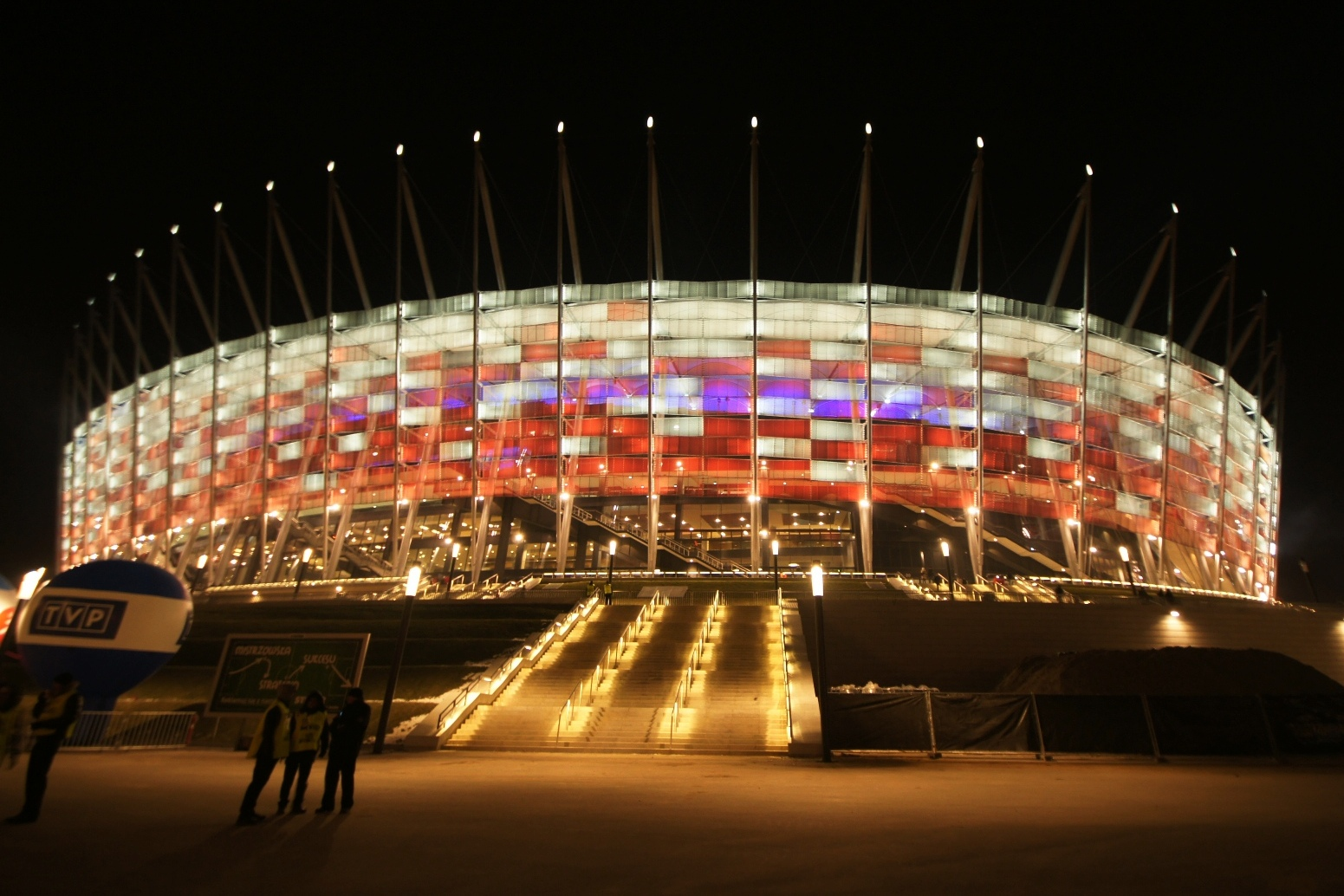
PGE Narodowy

- Zdzisław-Krzyszkowiak-Stadion – Bydgoszcz
- Polonia-Bydgoszcz-Stadion – Bydgoszcz
- Edward-Szymkowiak-Stadion – Bytom
- Stadion Śląski – Chorzów
- MOSiR-Stadion – Danzig
- Stadion Energa Gdańsk – Danzig
- Stadion Wisłoki – Dębica
- Stadion Miejski – Elbląg
- GOSiR-Stadion – Gdynia
- Piast-Stadion – Gliwice
- Dyskobolia-Stadion – Grodzisk Wielkopolski
- Stadion GKS Katowice – Katowice
- Stadion MOSIR Rapid – Katowice
- Kolporter Arena – Kielce
- Stadion am Złotej Jedenastki – Konin
- Cracovia-Stadion – Krakau
- Henryk-Reyman-Stadion – Krakau
- Stadion Garbarnii – Krakau
- Stadion Suche Stawy – Krakau
- Stadion Górnika Łęczna – Łęczna
- Stadion im. Orła Białego – Legnica
- ŁKS-Stadion – Łódź
- Widzewa-Stadion – Łódź
- Stadion KS Pelikan – Łowicz
- Stadion Zagłębia Lubin – Lubin
- Arena Lublin – Lublin
- MOSiR-Bystrzyca-Stadion – Lublin
- Stadion Stali Mielec – Mielec
- Stadion Miejski – Nowy Dwór Mazowiecki
- Stadion OSiR – Olsztyn
- Stadion Miejski – Opole
- Miejski Stadion Sportowy – Ostrowiec Świętokrzyski
- Kazimierz Górski Stadion – Płock
- INEA Stadion – Posen
- Stadion przy Drodze Dębińskiej – Posen
- Stadion Znicza Pruszków – Pruszków
- Stadion GKS Ruch Radzionków – Radzionków
- Stadion RKS Radomiak – Radom
- Stadion RTP Unia – Racibórz
- Resovia-Stadion – Rzeszów
- Stadion Miejski – Rzeszów
- Czarni Stadion – Sosnowiec
- Stadion Ludowy – Sosnowiec
- Florian-Krygier-Stadion – Stettin
- Stadion Miejski – Świnoujście
- Stadion Miejski – Tychy
- Stadion WKS Gwardia Warszawa – Warschau
- PGE Narodowy – Warschau (UEFA-Kategorie 4)
- Stadion Dziesięciolecia – Warschau
- Polonia-Warschau-Stadion – Warschau
- Stadion Wojska Polskiego – Warschau
- Stadion MOSiR – Warschau
- Stadion WKS Gryf Wejherowo – Wejherowo
- Stadion MOSiR-Wodzisław – Wodzisław Śląski
- Stadion Amica – Wronki
- Olympiastadion – Breslau
- Stadion Hotel GEM – Breslau
- Stadion Oporowska – Breslau
- Stadion Miejski – Breslau
- Ernest Pohl Stadion – Zabrze
- Stadion Czarnych – Żagań

### Portugal

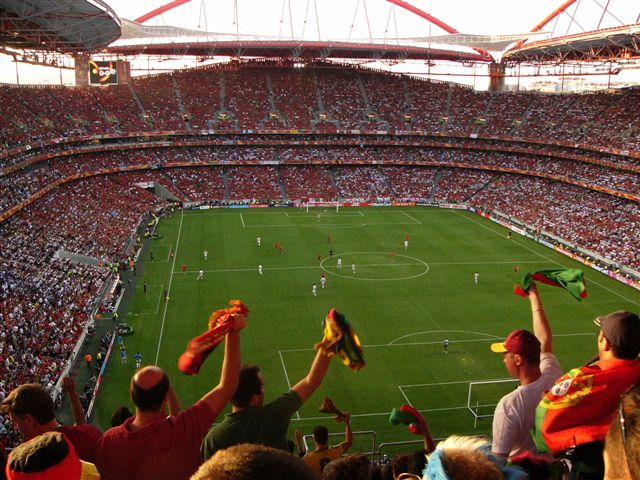
Estádio da Luz, Lissabon

- Estádio do Alverca – Alverca do Ribatejo
- Estádio José Gomes – Amadora
- Estádio João Paulo II – Angra do Heroísmo
- Estádio Municipal de Aveiro – Aveiro
- Estádio Cidade de Barcelos – Barcelos
- Estádio D. Manuel de Mello – Barreiro
- Estádio Municipal de Braga – Braga
- Estádio Capitão César Correia – Campo Maior
- Campo José Lacerda Pinto Barreiros – Carregado
- Estádio Municipal – Chaves
- Estádio Cidade de Coimbra – Coimbra
- Estádio José dos Santos Pinto – Covilhã
- Estádio Comendador Manuel de Oliveira Violas – Espinho
- Estádio António Coimbra da Mota – Estoril
- Estádio Algarve – Faro-Loulé
- Estádio João Paulo II – Fátima
- Estádio Dr. Machado de Matos – Felgueiras
- Estádio Municipal José Bento Pessoa – Figueira da Foz
- Complexo Desportivo do Sport Clube de Freamunde – Freamunde
- Estádio da Madeira – Funchal auf Madeira
- Estádio do Marítimo – Funchal auf Madeira
- Estádio de São Miguel – Gondomar
- Estádio Dom Afonso Henriques – Guimarães
- Estádio Dr. Magalhães Pessoa – Leiria
- Estádio José Alvalade XXI – Lissabon (UEFA-Kategorie 4)
- Estádio da Luz – Lissabon (UEFA-Kategorie 4)
- Estádio do Restelo – Lissabon
- Estádio Prof. Dr. José Vieira de Carvalho – Maia
- Estádio Avelino Ferreira Torres – Marco de Canaveses
- Estádio do Mar – Matosinhos
- Estádio Comendador Joaquim de Almeida Freitas – Moreira de Cónegos
- Estádio Nacional – Oeiras
- Estádio José Arcanjo – Olhão
- Estádio Carlos Ósorio – Oliveira de Azeméis
- Estádio Marques da Silva – Ovar
- Estádio da Mata Real – Paços de Ferreira
- Estádio Municipal 25 de Abril – Penafiel
- Estádio de São Miguel – Ponta Delgada
- Estádio Municipal de Portimão – Portimão
- Estádio do Bessa Século. XXI – Porto
- Estádio do Dragão – Porto (UEFA-Kategorie 4)
- Estádio Engº Vidal Pinheiro – Porto
- Estádio do Varzim SC – Póvoa de Varzim
- Estádio Marcolino de Castro – Santa Maria da Feira
- Estádio Comendador Henrique Amorim – Santa Maria de Lamas
- Estádio do Bonfim – Setúbal
- Estádio Manuel Marques – Torres Vedras
- Estádio Clube Desportivo Trofense – Trofa
- Estádio do Clube Desportivo das Aves – Vila das Aves
- Estádio dos Arcos – Vila do Conde
- Estádio FC Vizela – Vizela

### Rumänien
- Victoria-Cetate-Stadion – Alba Iulia
- UTA-Stadion – Arad
- Aerostar-Stadion – Bacău
- Stadionul Municipal – Bacău
- Gloria-Stadion – Bistrița
- Stadionul Municipal – Botoșani
- Stadionul Municipal – Brăila
- Stadionul Tineretului – Brașov
- Stadionul Tractorul – Brașov
- Stadionul Aurică Rădulescu – Bukarest
- Stadionul Cotroceni – Bukarest
- Ghencea-Stadion – Bukarest
- Stadionul Giulești – Valentin Stănescu – Bukarest
- Arena Națională – Bukarest (UEFA-Kategorie 4)
- Dinamo-Stadion – Bukarest
- Regie-Stadion – Bukarest
- Rapid Arena – Bukarest
- Stadionul Rocar – Bukarest
- Stadionul Romprim – Bukarest
- Stadionul Steaua – Bukarest
- Ștefan cel Mare-Stadion – Bukarest
- Stadionul Municipal – Buzău
- Stadionul Municipal – Câmpulung
- Stadionul Parc – Caracal
- Stadionul Concordia – Chiajna
- Cluj Arena – Cluj-Napoca
- Dr.-Constantin-Rădulescu-Stadion – Cluj-Napoca
- Gheorghe-Hagi-Stadion – Constanța
- Farul-Stadion – Constanța
- GP Craiova-Stadion – Craiova
- Ion-Oblemenco-Stadion – Craiova
- Stadionul Municipal – Drobeta Turnu Severin
- Stadionul Milcovul – Focșani
- Stadionul Oțelul – Galați
- Stadionul Michael Klein – Hunedoara
- Emil-Alexandrescu-Stadion – Iași
- Stadionul Gruia – Cluj-Napoca
- Stadionul Ion Moina – Cluj-Napoca
- Tineretului – Lugoj
- Stadionul Municipal – Medgidia
- Stadionul Gaz Metan – Mediaș
- Dacia-Stadion – Mioveni
- Stadionul Petromidia – Năvodari
- FC Onești-Stadion – Onești
- Stadionul Municipal – Oradea
- CFR-Stadion – Pașcani
- Jiul-Stadion – Petroșani
- Ceahlăul-Stadion – Piatra Neamț
- Stadionul Nicolae Dobrin – Pitești
- Astra-Stadion – Ploiești
- Ilie-Oană-Stadion – Ploiești
- Stadionul Valea Domanului – Reșița
- Stadionul Municipal – Roman
- Olimpia-Stadion – Satu Mare
- Stadionul Municipal – Sibiu
- Stadion 1. Mai – Slatina
- Stadionul Areni – Suceava
- Stadion Tudor Vladimirescu – Târgu Jiu
- Stadionul Ladislau Bölöni – Târgu Mureș
- CFR-Stadion – Timișoara
- Dan-Păltinișanu-Stadion – Timișoara
- UMT-Stadion – Timișoara
- Stadionul Municipal – Turda
- Stadionul Municipal – Târgoviște
- Stadionul Tineretului – Urziceni
- Stadionul Municipal – Vaslui

### Russland
- Zentralstadion – Astrachan
- Arena Chimki – Chimki
- Achmat-Arena – Grosny
- Schinnik-Stadion – Jaroslawl
- Uralmasch-Stadion – Jekaterinburg
- Zentralstadion – Jekaterinburg
- Stadion Baltika – Kaliningrad
- Kaliningrad-Stadion – Kaliningrad
- Anschi-Arena – Kaspijsk
- Kasan-Arena – Kasan
- Zentralstadion – Kasan
- Stadion Kuban – Krasnodar
- Krasnodar-Stadion – Krasnodar
- Dinamo-Stadion – Machatschkala
- Dynamo-Stadion – Moskau

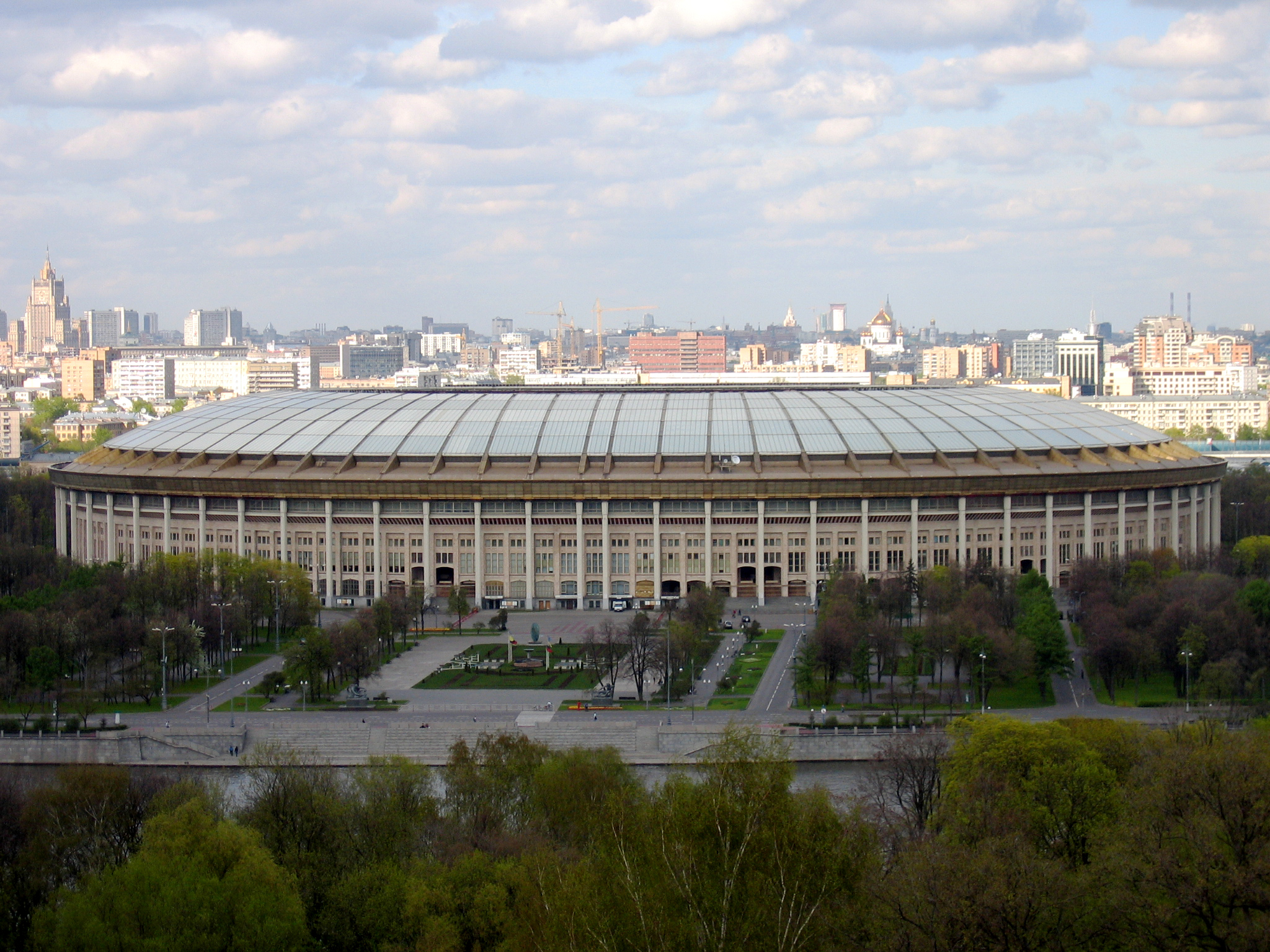
Olympiastadion Luzhniki, Moskau

- Eduard-Strelzow-Stadion (Torpedo-Stadion) – Moskau
- Lokomotiv-Stadion – Moskau
- Sportkomplex Olimpijski – Moskau
- Olympiastadion Luschniki – Moskau (UEFA-Kategorie 4)
- Otkrytije Arena – Moskau
- WEB Arena – Moskau
- Lokomotive-Stadion – Nischni Nowgorod
- Stadion Nischni Nowgorod – Nischni Nowgorod
- Spartak-Stadion – Nowosibirsk
- Gasowik-Stadion – Orenburg
- Swesda-Stadion – Perm
- Saturn-Stadion – Ramenskoje
- Olimp-2 – Rostow am Don
- Rostow-Arena – Rostow am Don
- Kosmos-Arena – Samara
- Metallurg-Stadion – Samara
- Kirow-Stadion – Sankt Petersburg
- Krestowski-Stadion – Sankt Petersburg
- Petrowski-Stadion – Sankt Petersburg
- Mordwinien-Arena – Saransk
- Start-Stadion – Saransk
- Olympiastadion Sotschi – Sotschi
- Trud-Stadion – Tomsk
- Arsenal-Stadion – Tula
- Dynamo-Stadion – Ufa
- Neftjanik-Stadion – Ufa
- Republik-Stadion Spartak – Wladikawkas
- Wolgograd-Arena – Wolgograd
- Zentralstadion – Wolgograd
- Zentralstadion der Gewerkschaften – Woronesch

### San Marino
- San Marino Stadium – Serravalle

### Schweden
- Kopparvallen – Åtvidaberg
- Domnarvsvallen – Borlänge
- Borås Arena – Borås
- Ryavallen – Borås
- Grimsta IP – Bromma
- Stora Valla – Degerfors
- Enavallen – Enköping
- Tunavallen – Eskilstuna
- Falkenbergs IP – Falkenberg
- Strömvallen – Gävle
- Gamla Ullevi – Göteborg
- Valhalla idrottsplats – Göteborg
- Bravida Arena – Göteborg
- Torpavallen – Göteborg
- Ullevi – Göteborg
- Strandvallen – Hällevik
- Örjans vall – Halmstad
- Olympia – Helsingborg
- Stadsparksvallen – Jönköping
- Fredriksskans – Kalmar
- Guldfågeln Arena – Kalmar
- Landskrona IP – Landskrona
- Starke Arvid Arena – Ljungskile
- Brovallen – Malmö
- Malmö Stadion – Malmö
- Swedbank Stadion – Malmö
- Östgötaporten – Norrköping
- Behrn Arena – Örebro
- Jernvallen – Sandviken

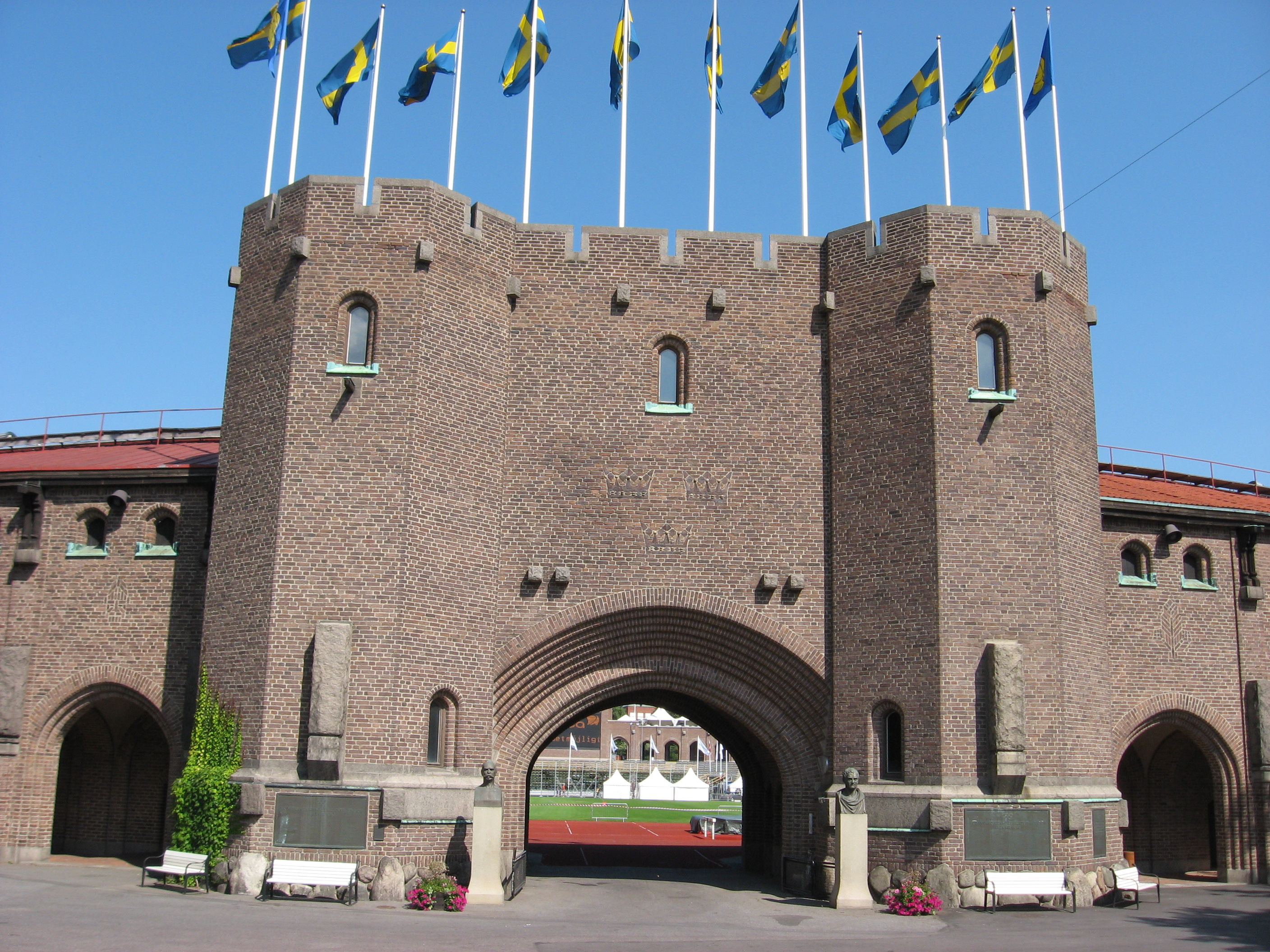
Olympiastadion, Stockholm

- Södertälje Fotbollsarena – Södertälje
- Friends Arena – Solna
- Råsundastadion – Solna (Stockholm) (Finale der Fußball-Weltmeisterschaft 1958)
- Skytteholms IP – Solna
- Grimsta IP – Stockholm
- Kristinebergs IP – Stockholm
- Olympiastadion Stockholm – Stockholm (Olympische Sommerspiele 1912)
- Söderstadion – Stockholm
- Tele2 Arena – Stockholm
- Norrporten Arena – Sundsvall
- Vångavallen – Trelleborg
- Rimnersvallen – Uddevalla
- T3 Arena – Umeå
- Vilundavallen – Upplands Väsby
- Arosvallen – Västerås
- Värendsvallen – Växjö

### Serbien
- Stadion Rajko Mitić – Belgrad
- Stadion Partizana – Belgrad

### Slowakei
- Štadión SNP – Banská Bystrica
- Štadión Pasienky – Bratislava
- Národný futbalový štadión – Bratislava
- Mestský štadión Dubnica nad Váhom – Dubnica nad Váhom
- Mestský štadión Dunajská Streda – Dunajská Streda
- Štadión Humenné – Humenné
- Štadión Lokomotíva – Košice
- Štadión pod Zoborom – Nitra
- Štadión Tatran – Prešov
- Štadión MFK Ružomberok – Ružomberok
- Národné tréningové centrum Senec – Senec
- OMS Arena – Senica
- Štadión na Sihoti – Trenčín
- City Arena – Štadión Antona Malatinského – Trnava
- Štadión pod Dubňom – Žilina
- Štadión Zlaté Moravce – Zlaté Moravce

### Slowenien
- Sinovi Burje Stadion – Ajdovščina
- Arena Petrol – Celje
- NK Bela krajina Stadion – Črnomelj
- Športni Park – Domžale
- Športni park Ivančna Gorica – Ivančna Gorica
- Mestni Stadion – Izola
- Športni park Aluminij – Kidričevo
- Gaj Stadion – Kočevje
- Ivana Gregoriča Stadion – Koper
- Stadion ŠRC Bonifika – Koper
- Športni Center Stanko Mlakar – Kranj
- Matije Gubca Stadion – Krško
- Mestni Stadion – Lendava
- Stadion Stožice – Ljubljana
- ŽŠD Stadion – Ljubljana
- Športni park Svoboda – Ljubljana
- ŠD Slavija Stadion – Ljubljana
- Stadion Ljudski vrt – Maribor
- Športni park Tabor – Maribor
- Fazanerija-Stadion – Murska Sobota
- Športni Park – Nova Gorica
- Portoval Stadion – Novo mesto
- Na Prevaljah Stadion – Prevalje
- Mestni Stadion – Ptuj
- Stadion Dobrava – Slovenske Konjice
- Šmartno Stadion – Šmartno ob Paki
- Stadion Rajko Štolfa – Sežana
- Ob Jezeru Stadion – Velenje
- Mestni Stadion – Zagorje ob Savi

### Spanien
- Estadio Riazor – A Coruña

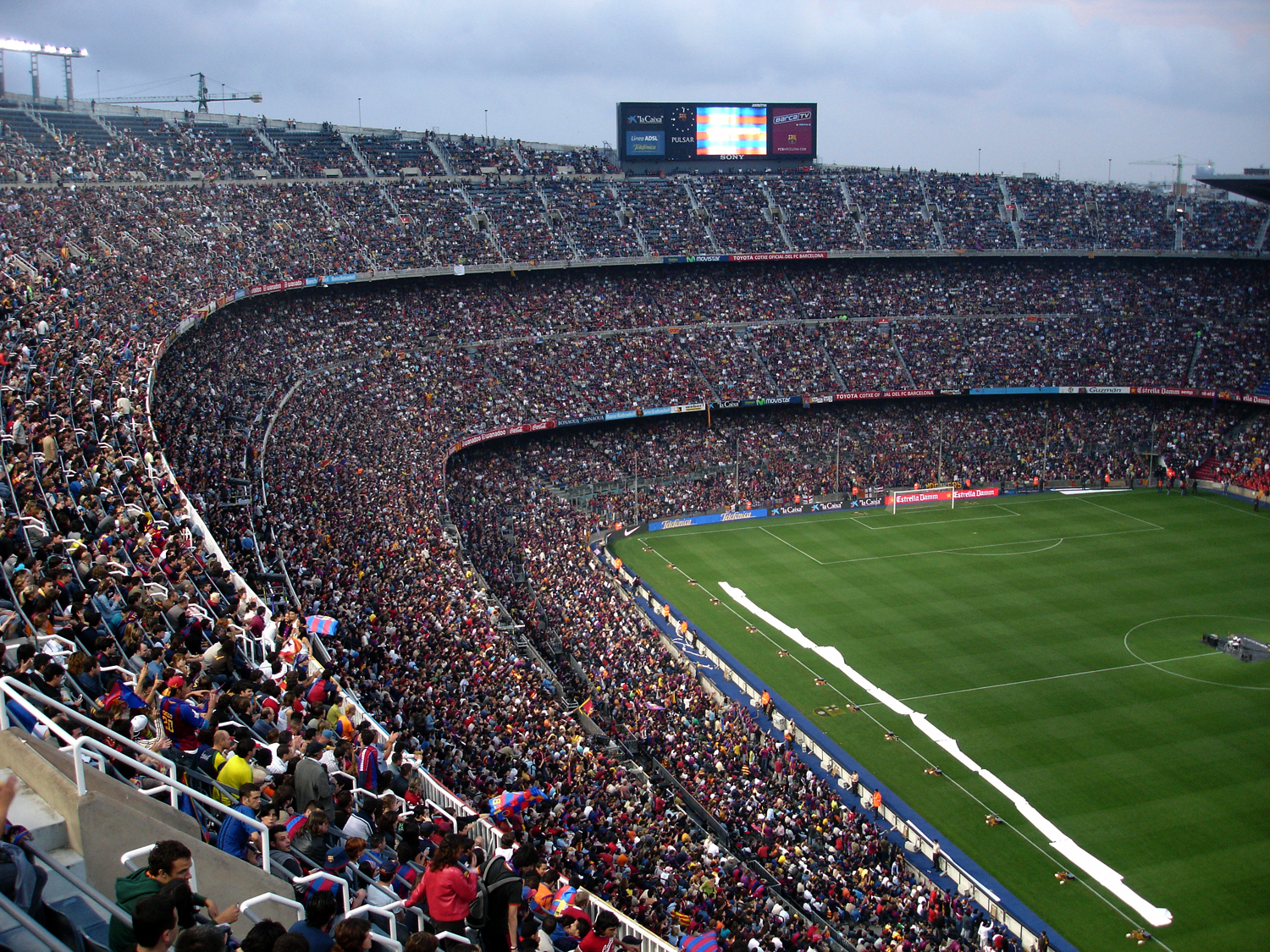
Camp Nou, Barcelona

- Estadio Carlos Belmonte – Albacete
- Camp Municipal del Collao – Alcoi
- Estadio Municipal de Santo Domingo – Alcorcón
- Estadio José Rico Pérez – Alicante
- Estadio Francisco de la Hera – Almendralejo
- Estadio de los Juegos Mediterráneos – Almería
- Estadio Román Suárez Puerta – Avilés
- Estadio Nuevo Vivero – Badajoz
- Camp del Centenari – Badalona
- Estadi Municipal de Badalona – Badalona
- RCDE Stadium – Cornellà de Llobregat, Barcelona
- Camp Nou – Barcelona (UEFA-Kategorie 4)
- Olympiastadion Barcelona – Barcelona (UEFA-Kategorie 4)
- Camp Municipal Narcís Sala – Barcelona
- Estadi Johan Cruyff – Barcelona
- Estadi Sarrià – Barcelona
- Mini Estadi – Barcelona
- Nou Sardenya – Barcelona
- Estadio de Lopez Cortázar – Basauri
- Estadio San Mamés (1913) – Bilbao
- Estadio San Mamés (2013) – Bilbao (UEFA-Kategorie 4)
- Estadio Municipal de El Plantío – Burgos
- Estadio Los Silos – Burjassot
- Estadio Príncipe Felipe – Cáceres
- Estadio Ramón de Carranza – Cádiz
- Campo do Morrazo – Cangas de Morrazo
- Estadio Cartagonova – Cartagena
- Nou Castalia – Castellón de la Plana
- Estadio Municipal Alfonso Murube – Ceuta
- Estadio Nuevo Arcángel – Córdoba
- Estadio Municipal de Ipurua – Eibar
- Estadio Municipal de Santo Domingo – El Ejido
- Estadio Manuel Martínez Valero – Elche
- Estadio Pepico Amat – Elda
- Estadi Municipal de Vilatenim – Figueres
- Estadio Fernando Torres – Fuenlabrada
- Coliseum – Getafe
- Estadio Municipal de Gobela – Getxo
- Estadio Municipal El Molinón – Gijón
- Estadi Municipal de Montilivi – Girona
- Estadio Nuevo Los Cármenes – Granada
- Estadio Pedro Escartín – Guadalajara
- Nuevo Colombino – Huelva
- Estadio El Alcoraz – Huesca
- Nou Camp d’Inca – Inca
- Stadium Gal – Irun
- Nuevo Estadio de la Victoria – Jaén
- Estadio La Juventud – Jerez de la Frontera
- Estadio Municipal de Chapín – Jerez de la Frontera
- Estadi Municipal de Futbol de l’Hospitalet – L’Hospitalet de Llobregat
- Estadio Ganzábal – Langreo
- Estadio de Gran Canaria – Las Palmas de Gran Canaria
- Estadio Municipal de Butarque – Leganés
- Estadio Municipal Reino de León – León
- Camp d’Esports – Lleida
- Estadio Las Gaunas – Logroño
- Estadio Francisco Artés Carrasco – Lorca
- Estadio Anxo Carro – Lugo
- Estadio de Chamartín – Madrid
- Estadio Vicente Calderón – Madrid (UEFA-Kategorie 4)

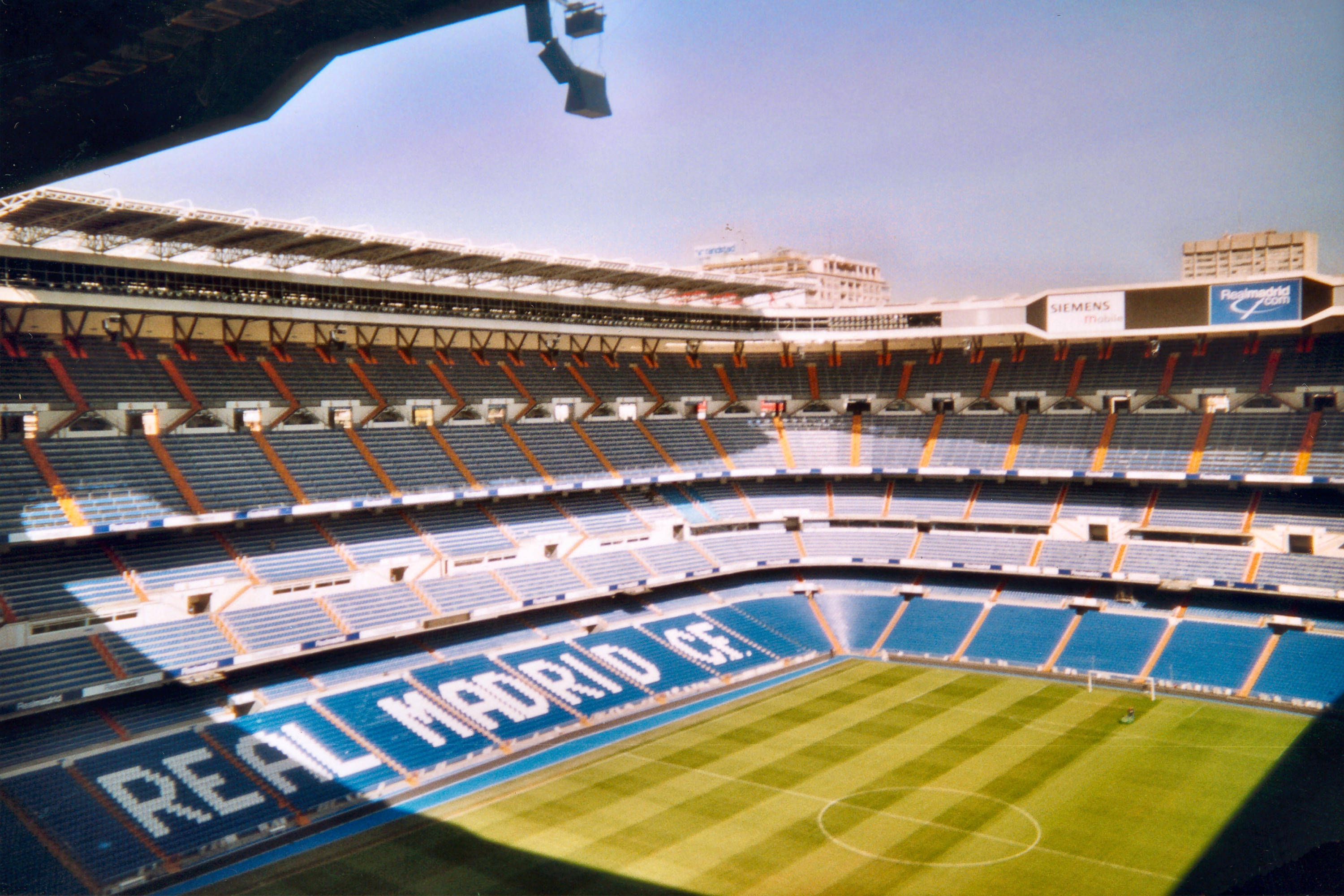
Estadio Santiago Bernabéu, Madrid

- Estadio Santiago Bernabéu – Madrid (UEFA-Kategorie 4)
- Estadio Alfredo Di Stéfano – Madrid
- Campo de Fútbol de Vallecas – Madrid
- Estadio Nacional Universidad Complutense – Madrid
- Stadium Metropolitano – Madrid
- Estadio Metropolitano – Madrid
- Estadio La Rosaleda – Málaga
- Estadio Municipal Álvarez Claro – Melilla
- Estadio Romano – Mérida
- Estadio Hermanos Antuña – Mieres
- Estadio Municipal de Anduva – Miranda de Ebro
- Estadio Escribano Castilla – Motril
- Estadio Nueva Condomina – Murcia
- La Condomina – Murcia
- Estadio Nuevo Carlos Tartiere – Oviedo
- Estadio O Couto – Ourense
- Iberostar Estadi – Palma de Mallorca
- Estadi Palamós Costa Brava – Palamós
- Estadio La Nueva Balastera – Palencia
- Estadio El Sadar – Pamplona
- Estadio El Toralín – Ponferrada
- Estadio Municipal de Pasarón – Pontevedra
- Estadio Camp Nou Municipal – Reus
- Nova Creu Alta – Sabadell
- Estadio Helmántico – Salamanca
- Estadio Anoeta – San Sebastián
- Estadio Heliodoro Rodríguez López – Santa Cruz de Tenerife
- Estadio Multiusos de San Lázaro – Santiago de Compostela
- Campos de Sport de El Sardinero – Santander
- Estadio La Romareda – Saragossa
- Estadio Benito Villamarín – Sevilla
- Estadio Ramón Sánchez Pizjuán – Sevilla
- Olympiastadion Sevilla – Sevilla (UEFA-Kategorie 4)
- Nuevo Estadio Los Pajaritos – Soria
- Nou Estadi de Tarragona – Tarragona
- Estadio Salto del Caballo – Toledo
- Estadio El Malecón – Torrelavega
- Estadio Mestalla – Valencia
- Estadio Ciudad de Valencia – Valencia
- Nuevo Estadio Municipal José Zorrilla – Valladolid
- Estadio Balaídos – Vigo
- Estadio A Lomba – Vilagarcía de Arousa
- Estadio de la Cerámica – Villarreal
- Campo Municipal de Deportes Nuestra Señora de la Caridad – Villarrobledo
- Estadio Mendizorrotza – Vitoria-Gasteiz

### Tschechien
- Městský stadion Benešov – Benešov
- Stadion FK Chmel Blšany – Blšany

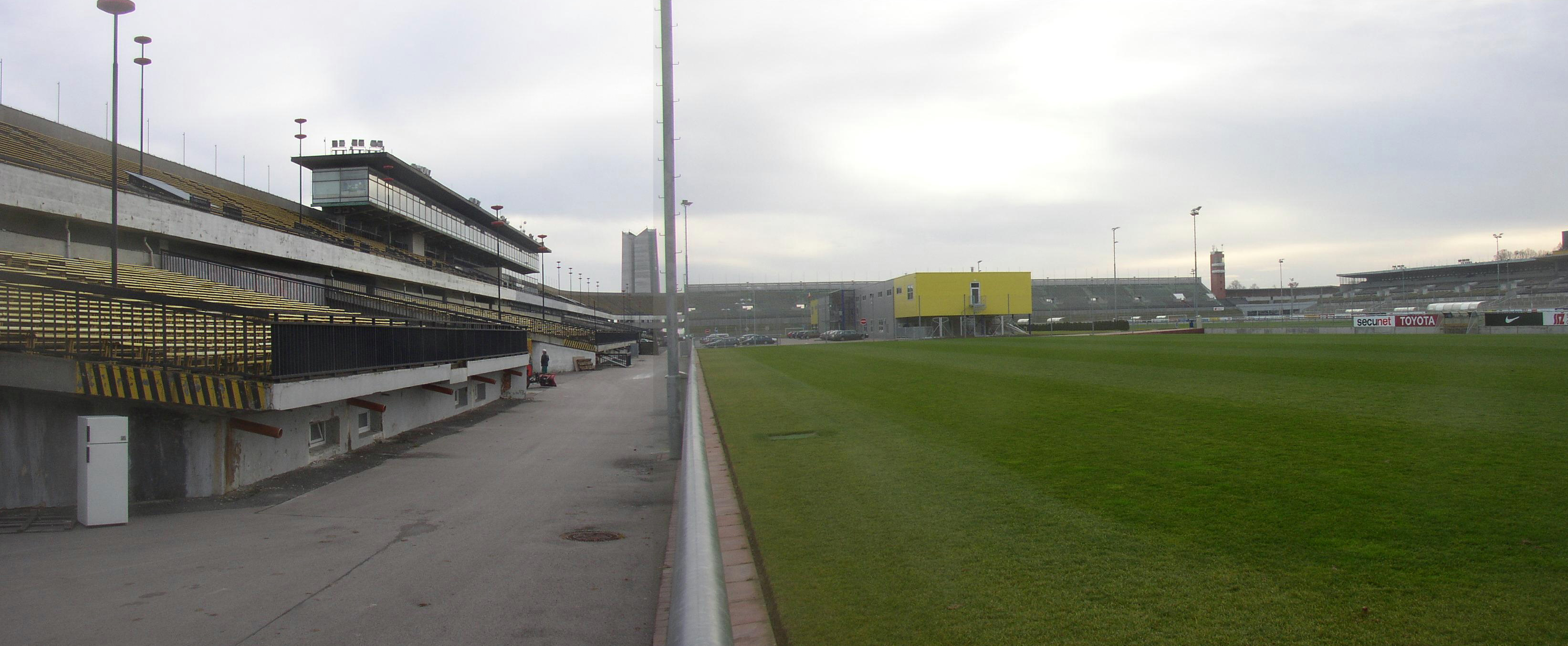
Strahov, Prag

- Městský fotbalový stadion Srbská – Brünn
- Stadion Za Lužánkami – Brünn
- Stadion Pod Hrádkem – Čáslav
- Stadion Střelecký ostrov – Budweis
- Stadion Lokomotiva – Cheb
- Fotbalový stadion Drnovice – Drnovice
- Všesportovní stadion – Hradec Králové
- Stadion Střelnice – Jablonec
- Stadion v Jiráskově ulici – Jihlava
- Městský stadion Karviná – Karviná
- Stadion Františka Kloze – Kladno
- Stadion Na Bašte – Lázně Bohdaneč
- Stadion u Nisy – Liberec
- Městský stadion Mladá Boleslav – Mladá Boleslav
- Fotbalový stadion Josefa Masopusta – Most
- Andrův stadion – Olmütz
- Stadión v Městských sadech – Opava
- Stadion Bazaly – Ostrava
- Městský stadion – Vítkovice Aréna – Ostrava
- Doosan Arena – Pilsen
- Generali Arena – Prag
- Stadion Ďolíček – Prag
- Stadion Evžena Rošického – Prag
- Stadion Motorlet – Prag
- Stadion Na Chvalech – Prag
- Stadion Juliska – Prag
- Strahov-Stadion – Prag
- Eden Aréna – Prag
- eFotbal Aréna – Prag
- Stadion Na Litavce – Příbram
- Stadion FK Baník Sokolov – Sokolov
- Stadion Na Stínadlech – Teplice
- Stadion Rudolfa Labaje – Třinec
- Městský fotbalový stadion – Uherské Hradiště
- Městský stadion Ústí nad Labem – Ústí nad Labem
- Stadion Letná – Zlín

### Türkei

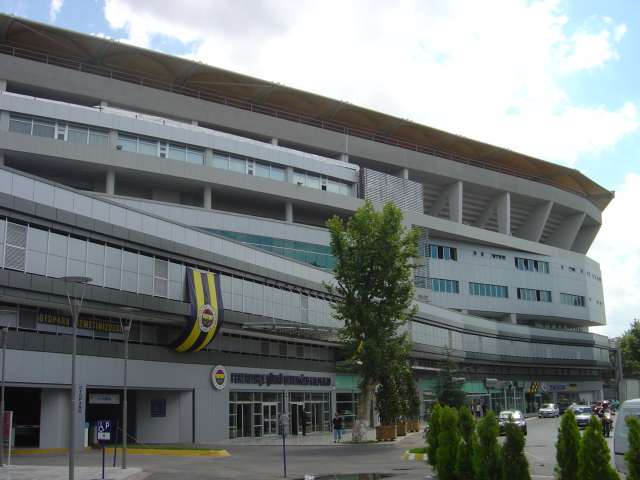
Şükrü Saracoğlu Stadı, Istanbul

- Adana 5 Ocak Fatih Terim Stadı – Adana
- Yeni Adana Stadyumu – Adana
- Adıyaman Atatürk Stadı – Adıyaman
- Akçaabat Fatih Stadı – Akçaabat
- Spor Toto Akhisar Stadyumu – Akhisar
- Ankara 19 Mayıs Stadı – Ankara
- Aktepe Stadı – Ankara
- Cebeci İnönü Stadı – Ankara
- Eryaman Stadyumu – Ankara
- Osmanlı Stadı – Ankara
- Antalya Atatürk Stadı – Antalya
- Antalya Stadyumu – Antalya
- Afyon Atatürk Stadi – Afyonkarahisar
- Adnan Menderes Stadı – Aydın
- Şenlikköy Stadı – Bakırköy
- Bolu Atatürk Stadı – Bolu
- Bursa Atatürk Stadı – Bursa
- Timsah Arena – Bursa
- 18 Mayis Stadı – Çanakkale
- Ceyhan Sehir Stadı – Ceyhan
- Çorum Stadı – Çorum
- Denizli Atatürk Stadı – Denizli
- Doğan Seyfi Atlı Stadı – Denizli
- Diyarbakır Atatürk Stadyumu – Diyarbakır
- Diyarbakır Stadyumu – Diyarbakır
- Elazığ Atatürk Stadı – Elazığ
- Kâzım Karabekir Stadyumu – Erzurum
- Eskişehir Atatürk Stadı – Eskişehir
- Eskişehir Yeni Atatürk Stadı – Eskişehir
- Ostim Stadyumu – Etimesgut
- Gaziantep Stadyumu – Gaziantep
- Kâmil Ocak Stadı – Gaziantep
- Giresun Atatürk Stadı – Giresun
- Iğdır Şehir Stadyumu – Iğdır
- İnegöl Stadı – İnegöl
- Ali Sami Yen Stadyumu – Istanbul
- Atatürk Olimpiyat Stadyumu – Istanbul (UEFA-Kategorie 4)
- Bahçelievler Stadı – Istanbul
- Beykoz Stadı – Istanbul
- İnönü Stadı – Istanbul
- Şükrü Saracoğlu Stadı – Istanbul (UEFA-Kategorie 4)
- Kartal Stadı – Istanbul
- Mihmar Yahya Baş Stadı – Istanbul
- Recep Tayyip Erdoğan Stadı – Istanbul

- Türk Telekom Stadyumu – Istanbul
- Vodafone Park – Istanbul
- Zeytinburnu Stadı – Istanbul
- Alsancak Stadı – Izmir
- Buca Arena – İzmir
- Gürsel Aksel Stadyumu – İzmir
- İzmir Atatürk Stadı – İzmir
- İsmetpaşa Stadyumu – İzmit
- Kocaeli Stadyumu – İzmit

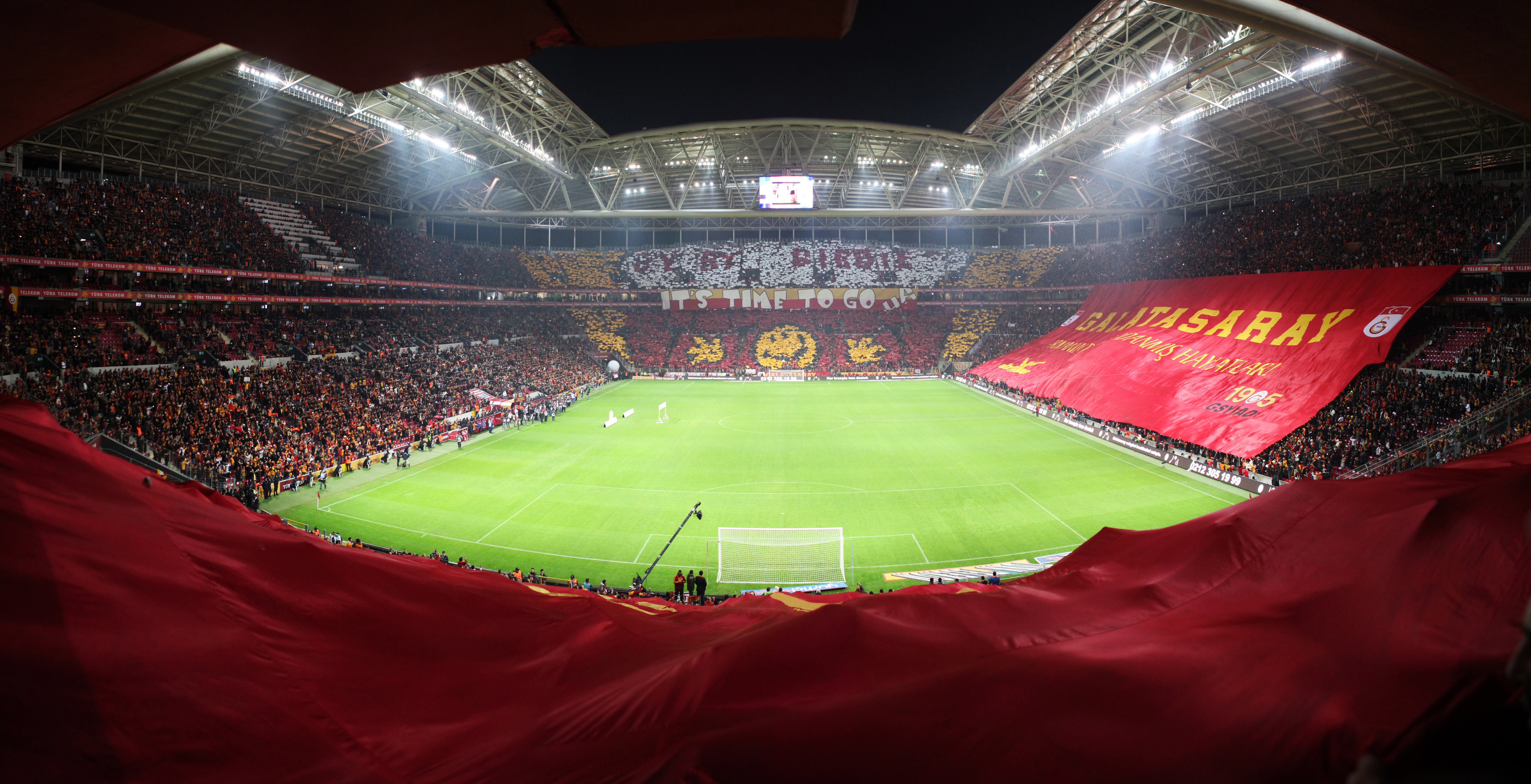
Türk Telekom Stadyumu, Istanbul

- Hanefi Mahçiçek Stadı – Kahramanmaraş
- Dr. Necmettin Şeyhoğlu Stadı – Karabük
- Kartal Stadı – Kartal
- Kayseri Atatürk Stadyumu – Kayseri
- Kayseri Kadir Has Stadı – Kayseri
- Fikret Karabudak Stadyumu – Kırıkkale
- Konya Atatürk Stadyumu – Konya
- Konya Büyükşehir Stadı – Konya
- Recep Konuk Stadı – Konya
- Manisa 19 Mayıs Stadı – Manisa
- Malatya İnönü Stadı – Malatya
- Yeni Malatya Stadyumu – Malatya
- Mersin Arena – Mersin
- Tevfik Sırrı Gür Stadı – Mersin
- Ordu 19 Eylül Stadı – Ordu
- Pazar İlçe Stadı – Rize
- Rize Atatürk Stadı – Rize
- Çaykur Didi Stadı – Rize
- Adapazarı Atatürk Stadı – Sakarya
- Sakarya Atatürk Stadı – Sakarya
- Samsun 19 Mayıs Stadı (1975) – Samsun
- Samsun 19 Mayıs Stadı (2017) – Samsun
- Sivas 4 Eylül Stadı – Sivas
- Yeni 4 Eylül Stadyumu – Sivas
- Gazi Osmanpasa Stadı – Tokat
- Medical Park Stadyumu – Trabzon
- Hüseyin Avni Aker Stadı – Trabzon
- 1 Eylül Stadı – Uşak
- Van Atatürk Stadı – Van
- Bozok Stadyumu – Yozgat

### Ukraine
- Metalist-Stadion – Charkiw
- Dniprostadion – Dnipro
- Meteorstadion – Dnipro
- Donbass Arena – Donezk (UEFA-Kategorie 4)
- Metalurh-Stadion – Donezk
- Stadion RSK Olimpijskyj – Donezk
- Zentralstadion Schachtar – Donezk
- Stadion Kolos – Kiew
- Olympiastadion Kiew – Kiew (UEFA-Kategorie 4)
- Obolon-Stadion – Kiew
- Walerij-Lobanowskyj-Stadion – Kiew
- Sirka-Stadion – Kirowohrad
- Metalurh-Stadion – Krywyj Rih
- Arena Lwiw – Lemberg
- Ukrajina-Stadion – Lemberg
- Awanhard-Stadion – Luhansk
- Illitschiwez-Stadion – Mariupol
- Zentralstadion Tschornomorez (Schwarzmeerstadion) – Odessa
- Alexei-Butowski-Worskla-Stadion – Poltawa
- Slawutytsch-Arena – Saporischschja
- RSC Lokomotiv Stadion – Simferopol
- Ternopilskij Misky Stadion – Ternopil

### Ungarn
- Bozsik-József-Stadion – Budapest

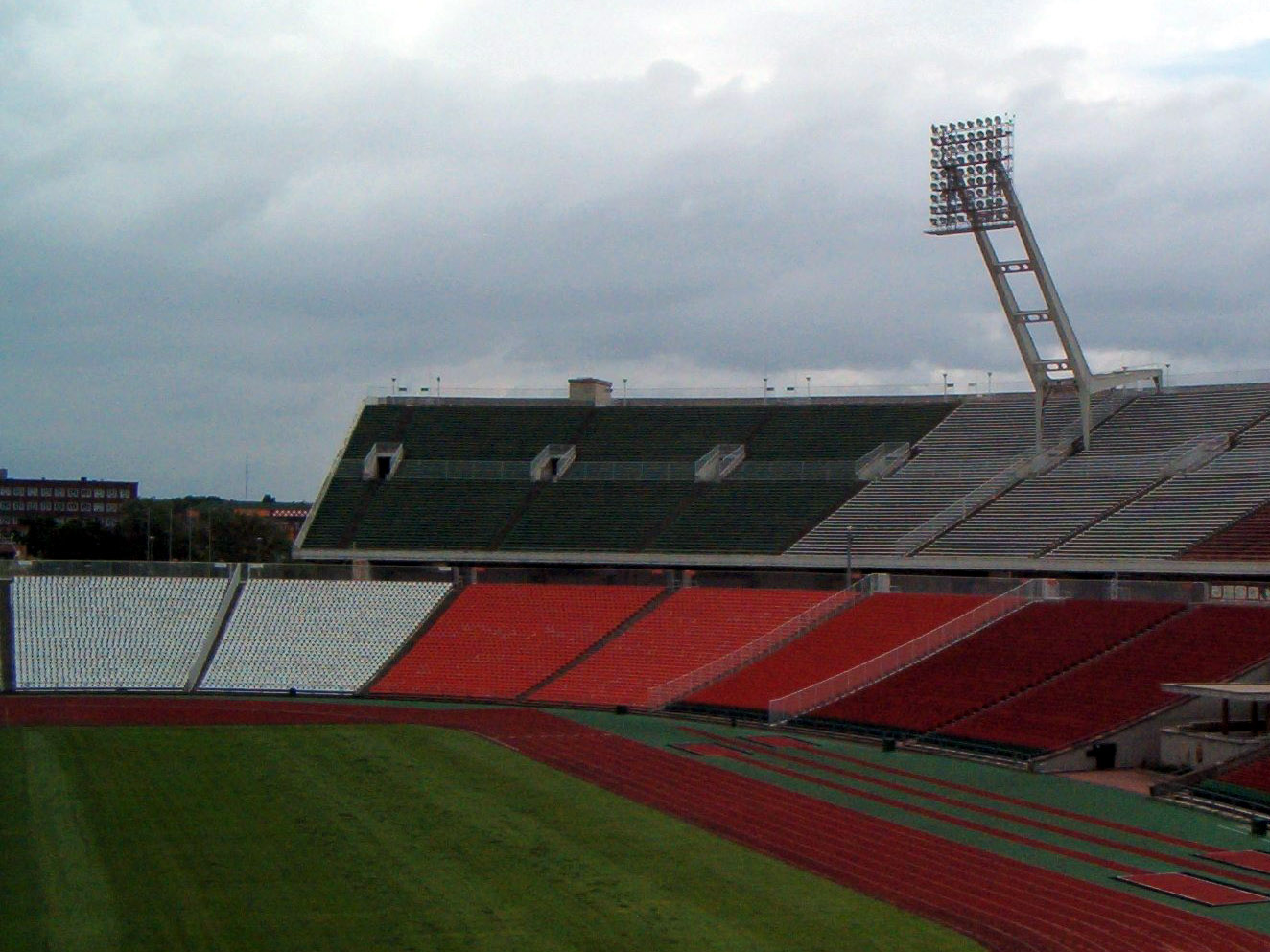
Ferenc-Puskás-Stadion, Budapest

- Puskás Ferenc Stadion (Népstadion) – Budapest
- Groupama Aréna (Albert-Flórián-Stadion) – Budapest (UEFA-Kategorie 4)
- Hidegkuti-Nándor-Stadion – Budapest
- Illovszky-Rudolf-Stadion – Budapest
- Budai II László Stadion – Budapest
- Szusza Ferenc Stadion – Budapest
- Nagyerdei-Stadion – Debrecen (UEFA-Kategorie 4)
- Oláh Gábor úti Stadion – Debrecen
- Dunaferr Aréna – Dunaújváros
- Pancho Arena – Felcsút
- ETO Park – Győr
- Rákoczi-Stadion – Kaposvár
- Széktói Stadion – Kecskemét
- DVTK Stadion – Miskolc
- Városi-Stadion – Nyíregyháza
- Stadion PSE – Paks
- Perutz-Stadion – Pápa
- Mecsekaljai-Stadion – Pécs
- Géza-Révész-Stadion – Siófok
- Sóstói Stadion (1967) – Székesfehérvár
- Sóstói Stadion (2018) – Székesfehérvár
- Tiszaligeti Stadion – Szolnok
- Rohonci úti Stadion – Szombathely
- Stadion Tatabánya – Tatabánya
- Vác Város Önkormányzata – Vác
- ZTE-Arena – Zalaegerszeg

### Belarus
- Spartak-Stadion – Babrujsk
- Haradski-Stadion – Baryssau
- Dinamo-Stadion – Brest
- Regionaler Sportkomplex Brest – Brest
- Zentralstadion – Homel
- Njoman-Stadion – Hrodna
- Spartak-Stadion – Mahiljou
- Haradski-Stadion – Maladsetschna
- Junaztwa-Stadion – Masyr
- Dinamo-Stadion – Minsk
- Dinamo-Yuni-Stadion – Minsk
- Torpedo-Stadion Minsk – Minsk
- Traktar-Stadion – Minsk
- Atlant-Stadion – Nawapolazk
- Schachzjor-Stadion – Salihorsk
- Stroitel-Stadion – Salihorsk
- Torpedo-Stadion – Schodsina
- Junaztwa-Stadion – Smarhon
- Zentraler Sportkomplex Wizebsk – Wizebsk

### Zypern
- Dasaki-Stadion – Achna
- Aradippou-Stadion – Aradippou
- GSE-Stadion – Famagusta
- Dimotiko Chlorakas – Chlorakas
- Geroskipou-Stadion – Geroskipou
- Anagennisi Football Ground – Deryneia
- Kyperounta-Stadion – Kyperounta
- Ammochostos-Stadion – Larnaka
- Antonis-Papadopoulos-Stadion – Larnaka
- Tsirio-Stadion – Limassol
- Grigoris Afxentiou – Lysi
- Makario-Stadion – Nikosia
- GSP-Stadion – Nikosia
- Theodorio-Koinotikou-Stadion – Nisou
- Pafiako-Stadion – Paphos
- Paralimni-Stadion – Paralimni
- Peristerona-Stadion – Peristerona
- Peyia Municipal Stadium – Peyia
- Koinotiko Sotiras – Sotira

## Afrika

### Algerien
- Grand Stade d’Alger – Algier
- Stade Omar Hammadi – Algier
- Stade 5 Juillet 1962 – Algier
- Stade Frères Zioui – Algier
- Stade de l’USMA – Algier
- Stade Omar Benhaddad – Algier
- Stade 19 Mai 1956 – Annaba
- Stade 1er Novembre – Batna
- Stade Seffouhi – Batna
- Stade de l’Unité Maghrébine – Bejaia
- Complexe Sportif d’El Alia – Biskra
- Stade Mustapha Tchaker – Blida
- Stade 20 August 1955 – Bordj Bou Arreridj
- Stade Ben Abdelmalek – Constantine
- Stade Chahid Hamlaoui – Constantine
- Stade Boumezrag Mohamed – Ech Cheliff
- Stade Messaoud Zougar – El Eulma
- Stade 1er Novembre – El-Harrach
- Stade Ahmed Zabana – Oran
- Stade du MC Oran – Oran
- Stade Habib Bouakeul – Oran
- Stade olympique d’Oran – Oran
- Stade Tahar Zoughari – Relizane
- Stade Olympique – Saida
- Stade 8 Mai 1945 – Sétif
- Stade 24 Fevrier 1956 – Sidi bel Abbès
- Stade Ahmed Kaïd – Tiaret
- Stade 1er Novembre – Tizi Ouzou
- Stade Akit Lotfi – Tlemcen
- Stade Birouana – Tlemcen

### Ägypten
- Alexandria Stadium – Alexandria
- Stadion Borg el-ʿArab – Alexandria
- Harras El-Hedoud Stadium – Alexandria
- El-Guna-Stadion – el-Guna
- Ismailia Stadium – Ismailia
- Al Salam Stadium – Kairo
- Cairo International Stadium – Kairo
- Cairo Military Academy Stadium – Kairo
- Osman Ahmad Osman Stadium – Kairo
- Port-Said-Stadion – Port Said
- Mubarak Stadium – Sues

### Angola
- Estádio Nacional de Ombaka – Benguela
- Estádio Municipal de Benguela – Benguela
- Estádio Nacional de Chiazi – Cabinda
- Estádio do Tafe – Cabinda
- Estádio Quintalão – Dundo, Lunda Norte
- Estádio da Ferrovia – Huambo
- Estádio Nacional da Tundavala – Huíla
- Estádio de Militar Huíla – Huíla
- Campo de São Paulo – Luanda
- Estádio Cidade Universitária – Luanda
- Estádio 11 de Novembro – Luanda
- Estádio Nacional dos Coqueiros – Luanda
- Estádio Joaquim Dinis – Luanda
- Estádio Nossa Senhora do Monte – Lubango
- Estádio Joaquim Morais – Moçâmedes
- Estádio Imbomdeiro – Soyo
- Estádio do Santos – Viana

### Äquatorialguinea
- Estadio de Bata – Bata
- Estadio La Libertad – Bata
- Estadio Internacional – Malabo
- Nuevo Estadio de Malabo – Malabo

### Äthiopien
- Awassa-Kenema-Stadion – Awassa
- Addis-Abeba-Stadion – Addis Abeba
- Dire-Dawa-Stadion – Dire Dawa

### Benin
- Stade de l’Amitié – Cotonou
- Stade Charles de Gaulle – Porto-Novo

### Botswana
- Botswana National Stadium – Gaborone
- Lobatse-Stadion – Lobatse

### Burkina Faso
- Stade Omnisports de Bobo-Dioulasso – Bobo-Dioulasso
- Stade du 4-Août – Ouagadougou
- Stade Dr Issoufou Joseph Conombo – Ouagadougou

### Dschibuti
- Stade National El Hadj Hassan Gouled Aptidon – Dschibuti

### Elfenbeinküste
- Stade Félix Houphouët-Boigny – Abidjan
- Stade Municipal d’Abidjan – Abidjan
- Stade Robert Champroux – Abidjan
- Stade Municipal – Bingerville
- Stade Bouaké – Bouaké
- Stade Municipal – Bouna
- Stade Municipal – Daloa
- Stade d’Issia – Issia
- Stade El Hadj Mamadou Coulibaly – Odienné
- Stade Municipal – San-Pédro

### Eritrea
- Asmara-Stadion – Asmara

### Gabun
- Stade de Franceville – Franceville
- Stade d’Angondjé – Libreville

### Gambia
- Independence Stadium – Bakau
- Box Bar Stadium – Banjul

### Ghana
- Accra Sports Stadium – Accra
- Baba-Yara-Stadion – Kumasi
- Sekondi-Takoradi-Stadion – Sekondi-Takoradi
- Coronation Park – Sunyani
- Tamale-Stadion – Tamale

### Guinea
- Stade du 28 Septembre – Conakry

### Guinea-Bissau
- Estádio 24 de Setembro – Bissau
- Estádio Lino Correia – Bissau

### Kamerun
- Stade de la Réunification – Douala
- Ahmadou-Ahidjo-Stadion – Yaoundé

### Kap Verde
- Estádio da Várzea – Praia

### Kenia
- Moi International Sports Complex – Nairobi

### Komoren
- Stade International Saïd Mohamed Cheikh – Mitsamiouli
- Stade de Beaumer – Moroni

### Demokratische Republik Kongo
- Stade des Martyrs – Kinshasa

### Republik Kongo
- Stadion Alphonse Massemba-Débat – Brazzaville
- Stade Municipal – Pointe-Noire

### Lesotho
- Setsoto Stadium – Maseru

### Liberia
- Antoinette Tubman Stadium – Monrovia
- Samuel Kanyon Doe Sports Complex – Paynesville

### Libyen
- Stadion des 28. März – Bengasi
- Stadion des 11. Juni – Tripolis

### Madagaskar
- Stade Municipal de Mahamasina – Antananarivo

### Mali
- Stade Modibo Keïta – Bamako

### Marokko
- Stade Adrar – Agadir
- Stade Mohammed V – Casablanca
- Fès-Stadion – Fès
- Stade de Marrakech – Marrakesch
- Stade Moulay Abdallah – Rabat
- Stade Boubker Ammar – Salé
- Grand Stade de Tanger – Tanger
- Stade de Marchan – Tanger
- Stade Saniat Rmel – Tétouan

### Mauretanien
- Stade Olympique – Nouakchott

### Mosambik
- Estádio Nacional do Zimpeto – Maputo
- Estádio da Machava – Matola

### Namibia
- Independence Stadium – Oshakati
- Rundu-Stadion – Rundu
- Kuisebmund-Stadion – Walvis Bay
- Hage-Geingob-Stadion – Windhoek
- Khomasdal-Stadion – Windhoek
- Ramblers-Stadion – Windhoek
- SKW-Stadion – Windhoek
- Sam-Nujoma-Stadion – Windhoek
- Independence Stadium – Windhoek

### Niger
- General-Seyni-Kountché-Stadion – Niamey

### Nigeria
- Enyimba International Stadium – Aba
- MKO Abiola Stadium – Abeokuta
- Abuja National Stadium – Abuja
- Teslim Balogun Stadium – Abuja
- Akure Township Stadium – Akure
- Abubakar Tafawa Balewa Stadium – Bauchi
- Samuel Ogbemudia Stadium – Benin City
- U. J. Esuene Stadium – Calabar
- Nnamdi Azikiwe Stadium – Enugu
- Abubakar Umar Memorial Stadium – Gombe
- JS Tarka Stadium – Gboko
- Gateway Stadium – Ijebu-Ode
- Lekan Salami Stadium – Ibadan
- Liberty Stadium – Ibadan
- Jalingo City Stadium – Jalingo
- Rwang Pam Stadium – Jos
- Ahmadou Bello Stadium – Kaduna
- Ranchers Bees Stadium – Kaduna
- Sani Abacha Stadium – Kano
- Onikan Stadium – Lagos
- Surelere Stadium – Lagos
- El-Kanemi Stadium – Maiduguri
- Aper Aku Stadium – Makurdi
- Dan Anyiam Stadium – Owerri
- Liberation Stadium – Port Harcourt
- Sharks Stadium – Port Harcourt
- Uyo Township Stadium – Uyo
- Warri Township Stadium – Warri

### Ruanda
- Stade Amahoro – Kigali

### Sambia
- Konkola Stadium – Chililabombwe
- Nchanga Stadium – Chingola
- Independence Stadium – Lusaka
- Sunset Stadium – Lusaka
- Levy Mwanawasa Stadium – Ndola

### São Tomé und Príncipe
- Estádio Nacional 12 de Julho – São Tomé

### Senegal
- Stade Al Djigo – Dakar
- Stade de ASC HLM – Dakar
- Stade de DUC Dakar – Dakar
- Stade de Diaraf – Dakar
- Stade Léopold Sédar Senghor – Dakar
- Stade Demba Diop – Dakar
- Stade Port Autonome – Dakar
- Stade Municipal de Djourbel – Diourbel
- Stade Lamine Guèye – Kaolack
- Stade ASEC Ndiambour – Louga
- Stade Municipal de Mbour – M’Bour
- Stade Municipal de Richard Toll – Richard Toll
- Stade Ngalandou Diouf – Rufisque
- Stade de Linguère – Saint-Louis
- Stade Maniang Soumaré – Thiès
- Stade Aline Sitoe Diatta – Ziguinchor

### Seychellen
- Stade Linité – Victoria
- Volksstadion – Victoria

### Sierra Leone
- Nationalstadion – Freetown

### Simbabwe
- Queens Sports Club – Bulawayo
- Harare Sports Club – Harare
- National Sports Stadium – Harare

### Somalia
- Mogadischu-Stadion – Mogadischu

### Sri Lanka
- Paikiasothy Saravanamuttu Stadium – Colombo
- R. Premadasa Stadium – Colombo
- Sinhalese Sports Club Ground – Colombo
- Galle International Stadium – Galle
- Mahinda Rajapaksa International Stadium – Hambantota
- Muttiah Muralitharan International Cricket Stadium – Kandy

### Sudan
- Stadion von Bur Sudan – Bur Sudan
- Stadion von Khartum – Khartum
- Al-Hilal Stadion – Omdurman
- al-Merreikh Stadion – Omdurman

### Südafrika
- Atteridgeville Super Stadium – Atteridgeville
- Free-State-Stadion – Bloemfontein
- Mangaung Oval – Bloemfontein
- SuperSport Park – Centurion
- Moses-Mabhida-Stadion – Durban
- Sahara Stadium Kingsmead – Durban
- Buffalo Park – East London
- Eastern Province Rugby Union Stadium (auch EPRU Stadium, Boet Erasmus Stadium) – Gqeberha
- Nelson-Mandela-Bay-Stadion – Gqeberha
- St George’s Park – Gqeberha
- Soccer City – Johannesburg
- Ellis-Park-Stadion – Johannesburg
- Wanderers Stadium – Johannesburg
- Kapstadt-Stadion – Kapstadt
- Newlands-Stadion – Kapstadt
- Newlands Cricket Ground – Kapstadt
- Kimberley-Stadion – Kimberley
- De Beers Diamond Oval – Kimberley
- Mbombela-Stadion – Mbombela
- Nicky-Oppenheimer-Stadion – Orkney
- Boland Park – Paarl
- Peter-Mokaba-Stadion – Polokwane
- Senwes Park – Potchefstroom
- Loftus-Versfeld-Stadion – Pretoria
- Rainbow-Junction-Stadion – Pretoria
- Royal-Bafokeng-Stadion – Rustenburg

### Südsudan
- Juba-Stadion – Juba

### Eswatini
- Somhlolo National Stadium – Lobamba

### Tansania
- Benjamin-Mkapa-Nationalstadion – Daressalam

### Togo
- Stade de Kégué – Lomé

### Tschad
- Stade Omnisports Idriss Mahamat Ouya – N’Djamena

### Tunesien
- Stadion des 15. Oktobers – Bizerta
- Stadion Mustapha Ben Jannet – Monastir
- Stadion des 14. Januar (ehemals: Stadion des 7. November) – Radès
- Stade Taïeb Mhiri – Sfax
- Stade Olympique de Sousse – Sousse
- Stade Chedli Zouiten – Tunis
- Stade El Menzah – Tunis

### Uganda
- Mandela National Stadium – Kira Town bei Kampala

### Zentralafrikanische Republik
- Complexe Sportif Barthélemy Boganda – Bangui.

## Asien

### Afghanistan
- Ghazi-Stadion – Kabul
- Afghanistan Football Federation Stadium – Kabul

### Bahrain
- Madīnat’Īsá – Issa Town
- Al-Ahli Stadion – Manama
- Al-Muharraq – Muharraq
- Bahrain National Stadium – Riffa

### Bangladesch
- M. A. Aziz Stadium – Chittagong
- National Stadium (Dhaka) – Dhaka
- Sher-e-Bangla Mirpur Stadium – Dhaka

### Bhutan
- Changlimithang Stadium – Thimphu

### BruneiDarussalam
- Sultan Hassanal Bolkiah Stadium – Bandar Seri Begawan

### China

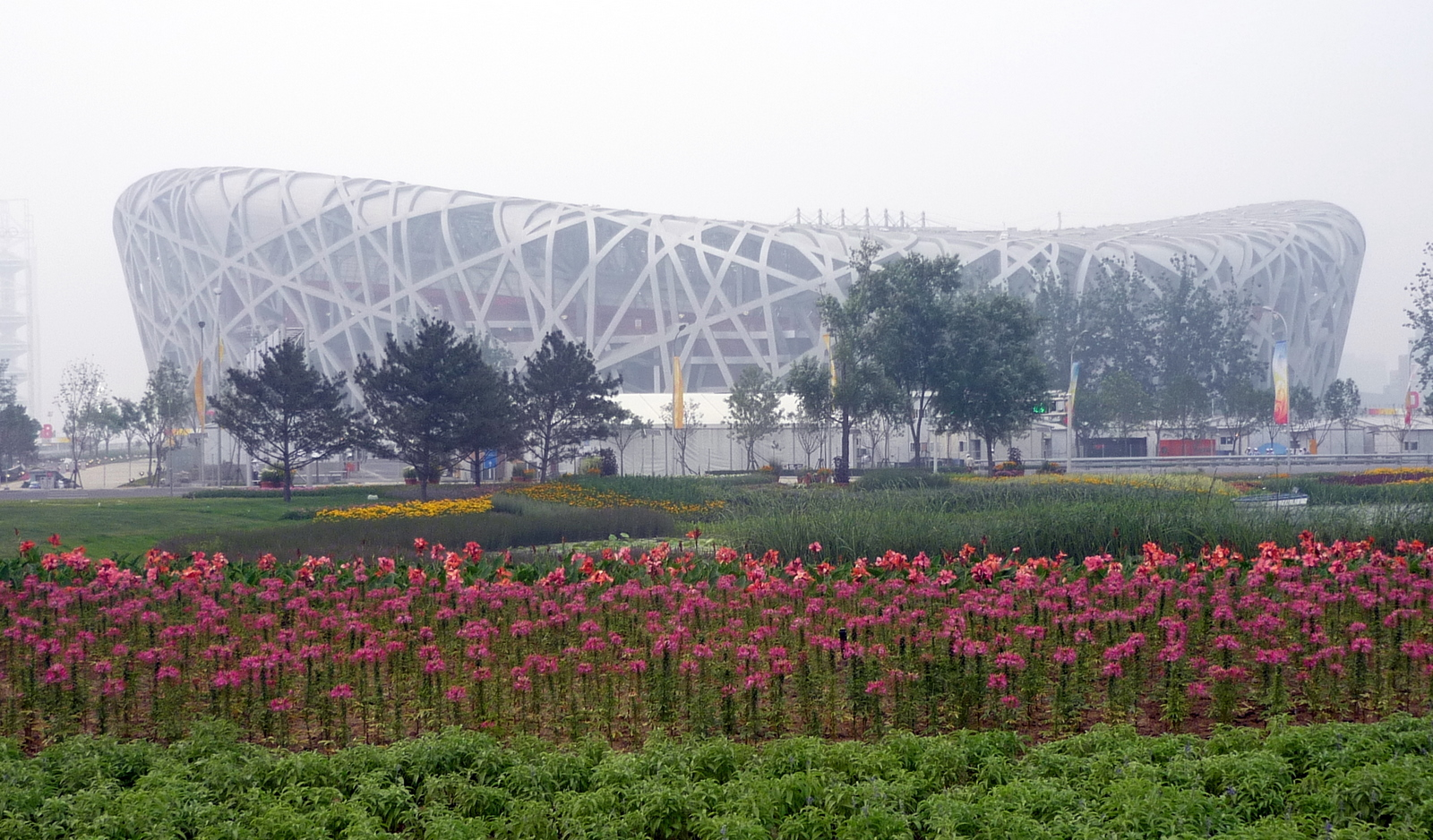
Nationalstadion Peking

- Chengdu-Sports-Center-Stadion – Chengdu
- Chongqing Olympic Sports Center – Chongqing
- Dalian Sports Center Stadium – Dalian
- Guangdong Olympic Stadium – Guangzhou
- Tianhe Stadium – Guangzhou
- Olympisches Sportzentrum Guiyang – Guiyang
- Hangzhou-Dragon-Stadion – Hangzhou
- Harbin ICE Sports Center Stadium – Harbin
- Hohhot City Stadium – Hohhot
- Jinan Olympic Sports Center Stadium – Jinan
- Nanjing Olympic-Sports-Center-Stadion – Nanjing
- Arbeiterstadion – Peking
- Fengtai-Stadion – Peking
- Nationalstadion Peking („Vogelnest“) – Peking
- Guoxin-Stadion Qingdao – Qingdao
- Pudong-Fußballstadion – Shanghai
- Shanghai-Stadion – Shanghai
- Olympisches Stadion Shenyang – Shenyang
- Shenzhen Bay Sports Center – Shenzhen
- Xinjiang Sports Centre – Ürümqi
- Wuhan-Sports-Center-Stadion – Wuhan
- Shaanxi-Provinz-Stadion – Xi’an

### Hongkong
- Hong Kong Stadium – Happy Valley
- Mong Kok Stadium – Mongkok
- Siu Sai Wan Sports Ground – Siu Sai Wan

### Indien
- Narendra Modi Stadium – Ahmedabad
- M. Chinnaswamy Stadium – Bengaluru
- M. A. Chidambaram Stadium – Chennai
- Rajiv Gandhi International Cricket Stadium – Dehradun
- Himachal Pradesh Cricket Association Stadium – Dharamsala
- Rajiv Gandhi International Cricket Stadium – Hyderabad
- Jawaharlal Nehru Stadium – Kochi
- Yuba Bharati Krirangan (auch Salt Lake Stadium) – Kolkata
- Eden Gardens – Kolkata
- Fatorda-Stadion – Margao
- Wankhede Stadium – Mumbai
- Vidarbha Cricket Association Stadium – Nagpur
- DY Patil Stadium – Navi Mumbai
- Ambedkar-Stadion – Neu-Delhi
- Feroz Shah Kotla Ground – Neu-Delhi
- Jawaharlal Nehru Stadium – Neu-Delhi
- Ranji Stadium – Neu-Delhi
- Punjab Cricket Association IS Bindra Stadium – Sahibzada Ajit Singh Nagar

### Indonesien
- Gelora-Bung-Karno-Stadion (früher Gelora Senaya) – Jakarta
- Jakarta International Stadium – Jakarta
- Stadion Kapten I Wayan Dipta – Gianyar

### Irak
- al-Shaab-Stadion – Bagdad
- Basra Sports City – Basra
- Franso-Hariri-Stadion – Erbil
- Karbala International Stadium – Kerbela

### Iran
- Naghsh-e-Jahan-Stadion – Isfahan
- Samen – Maschhad
- Yadegar-e-Emam-Stadion – Täbris
- Ararat-Stadion – Teheran
- Azadi-Stadion – Teheran
- Shahid-Shiroudi-Stadion – Teheran
- Takhti-Stadion – Teheran

### Israel
- Städtisches Stadion Akko – Akkon
- HaYud-Alef-Stadion – Aschdod
- Sala-Stadion – Aschkelon
- Städtisches Stadion Bat Jam – Bat Jam
- Arthur-Vasermil-Stadion – Beʾer Scheva
- Turner-Stadion – Beʾer Scheva
- Kiryat-Eliezer-Stadion – Haifa
- Sammy-Ofer-Stadion – Haifa
- Städtisches Stadion Herzlia – Herzlia
- Levita-Stadion – Kfar Saba
- Städtisches Stadion Kirjat Schmona – Kirjat Schmona
- Städtisches Stadion Lod – Lod
- Green-Stadion – Nazaret
- Nes-Tzijona-Stadion – Nes Tzijona
- Netanja-Stadion – Netanja
- Sar-Tov-Stadion – Netanja
- HaMoshava-Stadion – Petach Tikwa
- Ramat-Gan-Stadion – Ramat Gan
- Winter-Stadion – Ramat Gan
- Yankela-Grundman-Stadion – Ramat haScharon
- Givat-Ram-Stadion – Jerusalem
- Teddy-Kollek-Stadion – Jerusalem
- Haberfeld-Stadion – Rischon LeZion
- Itztoni-Stadion – Rechovot
- Doha-Stadion – Sachnin
- Bloomfield-Stadion – Tel Aviv
- Hatikva-Nachbarschaft-Stadion – Tel Aviv
- Makkabia-Stadion – Tel Aviv

### Japan
- Fukuda Denshi Arena – Chiba
- Fukuoka Yafuoku! Dome – Fukuoka
- Level-5 Stadium – Fukuoka

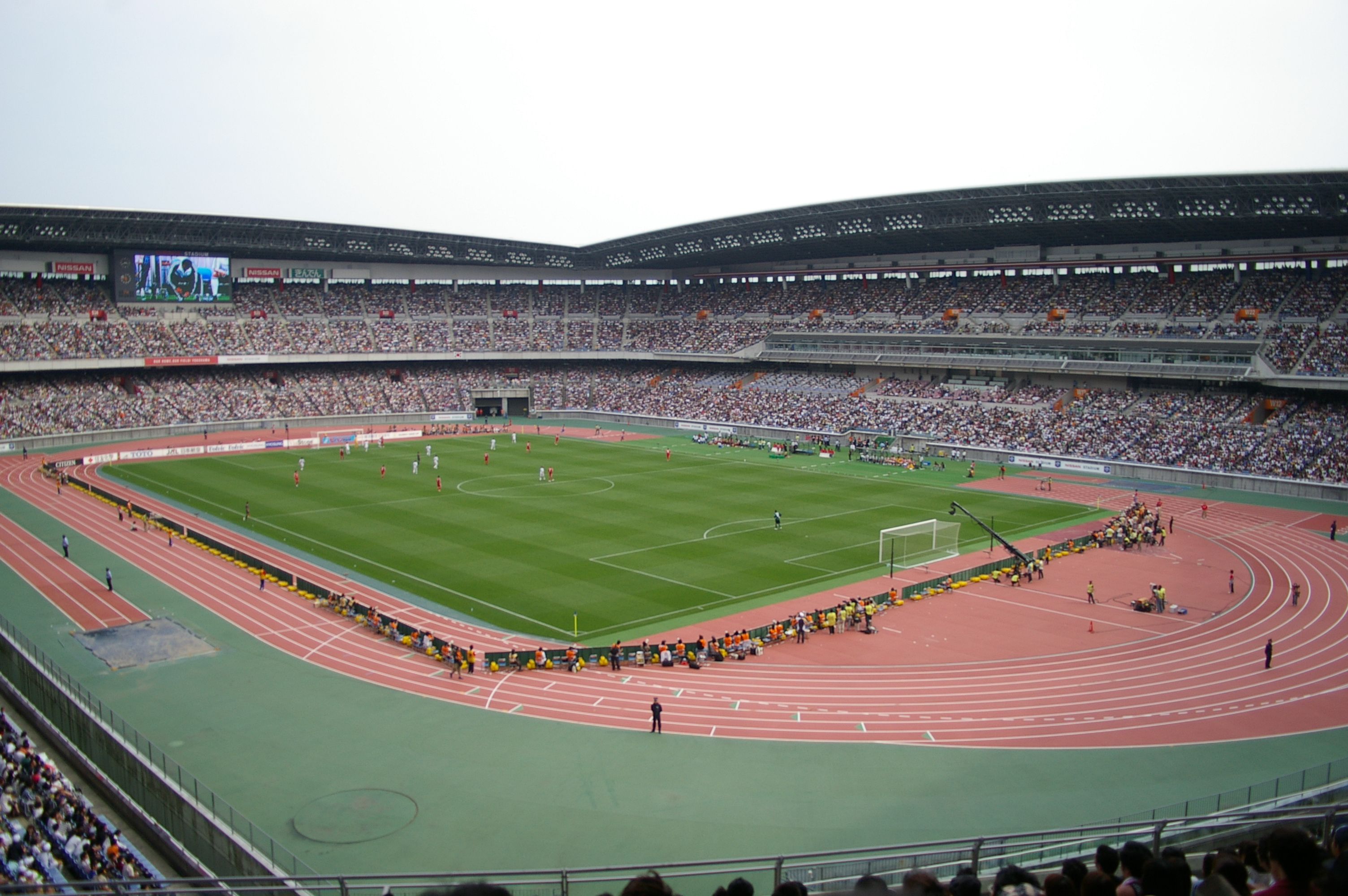
Nissan-Stadion, Yokohama

- Kintetsu-Hanazono-Rugbystadion – Higashiōsaka
- Edion Stadium Hiroshima – Hiroshima
- Kashima Soccer Stadium – Kashima
- Ichihara Seaside Stadium – Ichihara
- Yamaha Stadium – Iwata
- Hitachi Kashiwa Soccer Stadium – Kashiwa
- Todoroki Athletics Stadium – Kawasaki
- Noevir Stadium Kobe (Kobe Wing Stadium) – Kōbe
- Kobe Universiade Memorial Stadium – Kōbe
- Mimasaka-Rugby- und Fußballstadion der Präfektur Okayama – Mimasaka
- Prinz-Chichibu-Rugbystadion – Minato
- Minami-Nagano Sports Park Stadium – Nagano
- Mizuho Athletic Stadium – Nagoya
- Nagoya Dome – Nagoya
- Denka Big Swan Stadium (Big Swan) – Niigata
- Hanshin-Kōshien-Stadion – Nishinomiya
- Ōita Bank Dome (Big Eye) – Ōita
- Nagai Stadium – Osaka
- Kyocera Dome Osaka – Osaka
- Miyagi Stadium – Rifu
- Osaka Expo ’70 Stadion – Suita
- Suita City Football Stadium – Suita
- NACK5 Stadium Ōmiya – Ōmiya-ku, Saitama
- Saitama Stadium 2002 – Saitama
- Saitama Super Arena – Saitama
- Urawa Komaba Stadium – Saitama
- Sapporo Dome – Sapporo
- Sendai-Stadion – Sendai
- IAI Stadium Nihondaira – Shimizu
- Meiji-jingū Yakyūjō – Shinjuku
- Shizuoka-Ecopa-Stadion – Shizuoka
- Ajinomoto-Stadion – Tokio
- Kōrakuen-Stadion – Tokio
- Olympiastadion Tokio – Tokio
- Seibu Dome – Tokorozawa
- Best Amenity Stadium – Tosu
- Toyota-Stadion – Toyota
- Urawa Komaba Stadium – Saitama
- NHK Spring Mitsuzawa Football Stadium – Yokohama
- Nissan-Stadion (International Stadium Yokohama) – Yokohama: Finale der Fußball-Weltmeisterschaft 2002

### Jemen
- Althawra Sports City Stadium – Sanaa

### Kambodscha
- Morodok Techo National Stadium – Phnom Penh
- Olympiastadion Phnom Penh – Phnom Penh

### Katar
- Al-Khor Stadium – al-Khor
- Al-Rayyan Stadium – al-Rayyan
- Al-Shamal Stadium – al-Shamal
- Al-Wakrah Stadium – al-Wakra
- Doha Port Stadium – Doha
- Education City Stadium – Doha
- El-Gharafa Stadium – al-Rayyan
- Jassim-Bin-Hamad-Stadion – Doha
- Khalifa International Stadium – al-Rayyan
- Lusail Iconic Stadium – al-Daayen
- Qatar University Stadium – Doha
- Sports City Stadium – Doha
- Umm Salal Stadium – Umm Salal

### Laos
- Nationalstadion von Laos – Vientiane
- Neues Nationalstadion von Laos – Vientiane
- Savannakhet-Provinzialstadion – Savannakhet
- Champasak-Stadion – Pakse

### Libanon
- Camille-Chamoun-Stadion – Beirut
- Saida International Stadium – Sidon
- International Olympic Stadium – Tripoli

### Macau
- Macau Olympic Complex – Taipa

### Malaysia
- Nationalstadion Bukit Jalil – Kuala Lumpur
- Shah Alam Stadium – Shah Alam

### Malediven
- Galolhu Dhan’du – Malé
- Hithadhoo-Zone-Stadion – Addu City
- Rasmee-Dhandu-Stadion – Malé

### Mongolei
- MFF Football Centre – Ulaanbaatar
- Nationales Sportstadion – Ulaanbaatar

### Myanmar
- Bahtoo Memorial Stadium – Aung Myay Thazan
- Bogyoke-Aung-San-Stadion – Rangun
- Thuwanna-Stadion – Tamwe

### Nepal
- Dasarath Rangasala Stadium – Kathmandu
- Halchowk Stadium – Kathmandu
- Pokhara National Stadium – Pokhara

### Nordkorea
- Kim-Il-sung-Stadion – Pjöngjang
- Stadion Erster Mai – Pjöngjang
- Yanggakdo-Stadion – Pjöngjang
- Nampo-Stadion – Namp’o

### Osttimor
- Nationalstadion von Osttimor – Dili

### Pakistan
- National Stadium – Karatschi
- Gaddafi Stadium – Lahore

### Saudi-Arabien
- König-Abdul-Aziz-Stadion – Mekka
- König-Fahd-Stadion – Riad

### Südkorea
- Ansan-Wa~-Stadion – Ansan
- Anyang-Stadion – Anyang
- Bucheon-Stadion – Bucheon
- Busan-Asia-Main-Stadion – Busan
- Busan-Gudeok-Stadion – Busan
- Buyeo-Stadion – Buyeo
- Changwon-Fußballstadion – Changwon
- Cheonan-Oryong-Stadion – Cheonan
- Cheonan-Stadion – Cheonan
- Cheonan-Fußballcenter – Cheonan
- Cheongju-Stadion – Cheongju
- Chuncheon-Stadion – Chuncheon
- Chuncheon-Songam-Leports-Town-Stadion – Chuncheon
- Chungju-Stadion – Chungju
- Daegu-Stadion (Daegu-World-Cup-Stadion) – Daegu
- Daegu-Stadion (1948) – Daegu
- Daejeon-World-Cup-Stadion – Daejeon
- Daejeon-Hanbat-Sports-Komplex – Daejeon
- Gangneung-Stadion – Gangneung
- Gimcheon-Stadion – Gimcheon
- Gimhae-Stadion – Gimhae
- Gimpo-Stadion – Gimpo
- Goyang-Stadion – Goyang
- Gumi-Stadion – Gumi
- Gwangyang-Fußballstadion – Gwangyang
- Gwangju-World-Cup-Stadion – Gwangju
- Gyeongju-Stadion – Gyeongju
- Hwaseong-Stadion – Hwaseong
- Icheon-Stadion – Icheon
- Incheon-Fußballstadion – Incheon
- Incheon-Munhak-Stadion – Incheon
- Incheon Munhak Baseball Stadium – Incheon
- Internationales Fußball-Center Mokpo – Mokpo
- Jecheon-Stadion – Jecheon
- Jeju-World-Cup-Stadion – Jeju
- Jeonju-World-Cup-Stadion – Jeonju
- Jeonju-Stadion – Jeonju
- Masan-Stadion – Masan
- Madeul-Stadion – Seoul
- Sangju-Stadion – Sangju
- Jeju-World-Cup-Stadion – Seogwipo
- Dongdaemun-Stadion – Seoul
- Jamsil Baseball Stadium – Seoul
- Olympiastadion Seoul – Seoul
- Paju-Stadion – Paju
- Pocheon-Stadion – Pocheon
- Seoul-World-Cup-Stadion – Seoul
- Steel-Yard-Stadion – Pohang
- Suwon-Stadion – Suwon
- Suwon-World-Cup-Stadion – Suwon
- Sosabeol-Reports-Town-Stadion – Pyeongtaek
- Tancheon-Stadion – Seongnam
- Uijeongbu-Stadion – Uijeongbu
- Ulsan-Munsu-Fußballstadion – Ulsan
- Yi-Sun-shin-Sportstadion – Asan
- Yangju-Stadion – Yangju

### Syrien
- Abbasiden-Stadion – Damaskus
- Aleppo International Stadium – Aleppo

### Thailand
- Chulalongkorn-Universitätsstadion – Bangkok
- Rajamangala-Nationalstadion – Bangkok
- Suphachalasai-Stadion – Bangkok
- Thailändisch-Japanisches Stadion – Bangkok
- Thammasat-Stadion – Bangkok
- Stadion zu Ehren des 80. Geburtstags des Königs – Nakhon Ratchasima
- Surakul-Stadion – Phuket
- Prinzessin-Sirindhorn-Stadion – Si Racha
- Tinsulanon-Stadion – Songkhla

### Usbekistan
- Bunyodkor-Stadion – Taschkent
- MHSK Stadioni – Taschkent
- Paxtakor-Zentral-Stadion – Taschkent

### Vereinigte Arabische Emirate
- Al-Nahyan-Stadion – Abu Dhabi
- Al-Jazira-Mohammed-Bin-Zayed-Stadion – Abu Dhabi
- Sheikh Zayed Cricket Stadium – Abu Dhabi
- Zayed-Sports-City-Stadion – Abu Dhabi
- Scheich-Khalifa-International-Stadion – al-Ain
- Dubai International Cricket Stadium – Dubai
- Sharjah Cricket Association Stadium – Schardscha

### Vietnam
- Cao Lãnh Stadion – Cao Lãnh
- San Chi Lang Stadion – Đà Nẵng
- Hàng-Đẫy-Stadion – Hanoi
- Mỹ-Đình-Nationalstadion – Hanoi
- Lach Tray Stadion – Hải Phòng
- Thống Nhất Stadium – Ho-Chi-Minh-Stadt
- Thiên Truong Stadion – Nam Định
- Nha Trang Stadion – Nha Trang
- Plei Cu Stadion – Plei Cu
- Long An Stadion – Tân An
- Thanh Hóa Stadion – Thanh Hóa
- Gò Đậu Stadion – Thủ Dầu Một
- Vinh Stadion – Vinh

## Mittelamerika

### Anguilla
- James Ronald Webster Park – The Valley

### Antigua und Barbuda
- Antigua Recreation Ground – Saint John’s
- Sir Vivian Richards Stadium – North Sound

### Amerikanische Jungferninseln
- Lionel Roberts Park – Charlotte Amalie
- Paul E. Joseph Stadium – Frederiksted

### Aruba
- Guillermo Prospero Trinidad Stadion – Oranjestad

### Bahamas
- Thomas A. Robinson National Stadium – Nassau

### Barbados
- Stadium Carlton – Bridgetown
- Barbados National Stadium – Bridgetown
- Kensington Oval – Bridgetown

### Belize
- MCC Grounds – Belize City
- Marion Jones Sports Complex – Belize City
- Isidro Belton Stadium – Belmopan
- FFB Field – Belmopán
- Santiago Richalde Stadium – Corozal
- Carl Ramos Stadium – Dangriga
- Michael Ashcroft Stadium – Independence Village
- People’s Stadium – Orange Walk
- Toledo Union Field – Punta Gorda Town
- Norman Broaster Stadium – San Ignacio
- San Pedro Stadium – San Pedro Town

### Bermuda
- Bermuda National Stadium – Hamilton

### Britische Jungferninseln
- A.O. Shirley Recreation Ground – Road Town auf Torotola

### Cayman Islands
- Truman Boden Stadium – George Town

### Costa Rica
- Estadio Alejandro Morera Soto – Alajuela
- Estadio Allen Riggioni – Alajuela
- Estadio Eliécer Pérez Conejo – Alajuela
- Estadio José Rafael Meza Ivankovich – Cartago
- Estadio Carlos Ugalde Alvarez – Ciudad Quesada
- Estadio Eladio Rosabal Cordero – Heredia
- Estadio Pedregal – Heredia
- Estadio Edgardo Baltodano Briceño – Liberia
- Estadio Chorotega – Nicoya
- Estadio Ciudad de Cortés – Osa
- Estadio Ebal Rodríguez Aguilar – Pococí
- Estadio Juan Gobán Quirós – Puerto Limón
- Estadio Lito Pérez – Puntarenas
- Estadio Municipal Otto Ureña Fallas – San Isidro del General Pérez Zeledón
- Estadio Municipal de Perèz Zeledòn – San Isidro del General Pérez Zeledón
- Estadio Coyella Fonseca – San José
- Estadio Nacional – San José
- Estadio Ricardo Saprissa Aymá – Tibás (San José)
- Estadio Guillermo Vargas Roldán – San Ramón
- Estadio Cacique Diría – Santa Cruz

### Dominikanische Republik
- Estadio Olímpico – La Vega
- Estadio La Barranquita – Santiago de los Caballeros
- Estadio Juan Pablo Duarte – Santo Domingo
- Estadio Olímpico Félix Sánchez – Santo Domingo
- Estadio de Fútbol Panamericano de San Cristóbal – San Cristóbal

### Dominica
- Windsor Park – Roseau

### El Salvador
- Estadio Simeón Magaña – Ahuachapán
- Estadio José Gregorio Martínez – Chalatenango
- Estadio Mauricio Vides – Ilobasco
- Estadio Hanz Usko – La Libertad
- Estadio Marcelino Imbers – La Unión
- Estadio Jorge Calero Suárez – Metapán
- Estadio Jorge Suarez Landaverde – Metapán
- Estadio Amílcar Moreno – San Francisco Gotera
- Estadio Ader – San Salvador
- Estadio Cuscatlán – San Salvador
- Estadio Jorge „Mágico“ González, früher Estadio Flor Blanca – San Salvador
- Estadio Oscar Alberto Quiteño – Santa Ana
- Estadio José Ramón Flores – Santa Ramos de Lima
- Estadio Ana Mercedes Campos – Sonsonate
- Estadio Sergio Torres Rivera – Usulután

### Grenada
- Grenada National Stadium – St. George’s

### Guadeloupe
- Stade St. Claude – Basse-Terre
- Stade René Serge Nabajoth – Les Abymes

### Guatemala
- Estadio Pensativo – Antigua Guatemala
- Estadio Municipal – Amatitlán
- Estadio Del Monte – Bananera
- Estadio Las Victorias – Chiquimula
- Estadio Verapáz – Cobán
- Estadio Cementos Progreso, früher Estadio La Pedrera – Guatemala-Stadt
- Estadio Ejército – Guatemala-Stadt
- Estadio Mateo Flores – Guatemala-Stadt
- Estadio El Trebol – Guatemala-Stadt
- Estadio Kaibil Balam – Huehuetenango
- Estadio Las Flores, früher Estadio Edilberto – Jalapa
- Estadio Winston Pineda, früher Estadio El Condor – Jutiapa
- Estadio Carlos Salazar Hijo – Mazatenango
- Estadio Roy Fearson – Puerto Barrios
- Estadio Mario Camposeco – Quetzaltenango
- Estadio Oscar Izaguirre – Retalhuleu
- Estadio Municipal – Sanarate
- Estadio Marquesa de la Ensenada – San Marcos
- Estadio Ricardo Muñoz Gálvez – Santa Lucía Cotzumalguapa
- Estadio Xambá Sololá 94 – Sololá Ciudad del Paisaje
- Estadio David Ordóñez Bardales – Zacapa

### Haiti
- Stade Sylvio Cator – Port-au-Prince

### Honduras
- Estadio Fauto Flores Lagos – Choluteca
- Estadio Carlos Miranda – Comayagua
- Estadio Nilmo Edwards – La Ceiba
- Estadio Excelsior – Puerto Córtes
- Estadio Francisco Morazán – San Pedro Sula
- Estadio Olímpico Metropolitano – San Pedro Sula
- Estadio Nacional de Tegucigalpa – Tegucigalpa

### Jamaika
- Harbor View Stadium – Kingston
- Independence Park – Kingston
- Railway Oval – Kingston
- Sabina Park – Kingston

### Kuba
- Estadio Latinoamericano – Havanna
- Estadio de Fútbol Panamericano de San Cristóbal – Havanna
- Estadio Pedro Marrero – Havanna
- Estadio Guillermón Moncada – Santiago de Cuba

### Martinique
- Stade Louis Achille – Fort-de-France
- Stade Pierre Aliker – Fort-de-France
- Stade Georges Gratiant – Le Lamentin
- Stade Alfred Marie-Jeanne – Rivière-Pilote

### Montserrat
- Blakes Estate Stadium – St. John’s

### Nicaragua
- Estadio Cacique Diriangén – Diriamba
- Estadio Independencia – Estelí
- Estadio Nacional Dennis Martínez – Managua
- Estadio Nacional de Fútbol – Managua
- Estadio Olímpico del IND Managua – Managua

### Niederländische Antillen
- Bramendiweg Sportpark – Willemstad
- Stadion Ergilio Hato – Willemstad

### Panama
- Estadio Armando Dely Valdés – Colón
- Estadio Nacional de Panamá – Panama-Stadt
- Estadio Rommel Fernández – Panama-Stadt

### Puerto Rico
- Estadio Juan Ramón Loubriel – Bayamón
- Estadio Sixto Escobar – San Juan

### St. Kitts und Nevis
- Warner Park – Basseterre

### St. Lucia
- Bones Park – Castries
- Mindoo Phillip Park – Castries
- Beausejour Stadium – Gros Islet
- George Odlum Stadium – Vieux Fort

### St. Vincent und die Grenadinen
- Arnos Vale Stadium – Kingstown

### Trinidad und Tobago
- Ato Boldon Stadium – Couva
- Larry Gomes Stadium – Malabar
- Manny Ramjohn Stadium – Marabella
- Hasely Crawford Stadium – Port of Spain
- Queen’s Park Oval – Port of Spain
- Dwight Yorke Stadium – Scarborough

### Turks- und Caicosinseln
- TCIFA National Academy – Providenciales

## Nordamerika

### Kanada
- Swangard Stadium – Burnaby
- McMahon Stadium – Calgary
- Commonwealth Stadium – Edmonton
- Telus Field – Edmonton
- Ivor Wynne Stadium – Hamilton
- Molson-Stadium – Montreal

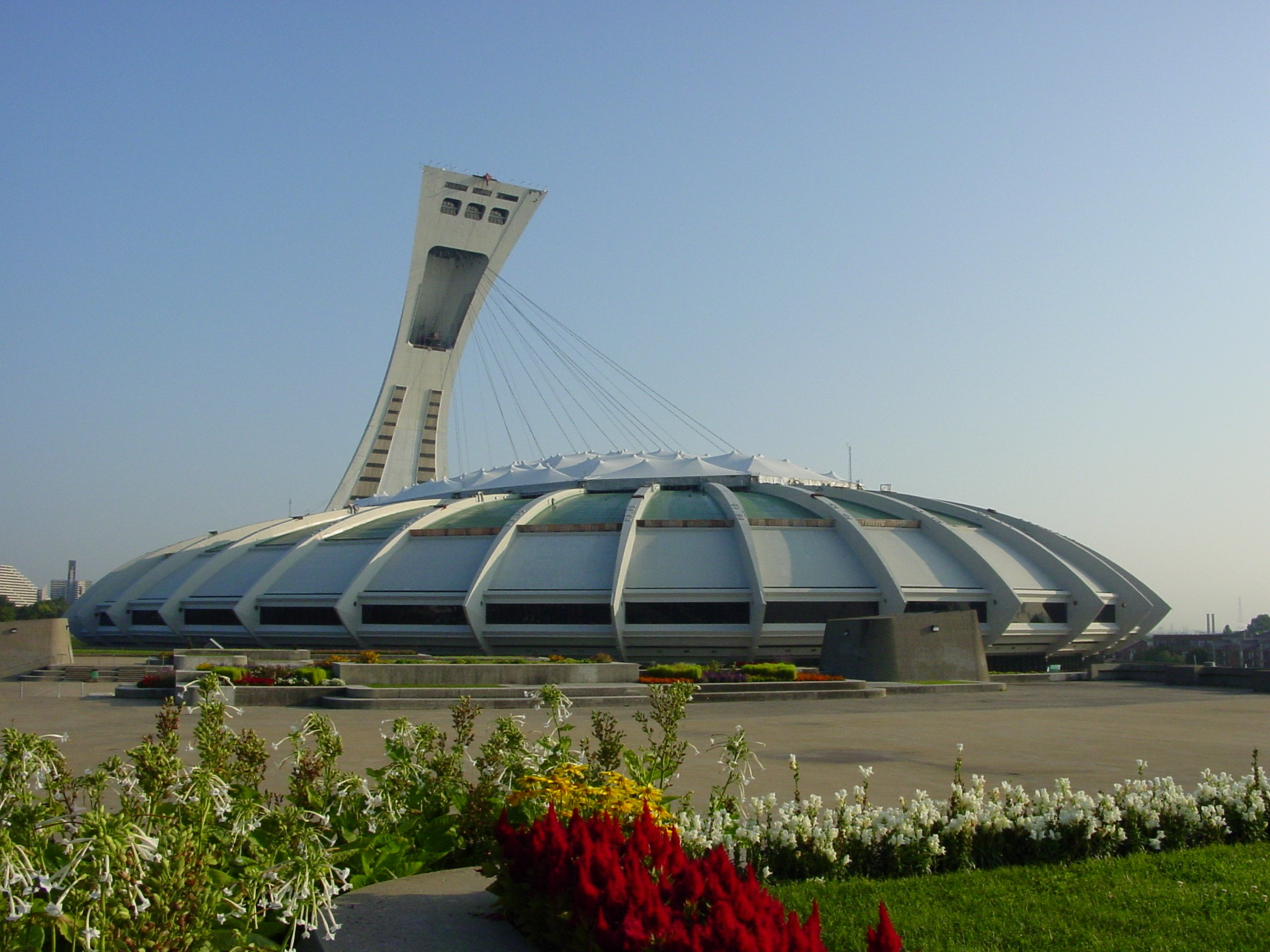
Olympiastadion, Montreal

- Stade Olympique de Montréal – Montreal (Olympische Sommerspiele 1976)
- Stade Saputo – Montreal
- TD Place Stadium – Ottawa
- Landsdowne Park – Ottawa
- Mosaic Stadium at Taylor Field – Regina
- BMO Field – Toronto
- Rogers Centre (SkyDome) – Toronto
- Varsity Stadium – Toronto
- BC Place Stadium – Vancouver
- Royal Athletic Park – Victoria
- Canad Inns Stadium – Winnipeg

### Mexiko
- Estadio Azteca – Mexiko-Stadt
- Estadio Jalisco – Guadalajara

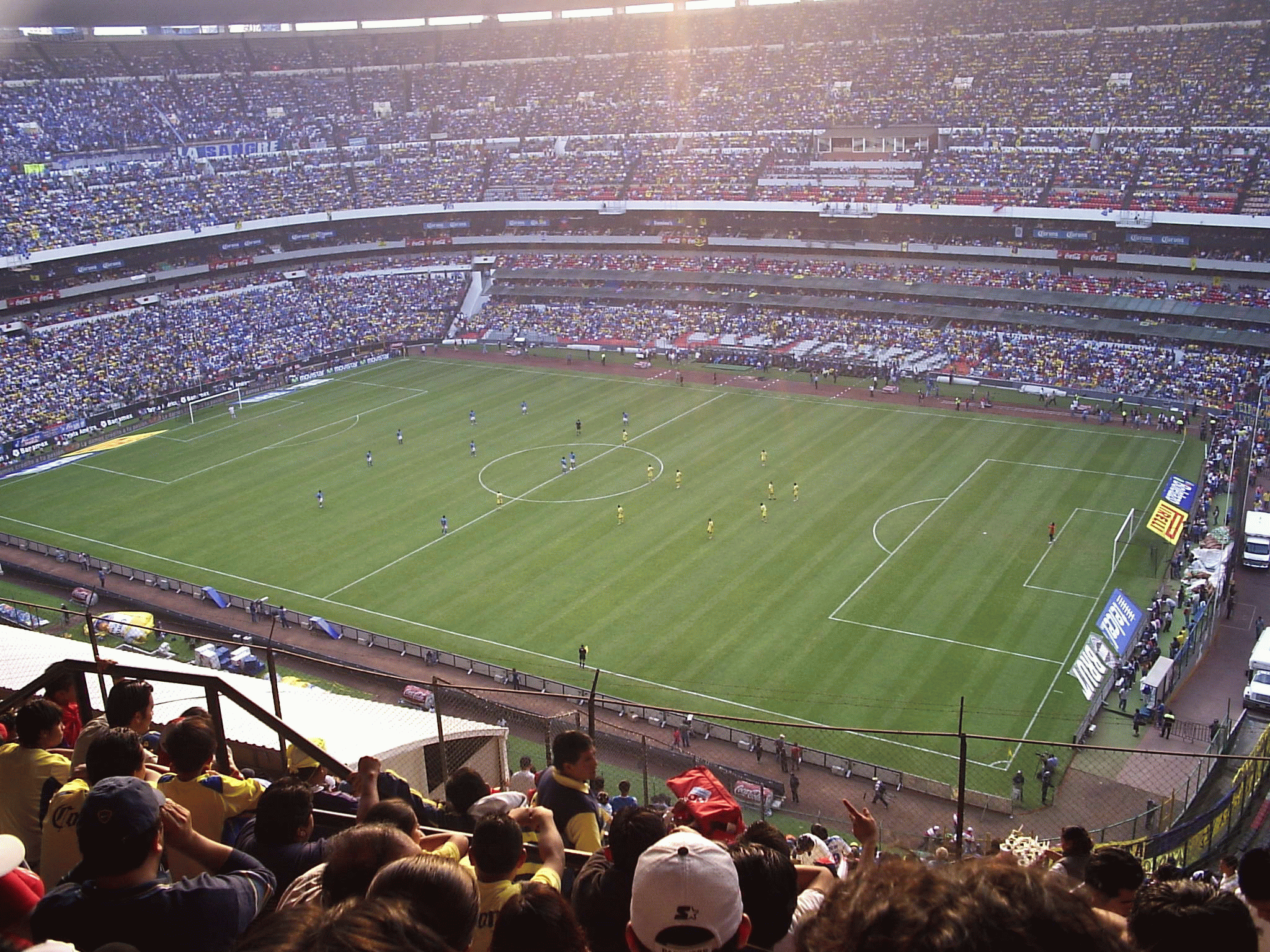
Einer der größten Stadion der Welt: Aztekenstadion, Mexiko-Stadt.

- Estadio Olímpico Universitario – Mexiko-Stadt
- Estadio Azul – Mexiko-Stadt
- Estadio Foro Sol – Mexiko-Stadt
- Estadio Internacional Monterrey – Monterrey, Nuevo León
- Estadio José María Morelos y Pavón – Morelia, Michoacán
- Estadio Cuauhtémoc – Puebla, Puebla
- Estadio Tecnológico – Monterrey, Nuevo León
- Estadio Universitario – San Nicolás de los Garza, Nuevo León

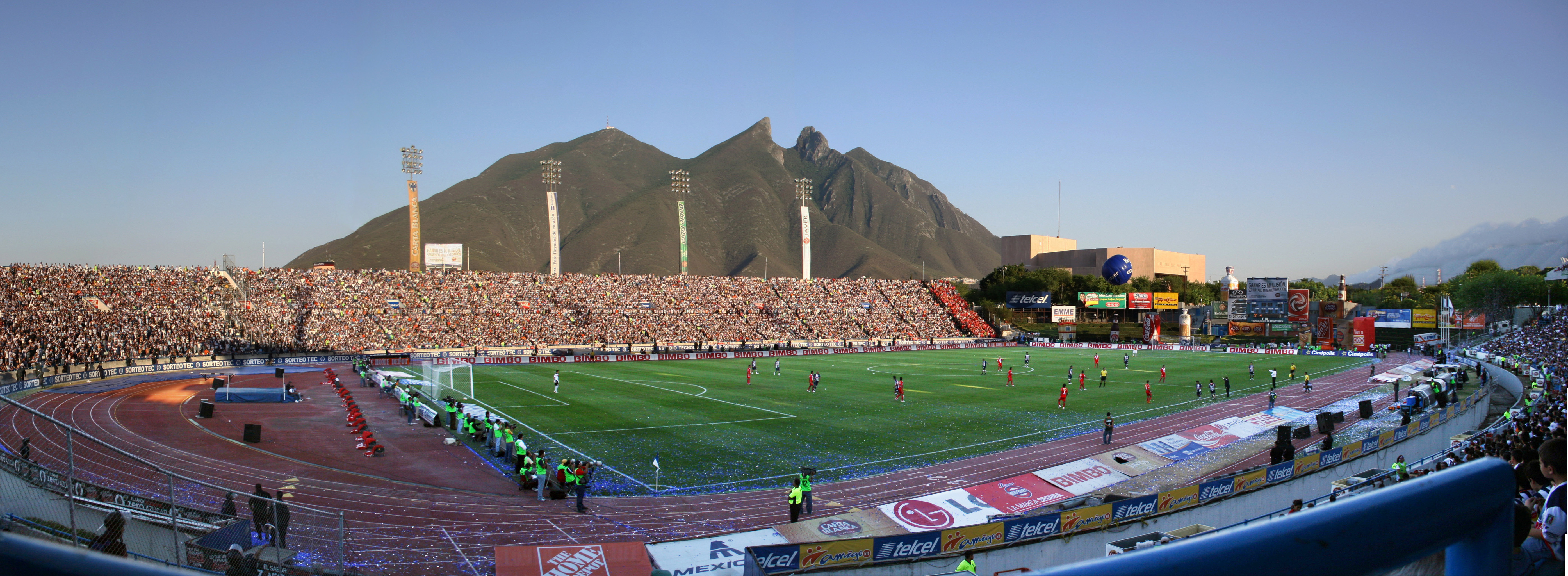
Estadio Tecnológico, Monterrey.

- Estadio Chivas – Guadalajara, Jalisco
- Estadio La Corregidora – Santiago de Querétaro, Querétaro
- Estadio Luis Pirata Fuente – Veracruz, Veracruz
- Estadio Universitario – Monterrey, Nuevo León
- Estadio Corona – Torreón, Coahuila
- Estadio Nemesio Díez – Toluca, Estado de México
- Estadio Tres de Marzo – Zapopan, Jalisco
- Estadio Neza 86 – Nezahualcóyotl, Estado de México
- Estadio Nou Camp – León, Guanajuato
- Estadio Morelos – Morelia, Michoacán
- Estadio Victoria – Aguascalientes, Aguascalientes
- Estadio Agustín Coruco Díaz – Zacatepec de Hidalgo, Morelos
- Estadio Banorte – Culiacán, Sinaloa
- Estadio Víctor Manuel Reyna – Tuxtla Gutiérrez, Chiapas
- Estadio Hidalgo – Pachuca, Hidalgo
- Estadio Tamaulipas – Tampico, Tamaulipas
- Estadio Centenario – Los Mochis, Sinaloa
- Estadio TSM Corona – Torreón, Coahuila

### Saint-Pierre und Miquelon
- Stade John Girardin – Saint-Pierre

### Vereinigte Staaten

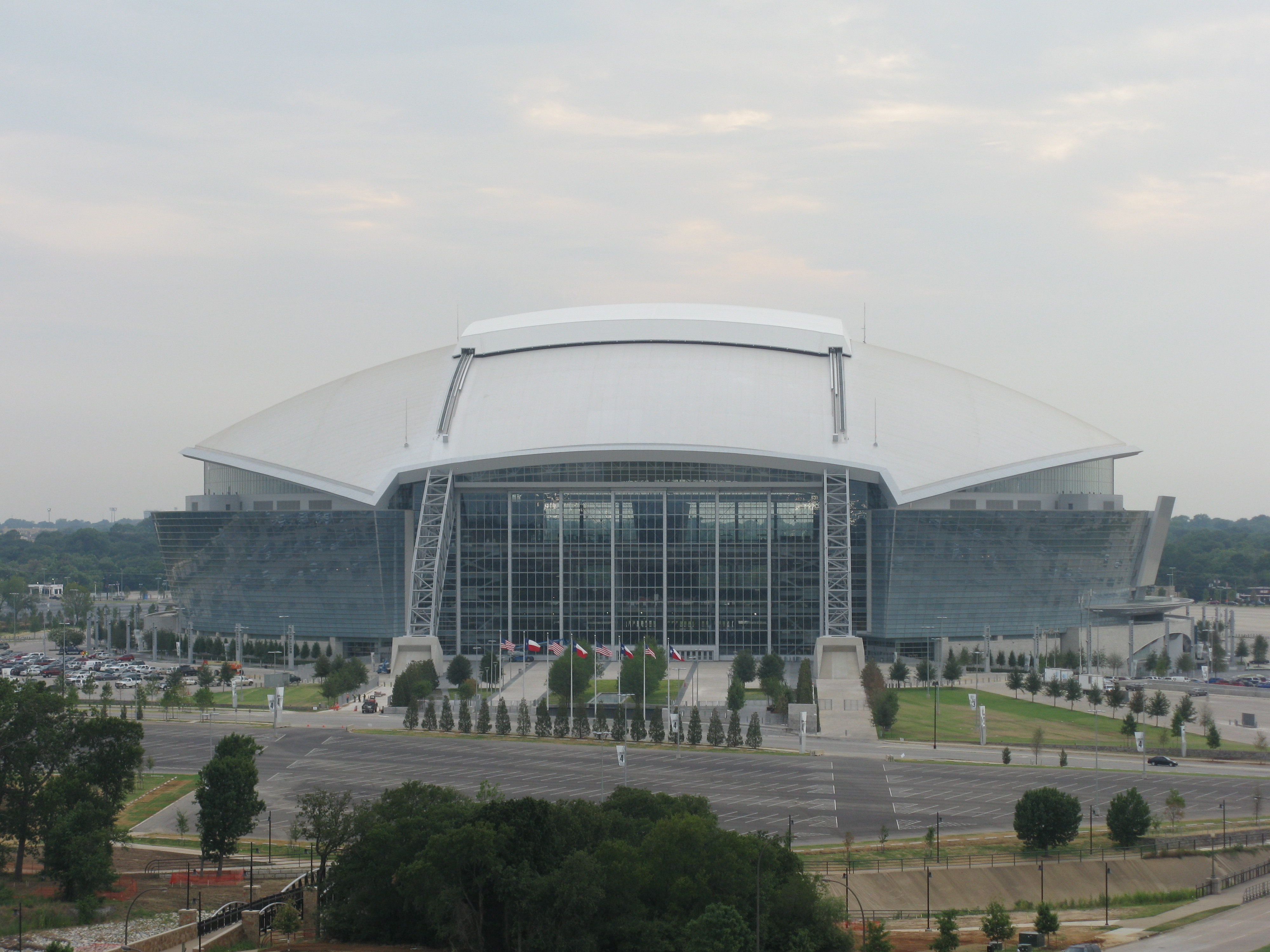
AT&T Stadium, die Heimat der Dallas Cowboys in Arlington.

- Angel Stadium of Anaheim – Anaheim, Kalifornien
- Michigan Stadium – Ann Arbor, Michigan
- Choctaw Stadium – Arlington, Texas
- AT&T Stadium – Arlington, Texas
- Sanford Stadium – Athens, Georgia
- Centennial Olympic Stadium – Atlanta, Georgia: Olympische Sommerspiele 1996
- Georgia Dome – Atlanta, Georgia
- Mercedes-Benz Stadium – Atlanta, Georgia
- Turner Field (Centennial Olympic Stadium) – Atlanta, Georgia
- Jordan-Hare Stadium – Auburn, Alabama
- Darrell K Royal-Texas Memorial Stadium – Austin, Texas
- House Park – Austin, Texas
- M&T Bank Stadium – Baltimore, Maryland
- Oriole Park at Camden Yards – Baltimore, Maryland
- Tiger Stadium – Baton Rouge, Louisiana
- California Memorial Stadium – Berkeley, Kalifornien
- FAU Stadium – Boca Raton, Florida
- Fenway Park – Boston, Massachusetts
- Toyota Park – Bridgeview, Illinois
- New Era Field – Buffalo, New York
- Harvard Stadium – Cambridge, Massachusetts
- StubHub Center – Carson, Kalifornien
- WakeMed Soccer Park – Cary, North Carolina
- Kenan Memorial Stadium – Chapel Hill, North Carolina
- Bank of America Stadium – Charlotte, North Carolina
- MUSC Health Stadium – Charleston, South Carolina
- Talen Energy Stadium – Chester, Pennsylvania
- Soldier Field – Chicago, Illinois
- SeatGeek Stadium – Chicago, Illinois
- Guaranteed Rate Field – Chicago, Illinois
- Wrigley Field – Chicago, Illinois
- Great American Ball Park – Cincinnati, Ohio
- Paycor Stadium – Cincinnati, Ohio
- Cleveland Browns Stadium – Cleveland, Ohio
- Progressive Field – Cleveland, Ohio
- Kyle Field – College Station, Texas
- Falcon Stadium – Colorado Springs, Colorado
- Williams-Brice Stadium – Columbia, South Carolina
- Historic Crew Stadium – Columbus, Ohio
- Ohio Stadium – Columbus, Ohio
- Dick’s Sporting Goods Park – Commerce City, Colorado
- Cotton Bowl Stadium – Dallas, Texas
- Mile High Stadium (1948–2001) – Denver, Colorado
- Coors Field – Denver, Colorado
- Empower Field at Mile High – Denver, Colorado
- Comerica Park – Detroit, Michigan
- Ford Field – Detroit, Michigan
- Giants Stadium (1972–2010) – East Rutherford, New Jersey
- MetLife Stadium – East Rutherford, New Jersey
- World Wide Technology Soccer Park – Fenton, Missouri
- Lockhart Stadium – Fort Lauderdale, Florida
- Amon G. Carter Stadium – Fort Worth, Texas
- Foxboro Stadium (1971–2001) – Foxborough, Massachusetts
- Gillette Stadium – Foxborough, Massachusetts
- Toyota Stadium – Frisco, Texas
- State Farm Stadium – Glendale, Arizona
- Steve Spurrier-Florida Field at Ben Hill Griffin Stadium – Gainesville, Florida
- Lambeau Field – Green Bay, Wisconsin
- Red Bull Arena – Harrison, New Jersey
- Aloha Stadium – Honolulu, Oʻahu, Hawaii
- Shell Energy Stadium – Houston, Texas
- Minute Maid Park – Houston, Texas
- NRG Astrodome – Houston, Texas
- NRG Stadium – Houston, Texas
- Robertson Stadium – Houston, Texas
- Lucas Oil Stadium – Indianapolis, Indiana
- RCA Dome (1984–2008) – Indianapolis, Indiana
- Texas Stadium (1971–2010) – Irving, Texas
- EverBank Field – Jacksonville, Florida
- Sporting Park – Kansas City, Kansas
- GEHA Field at Arrowhead Stadium – Kansas City, Missouri
- Field of Legends – Kansas City, Missouri
- Kauffman Stadium – Kansas City, Missouri
- Neyland Stadium – Knoxville, Tennessee
- FedExField – Landover, Maryland
- Riccardo Silva Stadium – Miami, Florida
- Sun Life Stadium (Dolphin Stadium) – Miami, Florida
- Orange Bowl Stadium (1937–2008) – Miami, Florida
- Hubert H. Humphrey Metrodome (1982–2014) – Minneapolis, Minnesota
- Target Field – Minneapolis, Minnesota
- American Family Field – Milwaukee, Wisconsin
- BMO Stadium – Los Angeles, Kalifornien
- Dodger Stadium – Los Angeles, Kalifornien
- Los Angeles Memorial Coliseum – Los Angeles, Kalifornien (Olympische Sommerspiele 1932 und 1984)
- Nissan Stadium – Nashville, Tennessee
- Yale Bowl – New Haven, Connecticut
- Caesars Superdome – New Orleans, Louisiana
- Tulane Stadium (1926–1979) – New Orleans, Louisiana
- Yankee Stadium (1923–2009) – Bronx, New York
- Yankee Stadium (seit 2009) – Bronx, New York
- Ebbets Field (1913–1957) – Brooklyn, New York
- Citi Field – Queens, New York
- Shea Stadium (1964–2008) – Queens, New York
- Gaylord Family Oklahoma Memorial Stadium – Norman, Oklahoma
- Camping World Stadium – Orlando, Florida
- Oakland Coliseum – Oakland, Kalifornien
- Citizens Bank Park – Philadelphia, Pennsylvania
- Lincoln Financial Field – Philadelphia, Pennsylvania
- Veterans Stadium (1971–2004) – Philadelphia, Pennsylvania
- Rose Bowl Stadium – Pasadena, Kalifornien: Finale der Fußball-Weltmeisterschaft 1994
- Chase Field – Phoenix, Arizona
- Acrisure Stadium – Pittsburgh, Pennsylvania
- Civic Arena – Pittsburgh, Pennsylvania
- PNC Park – Pittsburgh, Pennsylvania
- Silverdome – Pontiac, Michigan
- Providence Park – Portland, Oregon
- LaVell Edwards Stadium – Provo, Utah
- Carter-Finley Stadium – Raleigh, North Carolina
- City Stadium – Richmond, Virginia
- Marina Auto Stadium – Rochester, New York
- Tropicana Field – Saint Petersburg, Florida
- Rice-Eccles Stadium – Salt Lake City, Utah
- PETCO Park – San Diego, Kalifornien
- San Diego Stadium – San Diego, Kalifornien
- Candlestick Park – San Francisco, Kalifornien
- Oracle Park – San Francisco, Kalifornien
- PayPal Park – San José, Kalifornien
- America First Field – Sandy, Utah
- Buck Shaw Stadium – Santa Clara, Kalifornien
- Scottsdale Stadium – Scottsdale, Arizona
- Alaska Airlines Field at Husky Stadium – Seattle, Washington
- Lumen Field – Seattle, Washington
- T-Mobile Park – Seattle, Washington
- Notre Dame Stadium – South Bend, Indiana
- Stanford Stadium – Stanford, Kalifornien
- Busch Stadium – St. Louis, Missouri
- The Dome at America’s Center – St. Louis, Missouri
- Francis Field – St. Louis, Missouri (Olympische Sommerspiele 1904)
- Raymond James Stadium – Tampa, Florida
- Starfire Sports Stadium – Tukwila, Washington
- Bryant-Denny Stadium – Tuscaloosa, Alabama
- Nationals Park – Washington, D.C.
- Robert F. Kennedy Memorial Stadium – Washington, D.C.

## Südamerika

### Argentinien

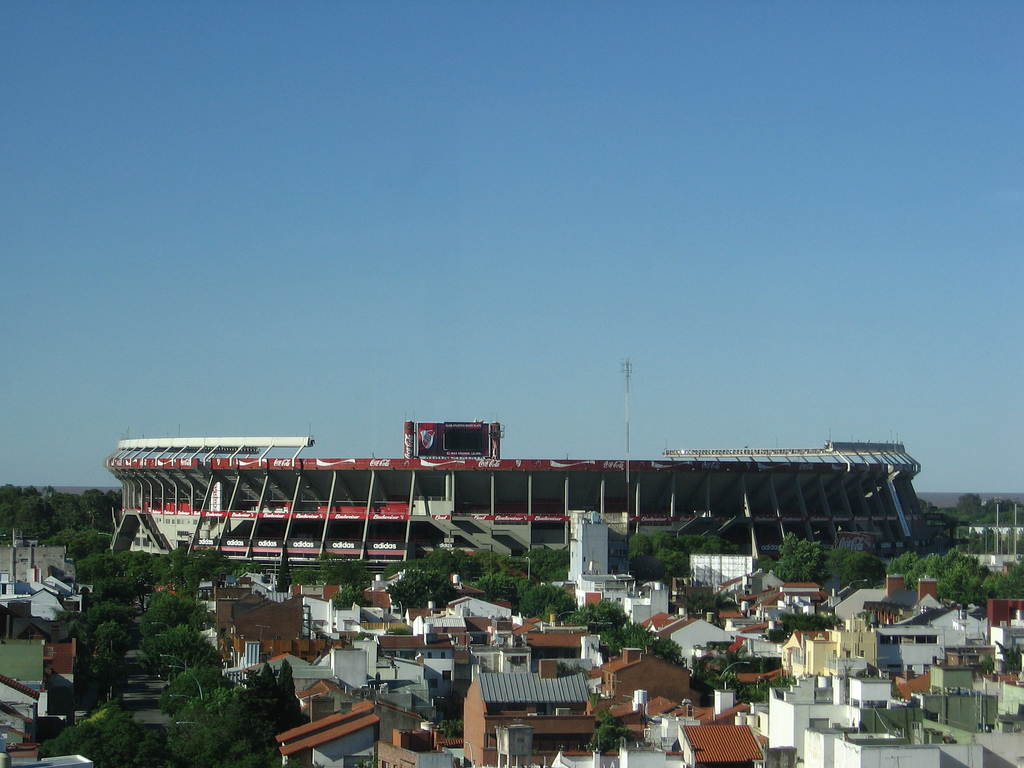
El Monumental, Buenos Aires

- Estadio Libertadores de América („La Doble Visera“) – Avellaneda
- Estadio Presidente Perón („El Cilindro“) – Avellaneda
- Estadio Roberto Natalio Carminatti – Bahía Blanca
- Estadio Florencio Sola – Banfield
- Estadio Alberto Jacinto Armando („La Bombonera“) – La Boca, Buenos Aires
- Estadio Arquitecto Ricardo Etcheverry – Buenos Aires
- Estadio Chacarita Juniors – Buenos Aires
- Estadio Diego Armando Maradona – Buenos Aires
- Estadio Monumental Antonio Vespucio Liberti („El Monumental“) – Belgrano, Buenos Aires: Finale der Fußball-Weltmeisterschaft 1978
- Estadio Nueva España – Parque Avellaneda, Buenos Aires
- Estadio Islas Malvinas – Buenos Aires
- Estadio José Amalfitani – Liniers, Buenos Aires
- Estadio Libertadores de América – Avellaneda, Buenos Aires
- Estadio Pedro Bidegain – Buenos Aires
- Estadio Tomás Adolfo Ducó – Buenos Aires
- Estadio Boutique de Barrio Jardín („La Boutique“) – Córdoba
- Estadio Mario Alberto Kempes – Córdoba
- Estadio 3 de Febrero – Gran Buenos Aires
- Estadio Ciudad de Lanús – Néstor Díaz Pérez – Lanús
- Estadio Ciudad de La Plata – La Plata
- Estadio Jorge Luis Hirschi – La Plata
- Estadio José María Minella – Mar del Plata
- Estadio Feliciano Gambarte – Mendoza
- Estadio Malvinas Argentinas – Mendoza
- Estadio Miguel Morales – Pergamino
- Estadio Enrique Mendizábal – Punta Alta
- Estadio Centenario Dr. José Luis Meiszner – Quilmes
- Estadio Monumental Rafaela („Nuevo Monumental“) – Rafaela
- Estadio El Coloso del Parque – Rosario
- Estadio Gigante de Arroyito – Rosario
- Estadio El Gigante del Norte – Salta
- Estadio Padre Ernesto Martearena – Salta
- Estadio del Bicentenario – San Juan
- Estadio Monumental José Fierro – San Miguel de Tucumán
- Estadio 23 de Agosto – San Salvador de Jujuy
- Estadio 15 de Abril – Santa Fe
- Estadio Brigadier General Estanislao López – Santa Fe
- Estadio Victor Antonio Aguirre – Santiago del Estero
- Estadio Roberto Lorenzo Bottino – Tres Arroyos

### Bolivien
- Estadio Hernando Siles – La Paz

### Brasilien
- Arena Barueri – Barueri
- Estádio Governador Magalhães Pinto („Mineirão“) – Belo Horizonte
- Estádio Mané Garrincha – Brasília
- Estádio Nacional de Brasília Mané Garrincha – Brasília
- Estádio Durival Britto e Silva („Vila Capanema“) – Curitiba
- Arena da Baixada („Estádio Joaquim Américo Guimarães“) – Curitiba
- Estádio Major Antônio Couto Pereira („Couta Pereira“) – Curitiba
- Estádio Aderbal Ramos da Silva („Ressacada“) – Florianópolis
- Estádio Plácido Aderaldo Castelo („Castelão“) – Fortaleza
- Estádio Hailé Pinheiro („Serrinha“) – Goiânia
- Estádio Serra Dourada („Serra Dourada“) – Goiânia
- Estádio do Café – Londrina
- Estádio Maria Lamas Farache („Frasqueirão“) – Natal
- Estádio Dr. João Cláudio Vasconcelos Machado („Machadão“) – Natal
- Estádio Beira-Rio („Gigante da Beira Rio“) – Porto Alegre
- Estádio dos Eucaliptos („Estádio Ildo Meneghetti“) – Porto Alegre
- Estádio Olímpico Monumental („Estádio Olímpico“) – Porto Alegre
- Estádio do Arruda – Recife
- Estádio Eládio de Barros Carvalho („Estádio dos Aflitos“) – Recife
- Estádio Ilha do Retiro („Bombonera do Nordeste“) – Recife
- Estádio das Laranjeiras – Rio de Janeiro
- Estádio Mário Filho („Maracanã“) – Rio de Janeiro
- Olympiastadion João Havelange („Engenhão“) – Rio de Janeiro
- Estádio Manoel Barradas („Barradão“) – Salvador da Bahía
- Estádio Otávio Mangabeira („Fonte Nova“) – Salvador da Bahía
- Estádio Municipal Bruno José Daniel („Brunão“) – Santo André
- Estádio Urbano Caldeira – Santos
- Estádio Municipal Luís Augusto de Oliveira – São Carlos
- Estádio Governador João Castelo („Castelão“) – São Luís
- Allianz Parque – São Paulo
- Estádio Alfredo Schürig („Fazendinha“) – São Paulo
- Estádio Cícero Pompeu de Toledo („Morumbi“) – São Paulo
- Estádio Palestra Itália („Parque Antárctica“) – São Paulo
- Estádio Municipal Paulo Machado de Carvalho („Estádio do Pacaembu“) – São Paulo

### Chile
- Estadio Regional de Antofagasta – Antofagasta
- Estadio Carlos Dittborn – Arica
- Estadio Municipal de Calama – Calama
- Estadio Nelson Oyarzún – Chillán
- Estadio Municipal de Concepción – Concepción
- Estadio Francisco Sánchez Rumoroso – Coquimbo
- Estadio Municipal Federico Schwager – Coronel
- Estadio El Cobre – El Salvador
- Estadio Municipal de La Cisterna – La Cisterna
- Estadio Municipal de La Florida – La Florida
- Estadio La Portada – La Serena
- Estadio Municipal Roberto Bravo Santibáñez – Melipilla
- Estadio Regional de Chinquihue – Puerto Montt
- Estadio El Teniente – Rancagua
- Estadio San Carlos de Apoquindo – San Carlos de Apoquindo
- Estadio Nacional de Chile – Santiago de Chile
- Estadio Monumental – Santiago de Chile
- Estadio Santa Laura – Santiago de Chile
- Estadio Las Higueras – Talcahuano
- Estadio Germán Becker – Temuco
- Estadio Regional Chiledeportes – Valparaíso
- Estadio Sausalito – Viña del Mar

### Ecuador
- Estadio Monumental Banco Pichincha – Guayaquil
- Estadio Rodrigo Paz Delgado – Quito

### Guyana
- Bourda Cricket Ground – Georgetown
- Providence-Stadion – Georgetown

### Kolumbien
- Estadio Centenario de Armenia – Armenia
- Estadio Metropolitano Roberto Meléndez – Barranquilla
- Estadio Nemesio Camacho – Bogotá
- Estadio Metropolitano de Techo – Bogotá
- Estadio Alfonso López – Bucaramanga
- Estadio Deportivo Cali – Palmira
- Estadio Olímpico Pascual Guerrero – Cali
- Estadio Jaime Morón León – Cartagena
- Estadio General Santander – Cúcuta
- Estadio Polideportivo Sur – Envigado
- Estadio Manuel Murillo Toro – Ibagué
- Estadio Palogrande – Manizales
- Estadio Atanasio Girardot – Medellín
- Estadio Guillermo Plazas Alcid – Neiva
- Estadio Departamental Libertad – Pasto
- Estadio Hernán Ramírez Villegas – Pereira
- Estadio La Independencia – Tunja

### Paraguay
- Estadio Defensores del Chaco – Asunción

### Peru
- Estadio Monumental de la UNSA – Arequipa
- Estadio Garcilaso de la Vega – Cusco
- Estadio Alejandro Villanueva – Lima
- Estadio Monumental "U" – Lima
- Estadio Nacional José Díaz – Lima
- Estadio Alberto Gallardo – Lima
- Estadio Universidad San Marcos – Lima

### Suriname
- André-Kamperveen-Stadion – Paramaribo

### Uruguay

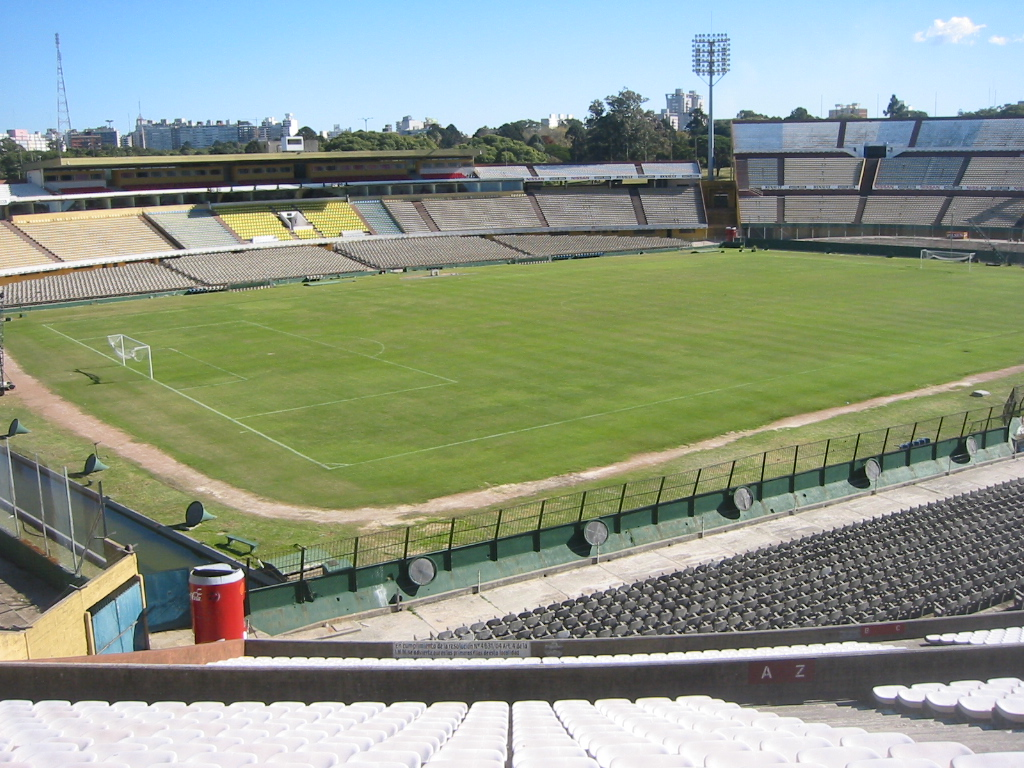
Centenario, Montevideo

- Estadio Centenario – Montevideo: Finale der Fußball-Weltmeisterschaft 1930
- Estadio Contador José Pedro Damiani – Montevideo
- Estadio Luis Franzini – Montevideo
- Estadio Campeón del Siglo – Montevideo

### Venezuela
- Estadio Agustín Tovar – Barinas
- Estadio Metropolitano de Fútbol de Lara – Barquisimeto
- Estadio Olímpico de la Universidad Central de Venezuela – Caracas
- Estadio Polideportivo Cachamay – Puerto Ordaz, Ciudad Guayana
- Estadio José Encarnación Romero – Maracaibo
- Estadio Monumental de Maturín – Maturín
- Estadio Metropolitano de Mérida – Mérida
- Estadio General José Antonio Anzoátegui – Puerto La Cruz
- Estadio Polideportivo de Pueblo Nuevo – San Cristóbal

## Ozeanien

### Amerikanisch-Samoa
- Veterans Memorial Stadium – Pago Pago

### Australien
- AAMI Stadium – Adelaide
- Adelaide Oval – Adelaide
- Hindmarsh Stadium – Adelaide

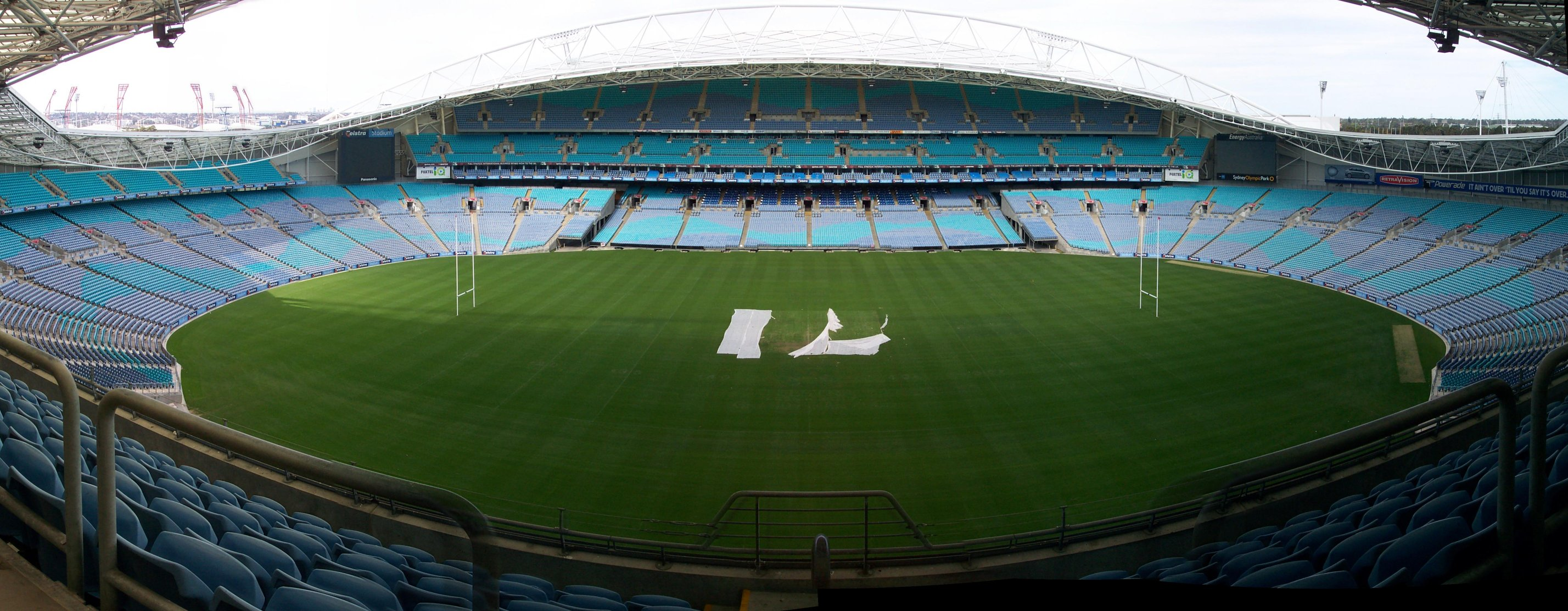
Olympiastadion, Sydney

- Queensland Sport and Athletics Centre – Brisbane
- Brisbane Cricket Ground – Brisbane
- Suncorp Stadium – Brisbane
- Canberra Stadium – Canberra
- Manuka Oval – Canberra
- BCU International Stadium – Coffs Harbour
- Skilled Park – Gold Coast
- Central Coast Stadium – Gosford
- Bellerive Oval – Hobart
- Docklands Stadium – Melbourne
- Melbourne Cricket Ground – Melbourne (Olympische Sommerspiele 1956)
- Melbourne Rectangular Stadium – Melbourne
- Middle Park Stadium – Melbourne
- Olympic Park Stadium – Melbourne
- Hunter Stadium – Newcastle
- Perth Oval – Perth
- Perth Stadium – Perth
- Subiaco Oval – Perth
- WACA Ground – Perth
- Allianz Stadium – Sydney
- ANZ Stadium – Sydney (Olympische Sommerspiele 2000)
- CommBank Stadium – Sydney
- Sydney Football Stadium – Sydney
- Sydney Cricket Ground – Sydney
- Sydney Sports Ground – Sydney
- Dairy Farmers Stadium – Townsville

### Cookinseln
- Avarua National Stadium

### Fidschi
- Albert Park – Suva
- TFL National Stadium – Suva
- Churchill Park – Lautoka

### Französisch-Polynesien
- Stade Paea – Paea
- Stade Hamuta – Papeete
- Stade Pater Te Hono Nui – Pirae

### Guam
- Wettengel Rugby Field – Hagåtña
- Guam National Football Stadium – Hagåtña

### Kiribati
- Bairiki National Stadium – Bairiki

### Marshallinseln
- Sports Stadium – Majuro

### Mikronesien
- Yap Sports Complex – Colonia

### Nauru
- Linkbelt Oval – Aiwo
- Denig Oval – Denigomodu

### Neukaledonien
- Stade Numa-Daly – Nouméa

### Neuseeland
- North Harbour Stadium – Albany
- Eden Park – Auckland
- Mount Smart Stadium – Auckland
- AMI Stadium – Christchurch, Abriss: 2012–2019
- Hagley Oval – Christchurch
- Queen Elizabeth II Park – Christchurch
- Carisbrook – Dunedin
- University Oval – Dunedin
- Seddon Park – Hamilton
- Waikato Stadium – Hamilton
- Rugby Park Stadium – Invercargill
- McLean Park – Napier
- Arena Manawatu – Palmerston North
- Rotorua International Stadium – Rotorua
- Athletic Park – Wellington
- Basin Reserve – Wellington
- Wellington Regional Stadium – Wellington

### Niue
- Niue High School Oval – Alofi

### Nördliche Marianen
- Oleai Sports Complex – Saipan

### Palau
- Palau National Stadium – Koror

### Papua-Neuguinea
- Hubert Murray Stadium – Port Moresby

### Samoa
- National Soccer Stadium – Tuanaimato
- Toleafoa J. S. Blatter Soccer Stadium – Apia

### Salomonen
- Lawson Tama – Honiara

### Tonga
- Mangweni Stadium – Nukuʻalofa
- Teufaiva Sport Stadium – Nukuʻalofa

### Tuvalu
- Tuvalu Sports Ground (Vaiaku Stadium) – Funafuti

### Vanuatu
- Korman Stadium – Port Vila

### Wallis und Futuna
- Stade de Mata-Utu – Mata Utu